# Скульптура Франції XIX століття

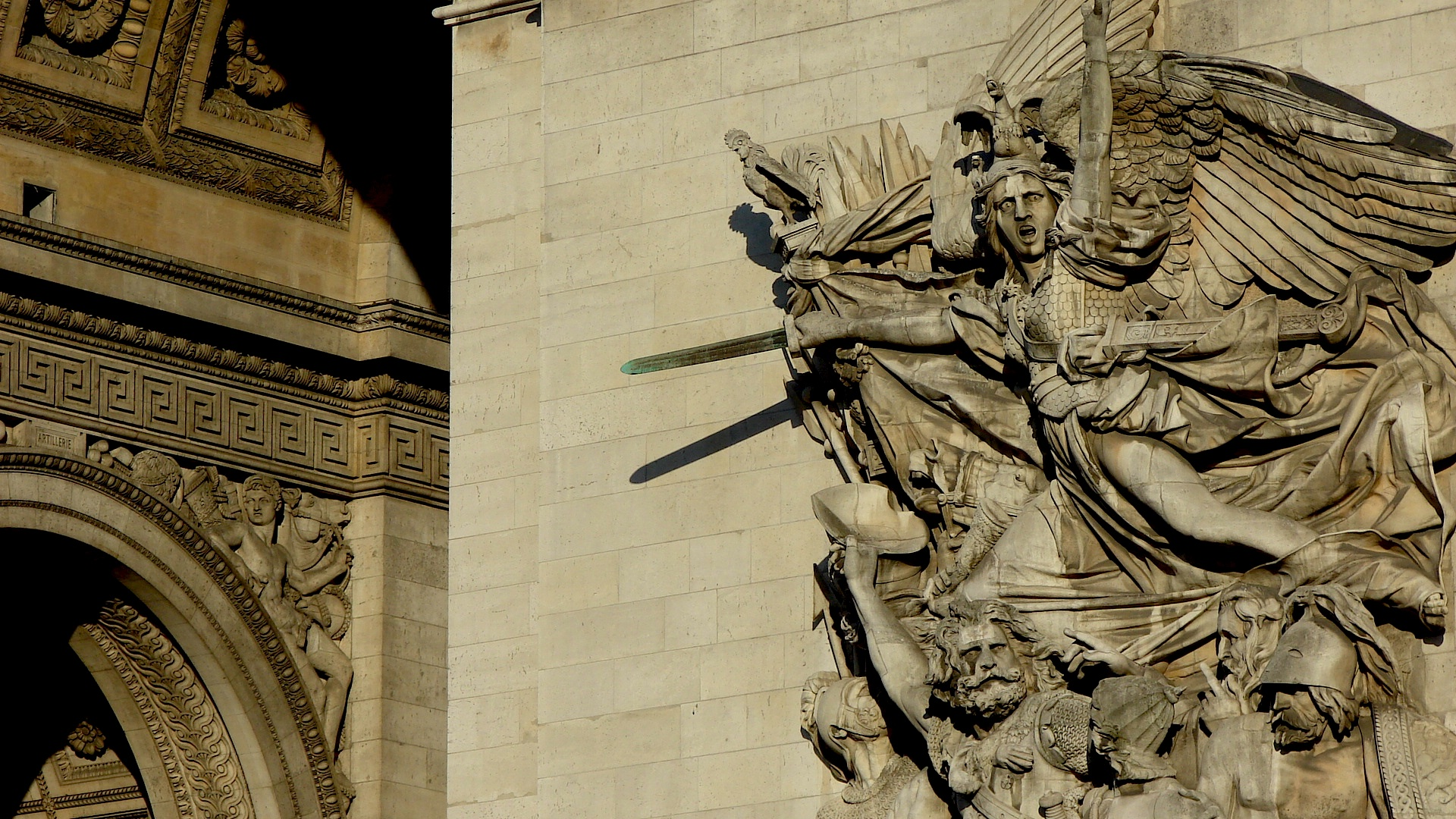

Скульптура Франції 19 століття — період розвитку національної скульптури за термін у близько сто років.

## Загальна характеристика

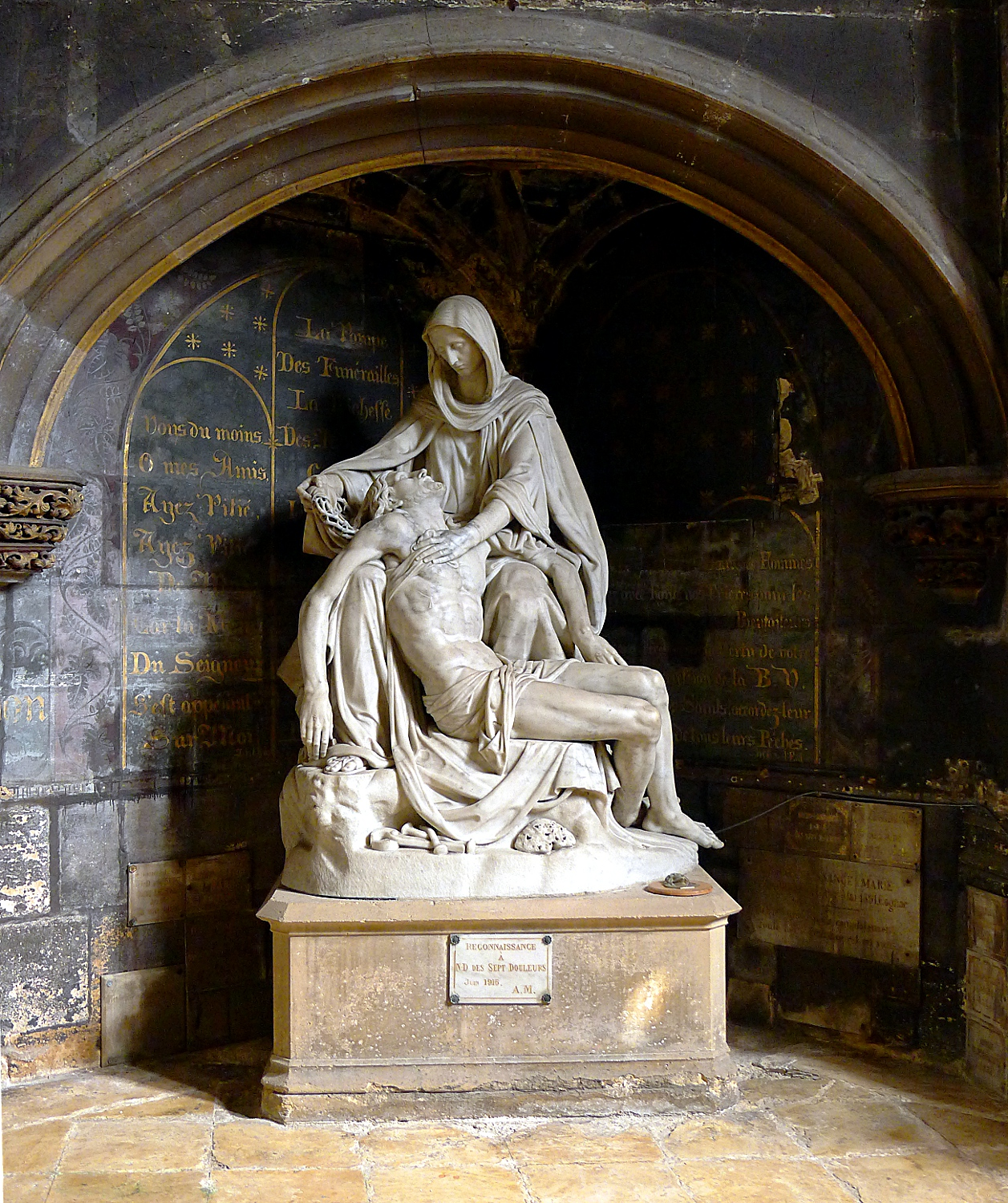
Ск. Іполіт Боннарде. «Оплакування Христа», церква Сен-Жермен-л'Осерруа, 1859 рік.

Феномен французької скульптури 19 ст. приваблював вже сучасників. Боротьба із застарілими методами і образами академізму і класицизму в скульптурі країни так і не завершилась перемогою з боку новітніх стилістичних течій, хоча надала її історії драматизму. Академізм був діяльно і матеріально підтриманий урядами та Паризькою академією мистецтв, що підживлювало його існування впродовж столітнього терміну і рекрутувало до власних лав армію митців різного обдарування. Державна підтримка розвитку скульптури створила для неї сприятливі умови, котрих не було в жодній з тогочасних країн. Поштовхами для неї були кампанія будівництва тріумфальних і суспільно значущих споруд, бурхливий розвиток капіталістичної торгівлі попри війни і революції, практика всесвітніх виставок.
Так, скульптор Ежен Гійом виконав 1867 року замову на сім погрудь Наполеона Бонапарта, поданого у різні періоди життя від юності до поразки в політичній кар'єрі. Зрозуміло, що подібна серія скульптур була анахронічною і потрібною лише черговому монархічному режиму. Скульптура Франції 19 ст. мала відчутний цензурний і політичний тиск.
Енциклопедичний словник Брокгуза і Ефрона навіть дав перелік найвидатніших скульптур, створених за столітній термін. В перелік потрапили —
- «Жанна д'Арк чує голос Бога» — бронза, ск. Анрі Шапу
- «Психея, покинута Еротом» — мармур, Карре-Беллез Альберт-Ернест
- «Джерело поезії» — мармур, ск. Ежен Гійом
- «Дівчина біля колодязя» — мармур, ск. Шеневерк
- «Сон» — мармур, ск. Матюрен Моро
- «Gloria victis» — бронза, ск. Антонін Мерсьє,
- «Ретіарій» (гладіатор із сіткою і тризубцем) Антоні Ноель
- Алегорії «Віра», «Любов», «Мужність вояків» и «Громадянська чеснота» — чотири бронзові скульптури, виконані Полем Дюбуа для надгробку генерала Ламорисьєра в Нантському соборі.

В переліки видатних скульптур потрапляла і «Марсельєза» Рюда (найкраща за якостями скульптура століття), але під побутовими назвами «Заклик до бою» чи «Виступ у похід волонтерів 1792 року», котрі нейтралізували її революційне наповнення і переводили його в побутове і політично безпечне.
Опинившись в центрі аристократичного району Парижа, «Марсельєза» Франсуа Рюда витримала іспит і центральним місцем французької столиці, і іспит часом. Рельєф став центральним твором як самого скульптора, так і значним монументальним твором французької пластики всього 19 століття. Все це — в противагу більшості тогочасної скульптурної продукції.

## На зламі XVIII-XIX ст
Ситуація в скульптурній галузі Франції наприкінці 18 ст. була складною через трагічні події французької революції 1789-1793 років. Монументальна скульптура відноситься до капіталоємних видів мистецтва і зазвичай випадає з практики в періоди народних заворушень чи революцій. Королівська родина Франції в роки революції була ізольована від політичного і художнього життя, як і багата аристократія, що емігрувала з країни, рятуючи власні життя. Саме вони і були головними замовниками і споживачами скульптури у Франції.
У країні залишилась низка скульпторів, що продовжує працювати, але повільно і в галузях немонументальних. Це Симон Луї Буазо (1743—1809), колишній керівник скульптурної мануфактури Севр, Клодіон (1738—1814), автор алегорій, фавнів, німф і вакханок в стилі рококо та скульптор Жан-Антуан Гудон (1741—1828). Всі вони бачили на власні очі перебіг трагічних подій революції, терор, арешти диктаторів революції, директорію, захоплення влади амбітним генералом Наполеоном Бонапартом.
Особливе місце посідав скульптор Жан-Антуан Гудон (1741-18228). За життя він (як портретист) працював і за замовами аристократів (Донька Людовика XV принцеса Аделаїда, 1777, Лувр, графіня де Сабран, Музей Тюрінгії), і за замовами деяких діячів революції (погруддя Дюмур'є, 1792, Анже, погруддя Мірабо), і за замовами нової військової аристократії Наполеона І Бонапарта (погруддя Наполеона, Музей, Діжон). Гудон в творчості рішуче порвав зв'язки з грайливим рококо французької аристократії і перейшов на позиції реалізму і мужньої стриманості класицизму з його прагненням просвітицтва, суспільного служіння і героїки. На жаль, творчий доробок скульптора залишається несистематизованим і розкиданим по різним континентам. Саме творчість Гудона стане містком, що пов'язав найкращі досягнення французької скульптури попереднього століття зі скульптурою початку 19 століття.

## Початок XIX ст
Початок 19 ст. характеризувався посиленням офіційного тиску на скульпторів з боку Наполеона та його нової військової аристократії. У художню практику силоміць запроваджено ампір. Наполеонівський ампір — стиль жорсткий, пафосний і холодний, офіційний, більш символічний і в парадному портреті, і в скульптурі. Він помітно відрізнявся від класицизму кінця 18 ст., який вільно обрали і відродили французькі митці ще в середині століття. Наполеон, як узурпатор влади, активно жадав величі і ореолу могутності давньоримських імператорів. Саме тому митцям Франції було наказано брати за взірці мистецтво не республіканського Риму, а Риму доби імператорів — офіційному, поміркованому і холодно-величному. Не був ампір і вищим щаблем розвитку класицизму, бо по відмиранню нав'язаного Наполеоном державі ампіру, класицизм в країні був відновлений і трохи перегодом переродився в академізм 19 ст.
В офіційній манері працюють Антуан-Дені Шоде (1763—1810), П'єр Картельє (1757—1831), Жозеф Шинар (1756—1813) та ін. Цей офіційний стиль цілком підтримував і скульптор Франсуа Жозеф Бозіо (1768—1745), що перебував близько сімнадцяти років в Італії і користувався порадами скульптора Антоніо Канова. Бозіо прибув у Париж лише 1807 року.
Скульптори отримують замовлення на створення тріумфальних арок, бюстів військової аристократії і численних офіційних портретів диктатора Наполеона. В скульптуру прийшов стереотип, фігура подавалась у повний зріст з ознаками величі і закутаною на манер давньоримських тогою. Вона однаково могла прикрашати залу палацу чи надгробок, тобто втрачала місцеве призначення (Наполеон-законодавець, ск. Франсуа Жозеф Бозіо, надгробок Казимира Перьє). Постать Наполеона (малого на зріст і схильного до зайвої ваги) в скульптурі абсолютно втрачала ознаки реальності і набувала рис нереалістичного символу, для створення цих скульптур імператор не позував (Антоніо Канова, «Наполеон-миротворець», Академія Брера, Мілан — високий, худий, повністю оголений і зі списом в руці на манер античних тиранів).
Неправдивість і узагальнена декоративність переходять і в ампірний рельєф (ск. Антуан-Дені Шоде. «Гомер»)

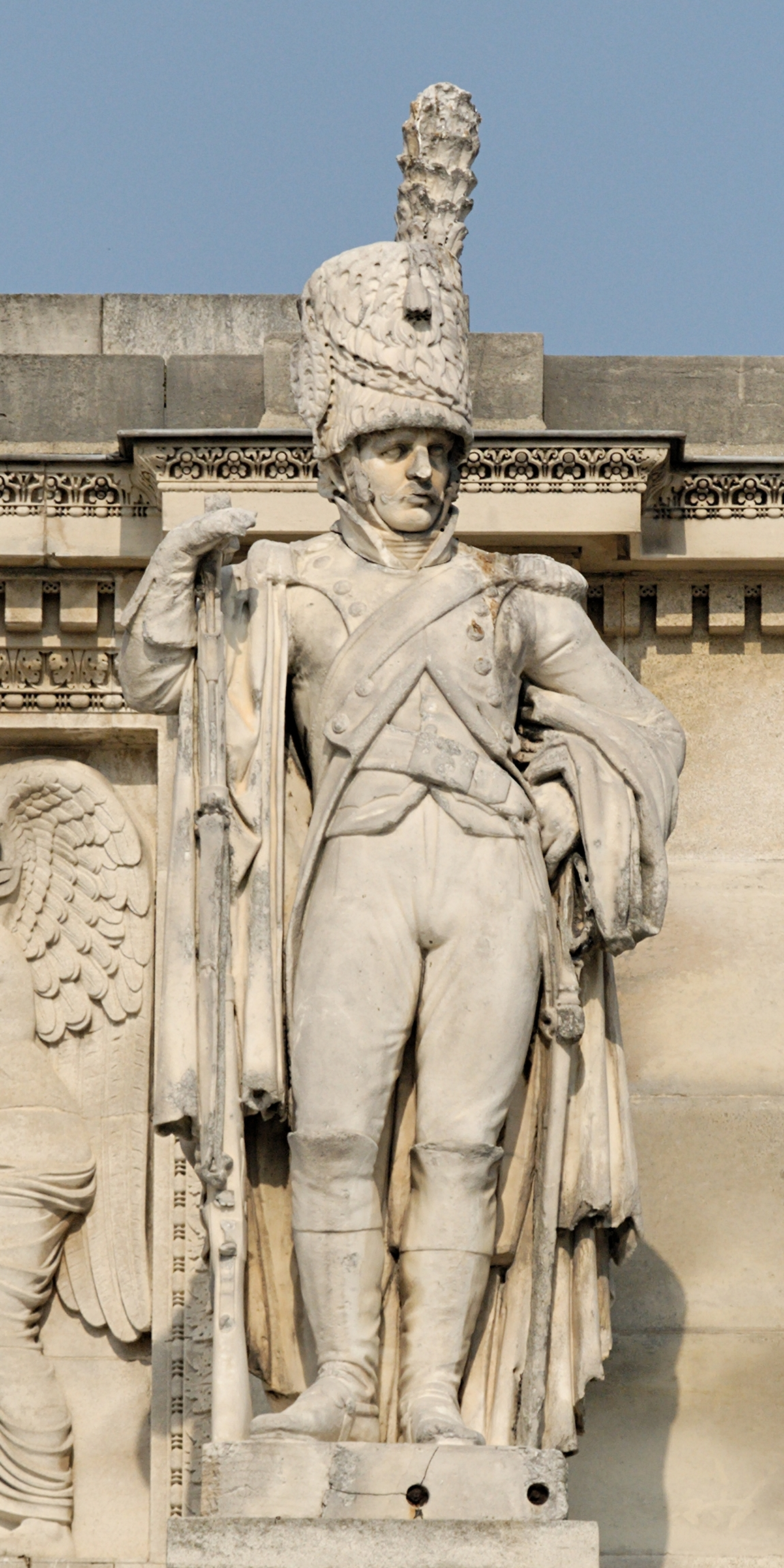
Ск. Жозеф Шинар. Карабінер для тріумфальної арки на площі Карусель, Лувр.
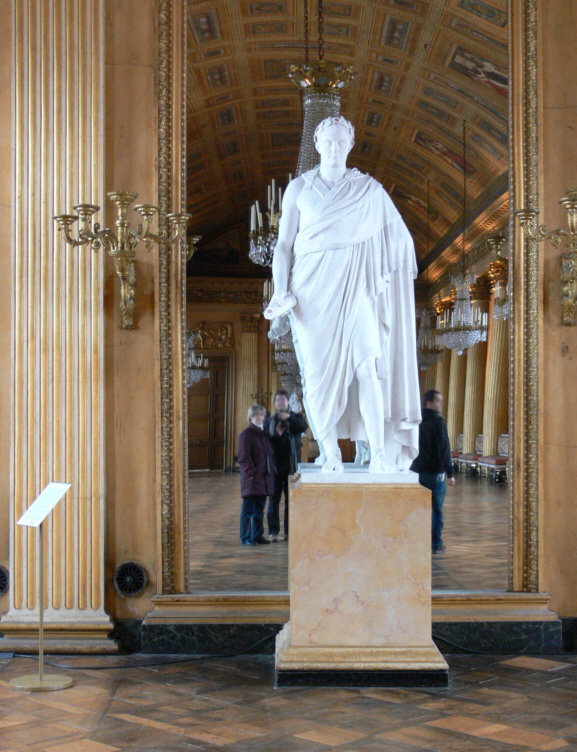
ск. Антуан-Дені Шоде. Наполеон-законодавець. Палац Компьєн
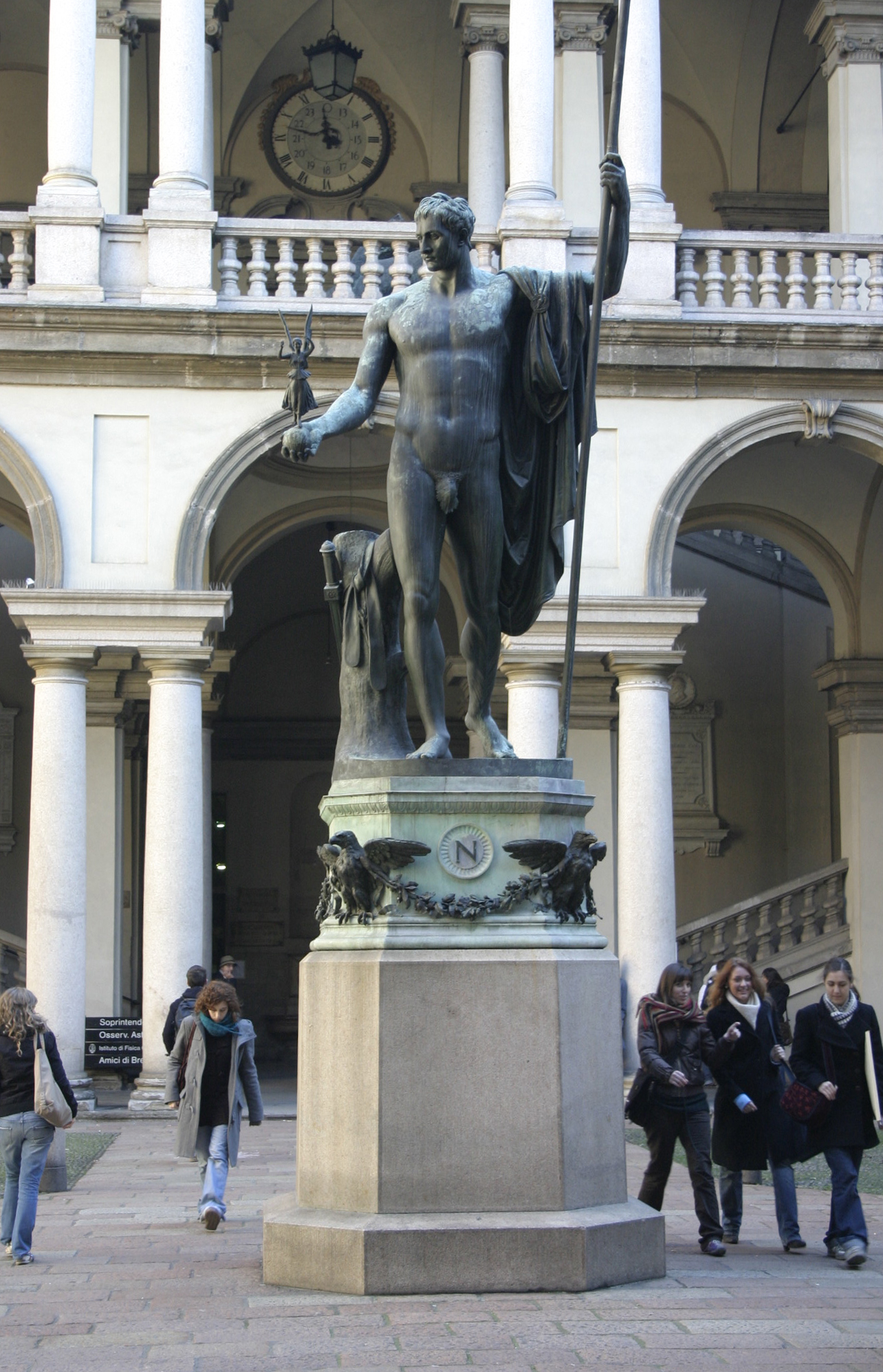
Антоніо Канова, «Наполеон-миротворець», Академія Брера, Мілан
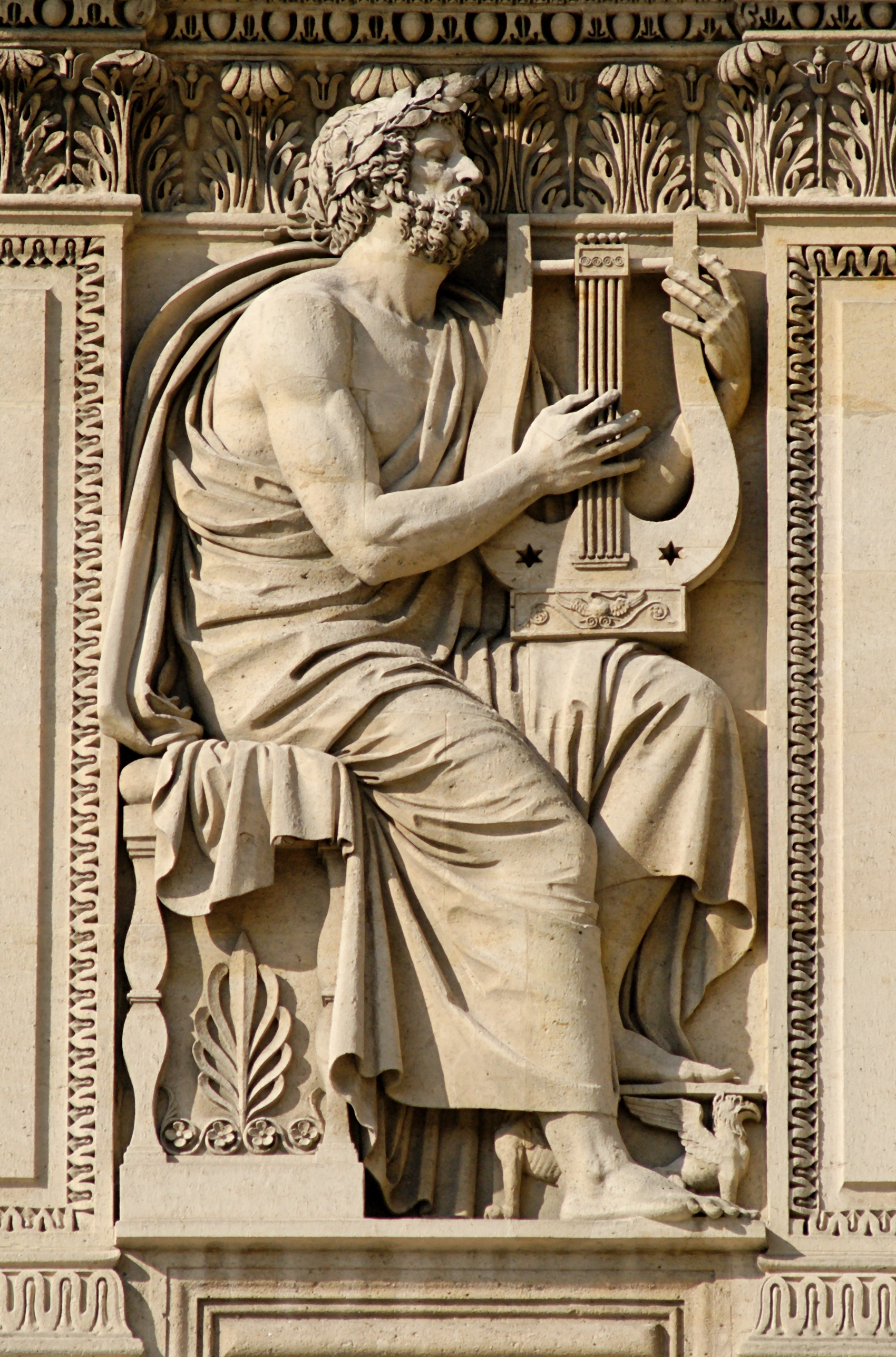
ск. Антуан-Дені Шоде. «Гомер»
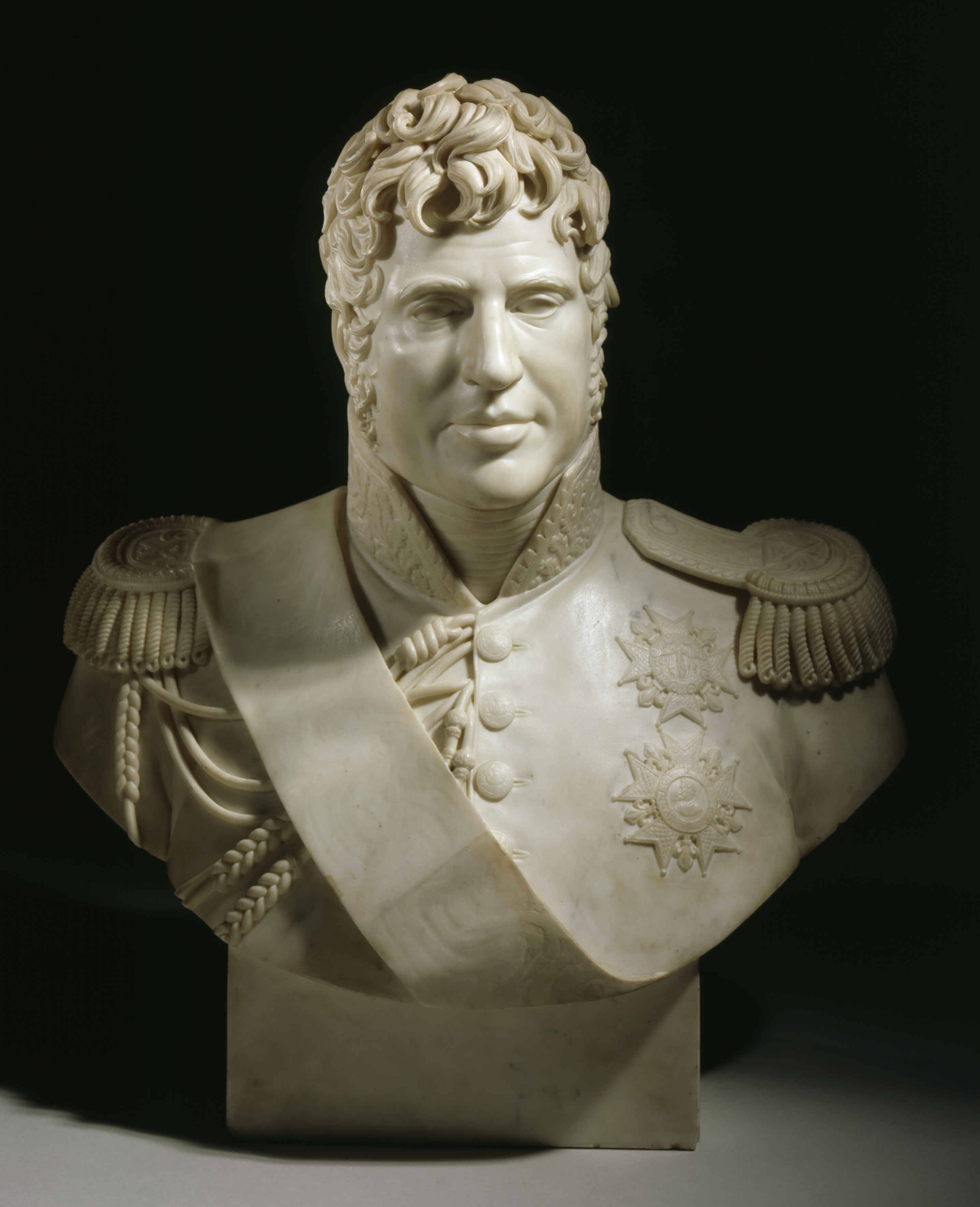
Ск. Бозіо. «Маркіз де Лорістон», Музей мистецтв округу Лос-Анжелес, США
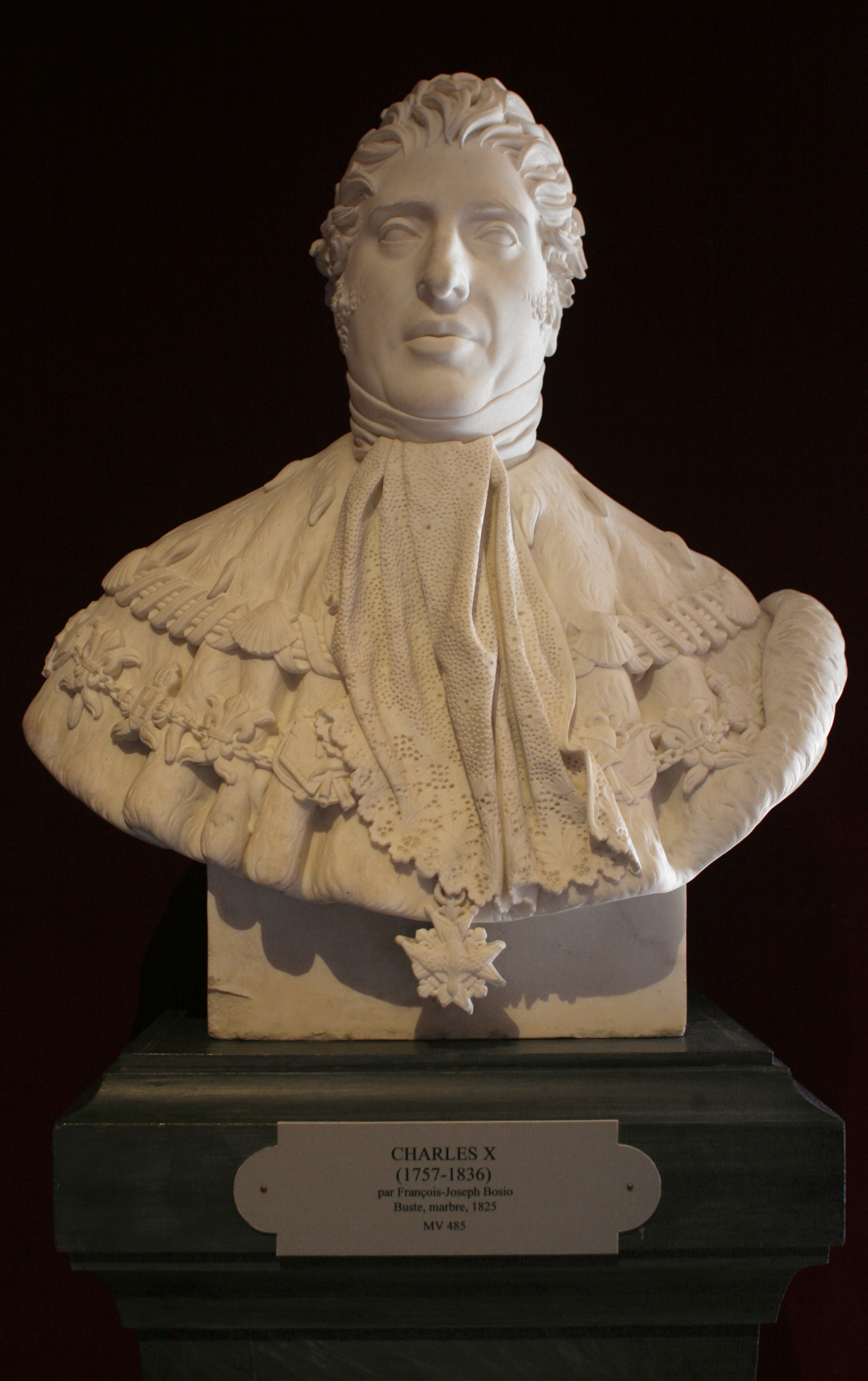
Ск. Бозіо. Король Франції Карл X, 1825 р.
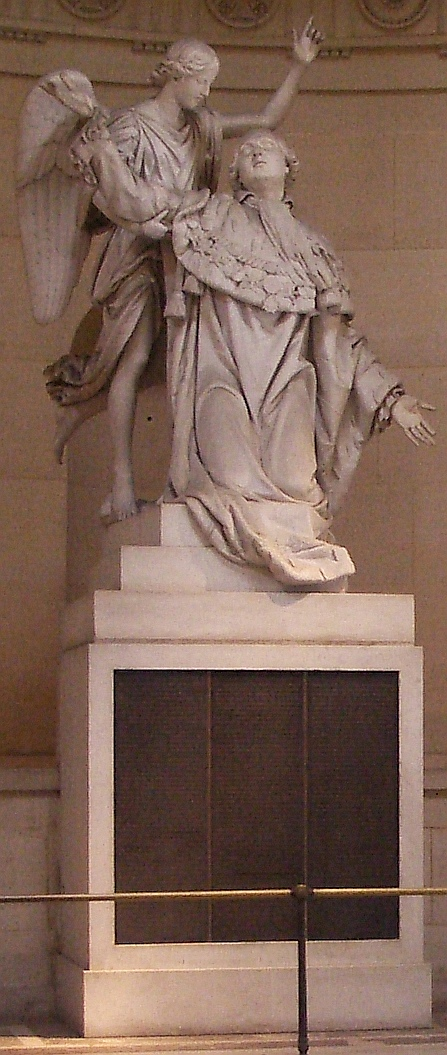
Ск. Бозіо. «Апофеоз страченого революцією короля Луї XVI»,  1826 рік

Ця лінія офіційної скульптури не переривається і з поваленням імперії Наполеона у 1814 році (так звана Перша імперія) та відновленням монархії. В цей період працював Жан Жак Прадьє (1790—1852), француз швейцарського походження. Тематика його творів — сюжети з античності, портрети, легендарні постаті середньовіччя.
Ще живий Франсуа Жозеф Бозіо з тою ж старанністю виконає погруддя відновленого на королівському троні Карла X, 1825 р. та «Апофеоз страченого революцією короля Луї XVI», 1826 рік, що мало символізувати повернення до середньовіччя при ігноруванні значних змін в свідомості французів і змін в законодавстві Франції, привнесених революцією та добою військових авантюр Наполеона Бонапарта.

## Романтизм

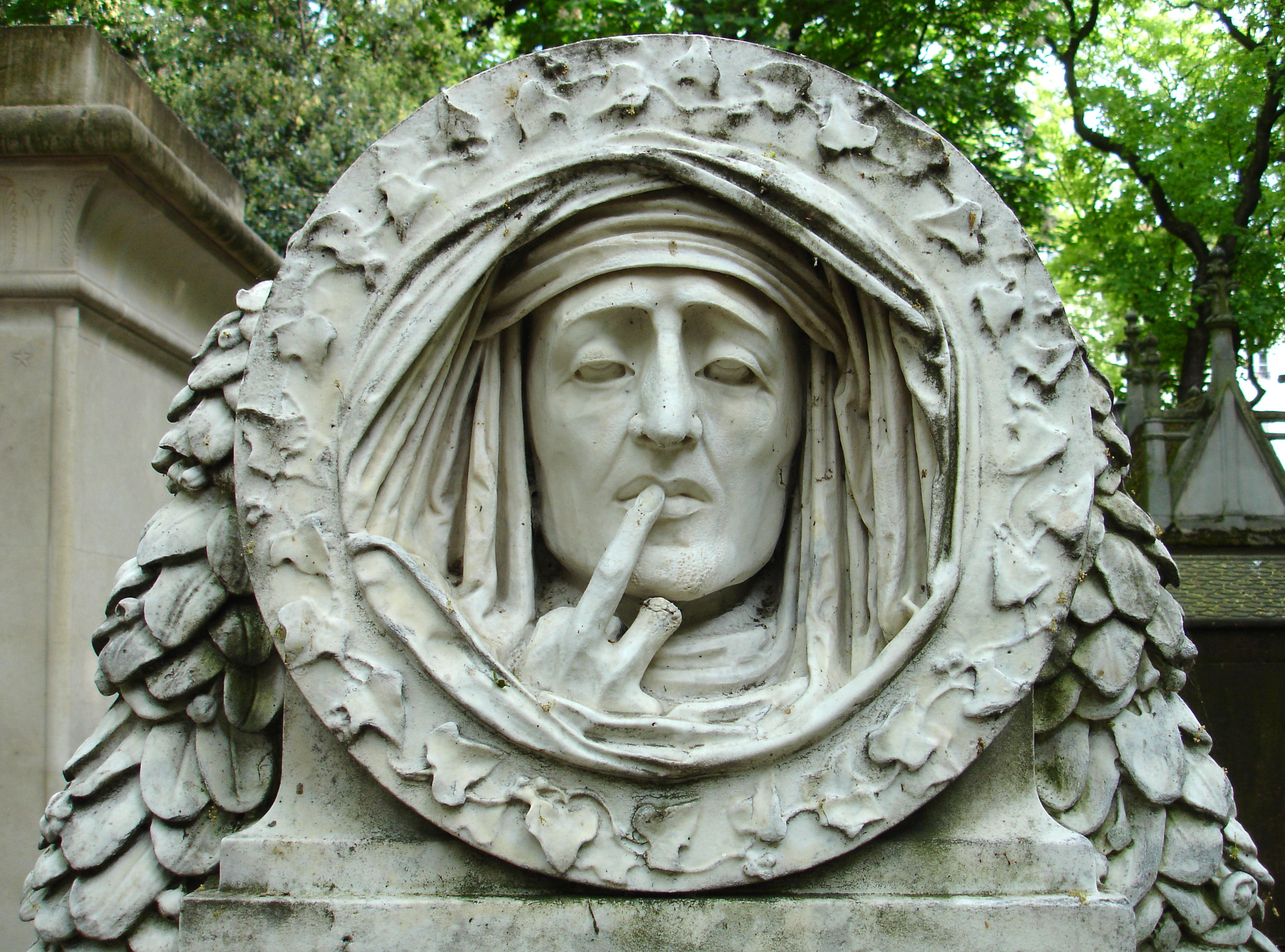
Огюст Прео (Auguste Préault 1809—1879). «Алегорія Мовчання», надгробок Якоба Робле 1843 р., цвинтар Пер Лашез.

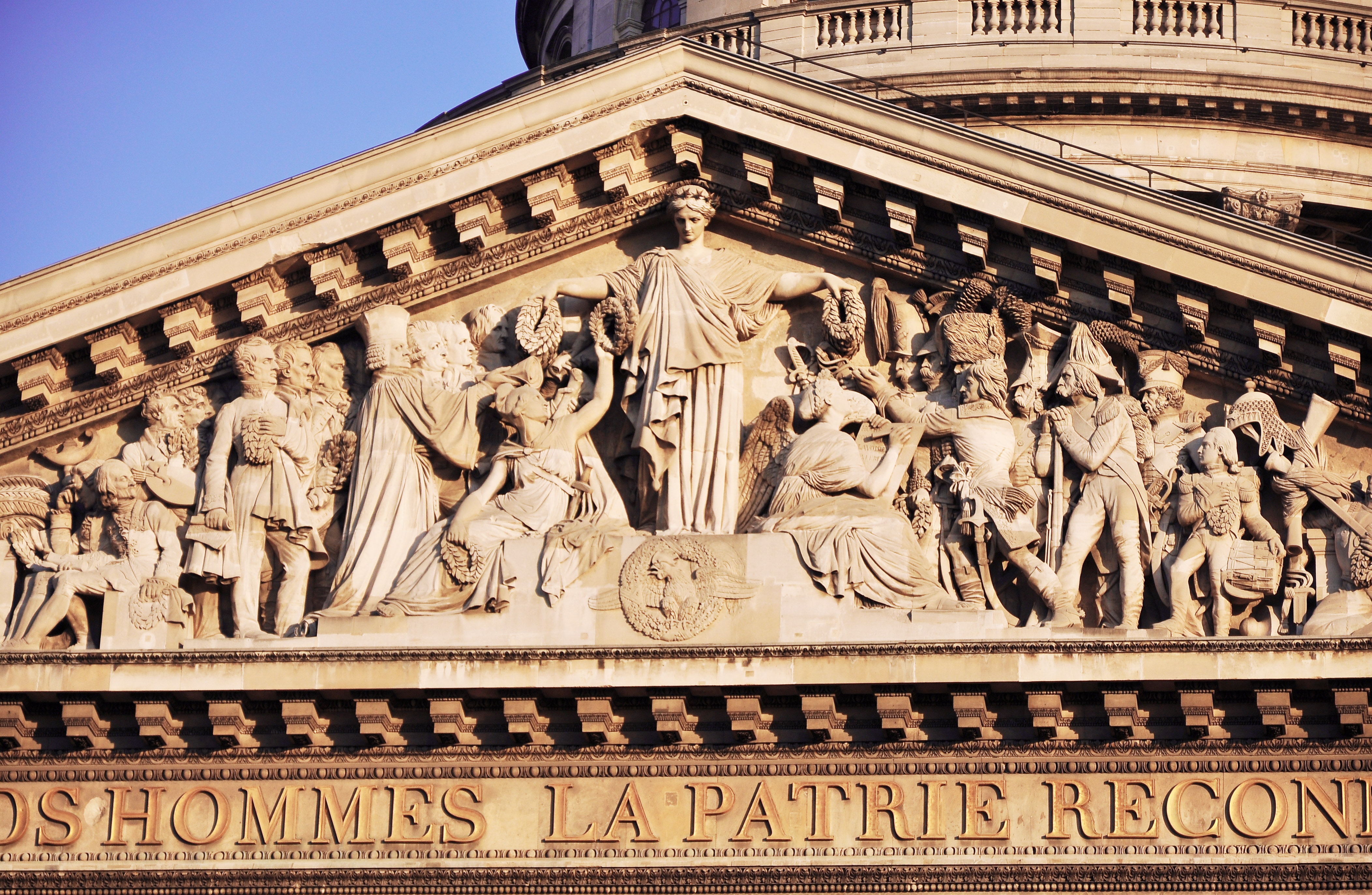
Давид д'Анже. Скульптурна група для фронтону Пантеона, Париж.

Найпослідовніші позиції романтизму виробили митці Франції. Саме там гостро, боляче відчувався розрив між гуманістичним ідеалом та жорстокою дійсністю країни, що вела безкінечні війни, страждала від нівелювання особистості і практичного винищення молодого покоління у військових авантюрах Наполеона, розчарування у частих змінах політичної влади і відсутності перспектив стабільності. Романтизм Франції (на відміну від інших національних шкіл) мав також патріотичну, суспільну складову, яку яскраво втілили Теодор Жеріко в картині-спротиву «Пліт Медузи» та Ежен Делакруа — в картинах «Свобода, що веде народ» та «Винищення греків турками на Хіосі» («Різанина на Хіосі»). Унікальним явищем французького і європейського романтизму став барельєф «Марсельєза» на Тріумфальній арці в Парижі (скульптор — Франсуа Рюд).
Лише з часом патріотична складова французького романтизму зійшла нанівець, а митці перейшли на позиції індивідуального спротиву дійсності (Ежен Делакруа, Альфред Мюссе, Жорж Санд, Стендаль, Віктор Гюго, в Британії — Джордж Гордон Байрон та ін.)
Проміжні позиції між романтизмом і пізнім класицизмом посів скульптор Давид д'Анже (1788—1856). Республіканські політичні уподобання примусили його частку життя провести у Великій Британії в еміграції. Скульптор отримав визнання і в Парижі після повернення на батьківщину. Спроби приручити митця зробив і монархічний уряд Франції. Давид д'Анже отримав замову на монумент принцу-полководцю Конде для двору в палаці Версаль. Він багато працював майстром меморіальної пластики і створив низку художніх надгробків. Його репутацію як талановитого скульптора зміцнив і орден Почесного легіону, котрий йому надала влада 1825 року. 1826 року він став членом Інституту Франції.
Серед відомих творів в Парижі — скульптурна група для фронтону Пантеона, в який перетворили ампірну церкву Св. Женевьєви. Холодна, ампірна стилістика архітектури Пантеона примусила митця звернутися до алегоричного зображення. І він створив пафосну Алегорію Франції між алегоріями історії та свободи. В пишну, але офіціозну стилістику французького академізму компромісно і невиправдано внесено реалістичні постаті героїв минулого, що стало ще одним покажчиком глибокої кризи французького академізму середини 19 століття.
Романтизм привніс у скульптуру інтерес до внітрішнього світу окремої особи, її прагнень і емоцій. У всіх європейських столицях створюють численні пам'ятники великим землякам як минулого, так і сучасності. Однак в галузі монументальної скульптури працює армія малообдарованих митців, здатних запропонувати пишні, але банальні рішення і композиції. Мистецька вартість численних монументів невисока, а винятків — небагато. Монументальна скульптура перейшла у довгий період зниження художньої якості і занепаду. Загалом західноєвропейська скульптура, котра майже повністю залежала від офіційних смаків і державних коштів, помітно відставала в розвитку і художній значущості від тогочасного малярства.

## Медалі роботи Давида д'Анже

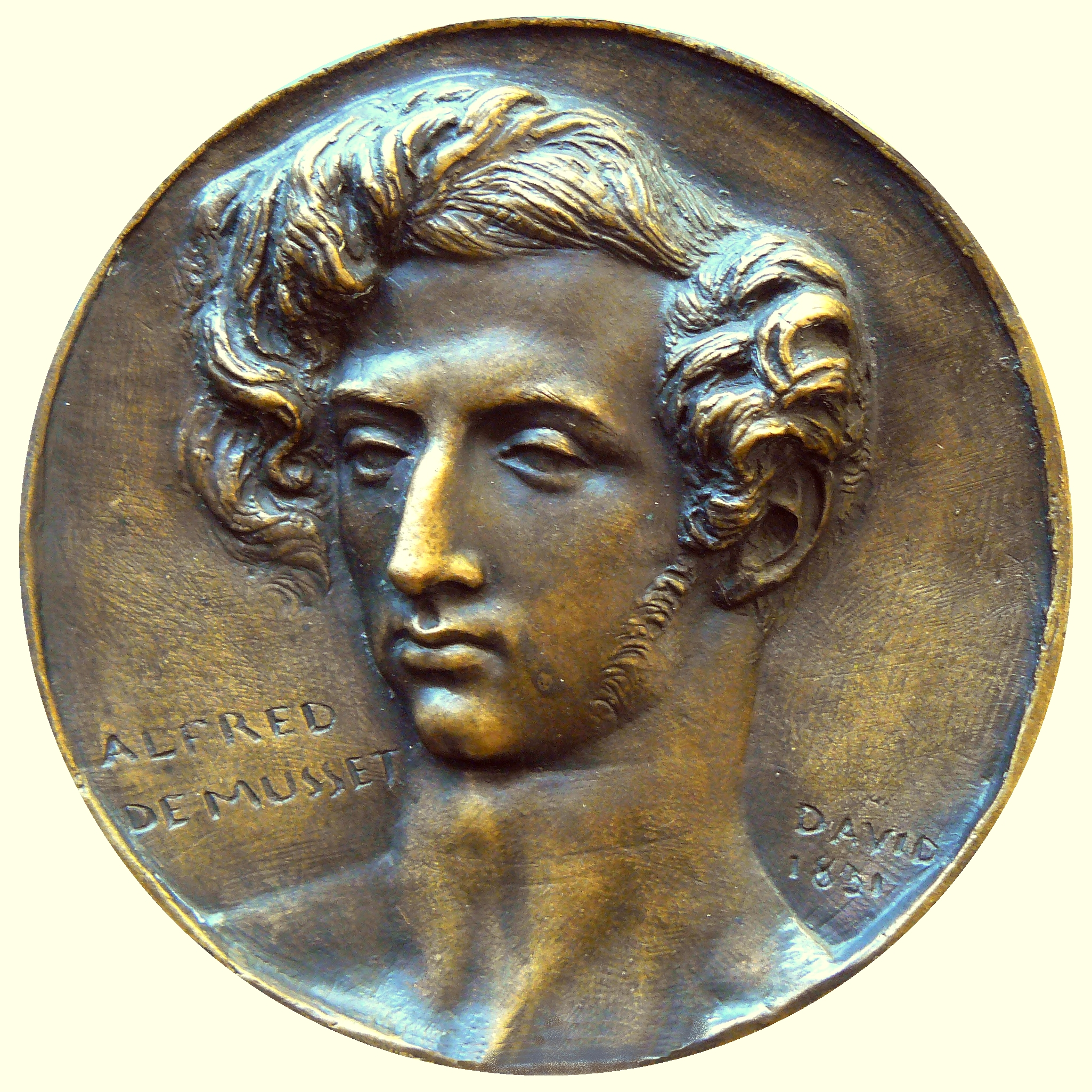
Медальєр Давид д'Анже, літератор Альфред Мюссе, 1831 р. Кабінет медалей, Париж.
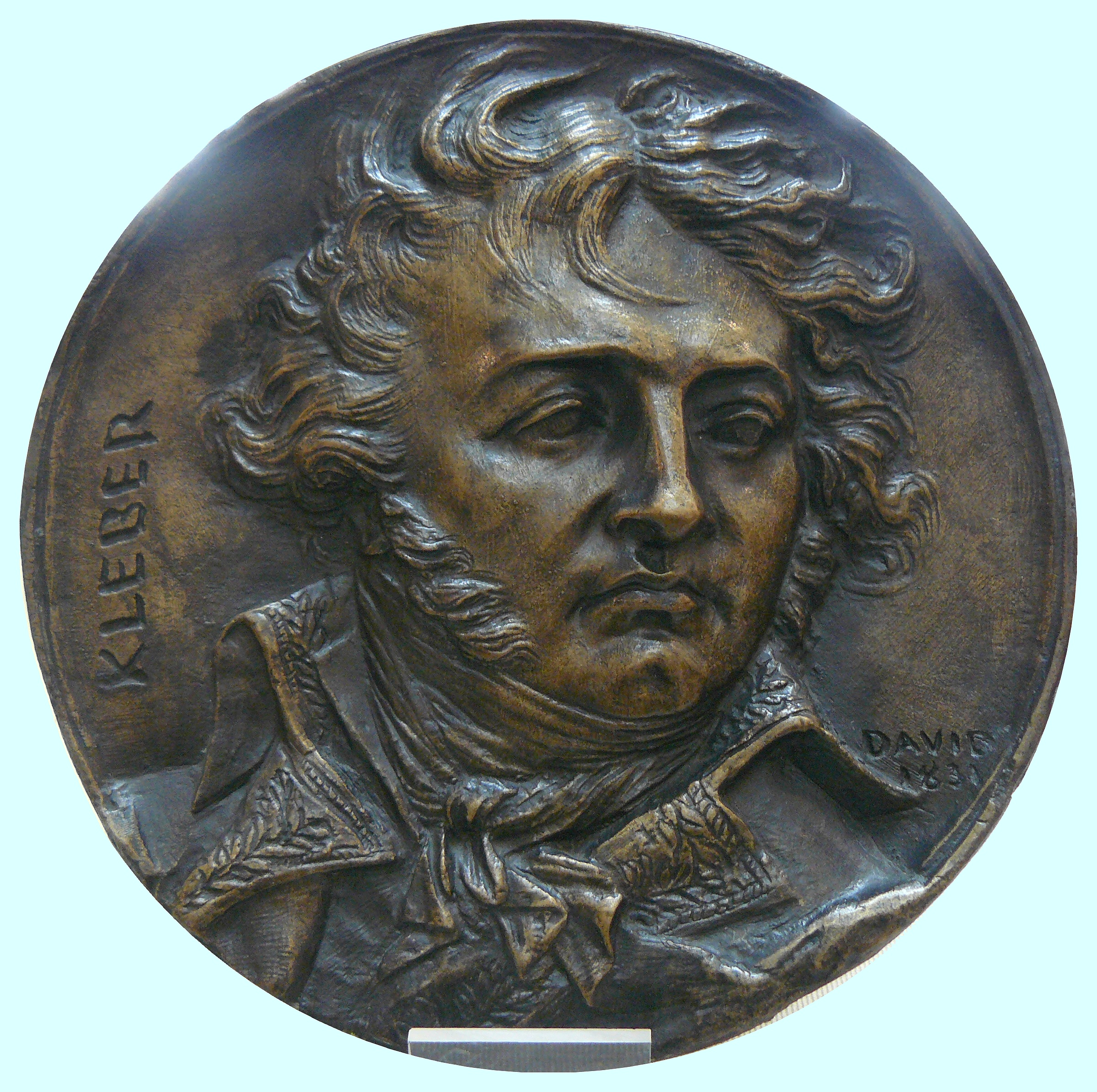
Медальєр Давид д'Анже, генерал Ж.Б. Клебер, 1831 р.
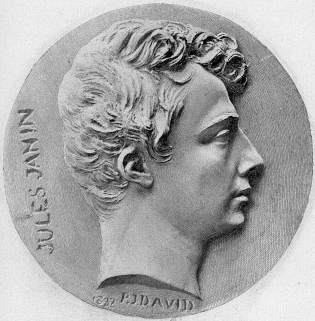
Медальєр Давид д'Анже, письменник Жуль Жанін.

## Липнева монархія і скульптура
Липнева монархія (1830—1848) — уряд, котрий перехопив владу у Франції після Липневої революції 1830 року.
Владу називали «царством банкірів». Державний бюджет перетворився на джерело прибутків тільки для фінансистів-банкірів, котрі отримували через нього величезні позики та субсидії. Банкіри, використовуючи тісні зв'язки з новим урядом, разом з королем, вдало грали на фондовій біржі, спекулюючи державними облігаціями і акціями приватних компаній. Їм всіляко намагалися заважати французькі прихильники монархії династії Бурбонів.
На цей період припало створення скульптурної серії «Королеви Франції та уславлені жінки». Мались на увазі тільки королеви і уславлені жінки Франції. Серія мала двадцять мармурових скульптур у повний зріст. Вибір гідних для серії осіб зробив Луї-Філіпп I — останній монарх з титулом короля на французькому престолі. Дивним чином в перелік королев і святих потрапила і селянка Жанна д'Арк.
Правив під титулом Короля Французів з 1830 по 1848 роки. Був представником Орлеанської династії, після Липневої революції, яка привела його до влади, називав себе «королем-громадянином», аби утриматись при владі. Він же забезпечив фінансування заходку. До переліку створених скульптур потрапило чимало середньовічних осіб, реалістичних портретів котрих не існувало і не могло бути створено за часів середньовіччя. Французькі скульптори створили фантазійні фігури на власний розсуд. Монотонні і декоративні, скульптури королев Франції та уславлених жінок прикрасили партер і фігурний ставок перед фасадом Люксембурзького палацу, котрий використовували тоді для праці Сенату. Більшість псевдоісторичних фігур створена близько 1843 року, кожна з котрих коштувала державній скарбниці 12 000. Повстання і революція 1848 року змусили «короля-громадянина» — зректися престолу. Решту життя прожив Луї-Філіпп I у вигнанні у Великій Британії.

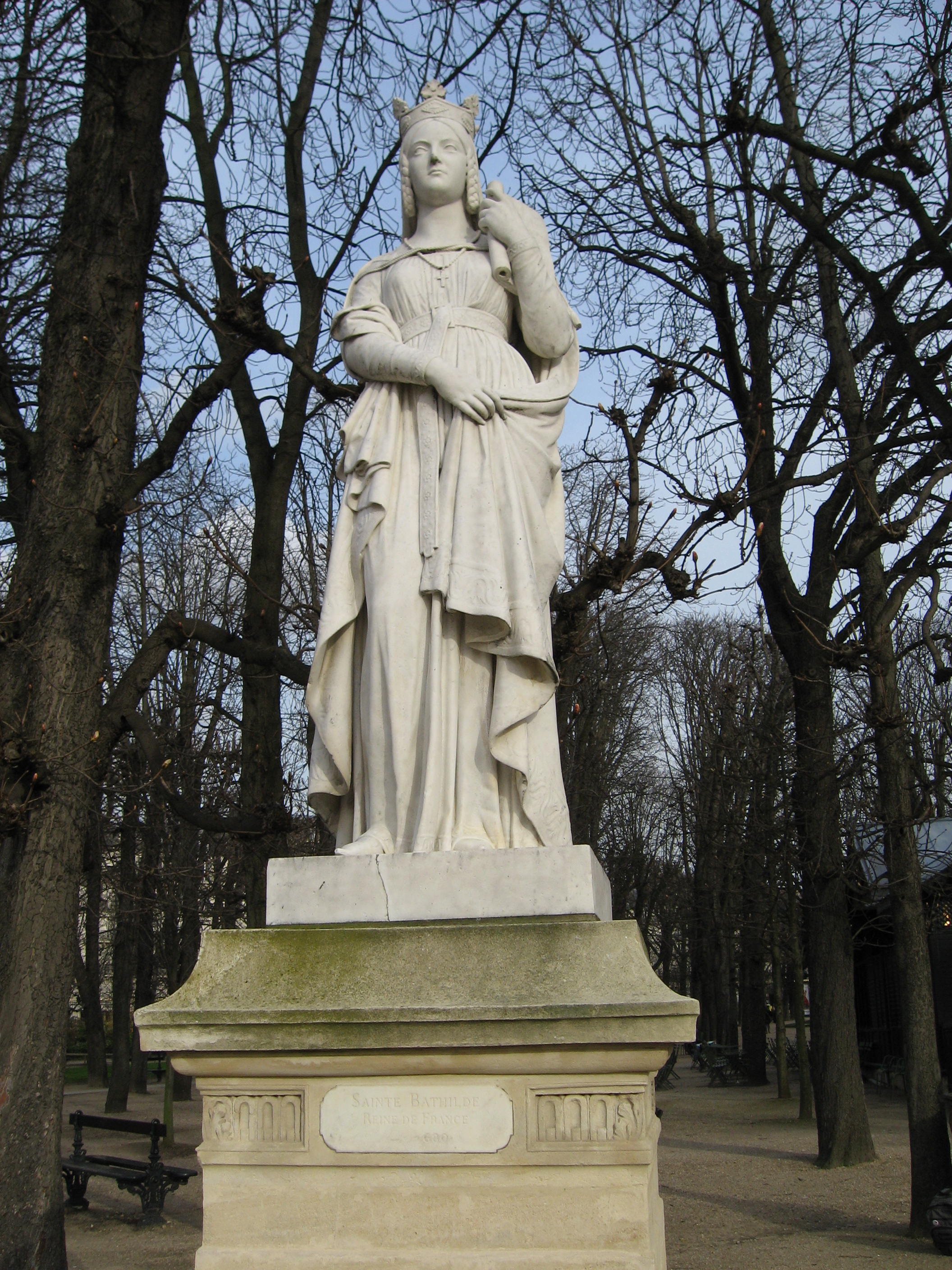
Віктор Террас (1796-1864), «Свята Батільда
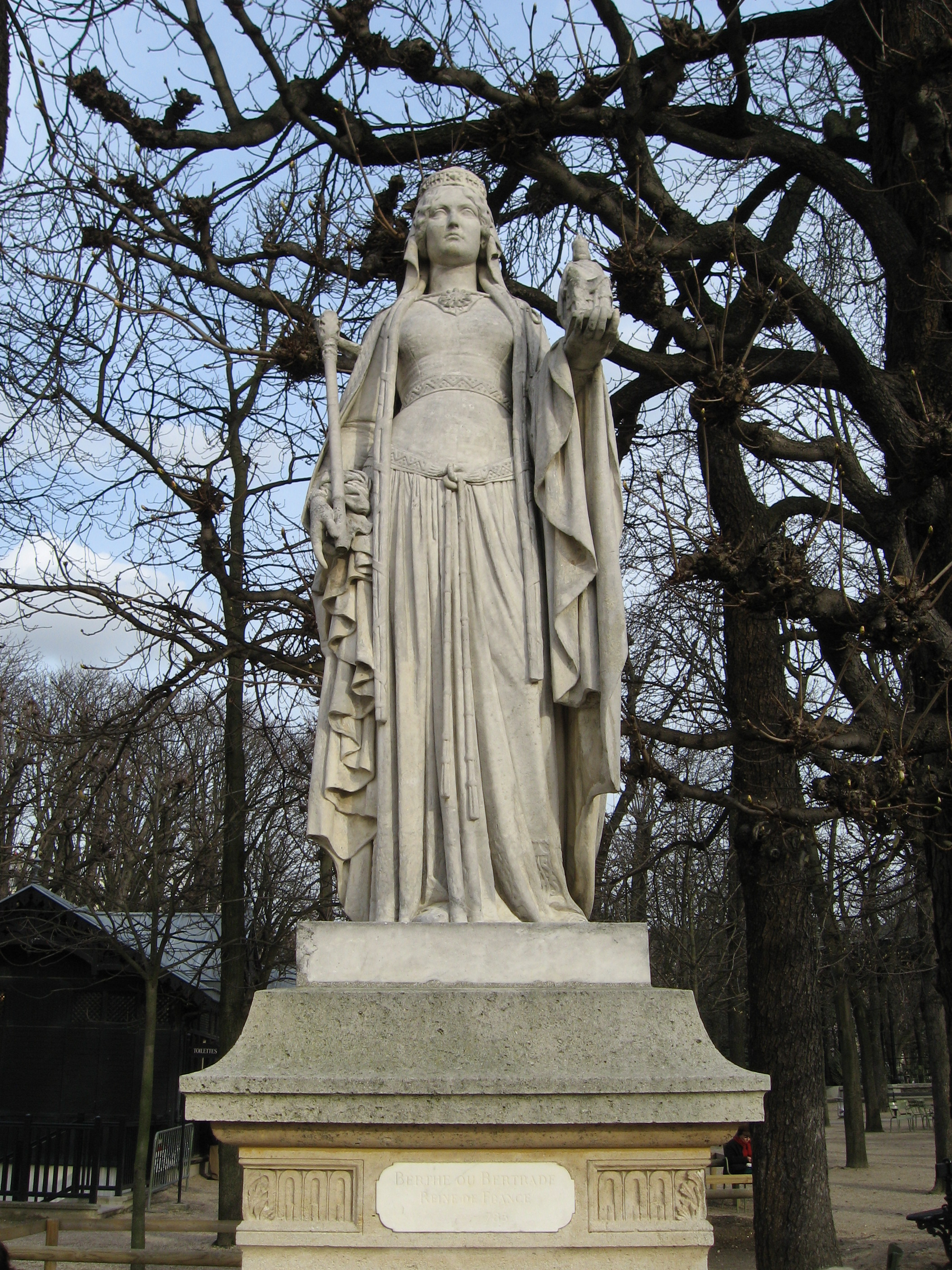
Ежен Удіне (1810-1887), «Королева Бертьє»
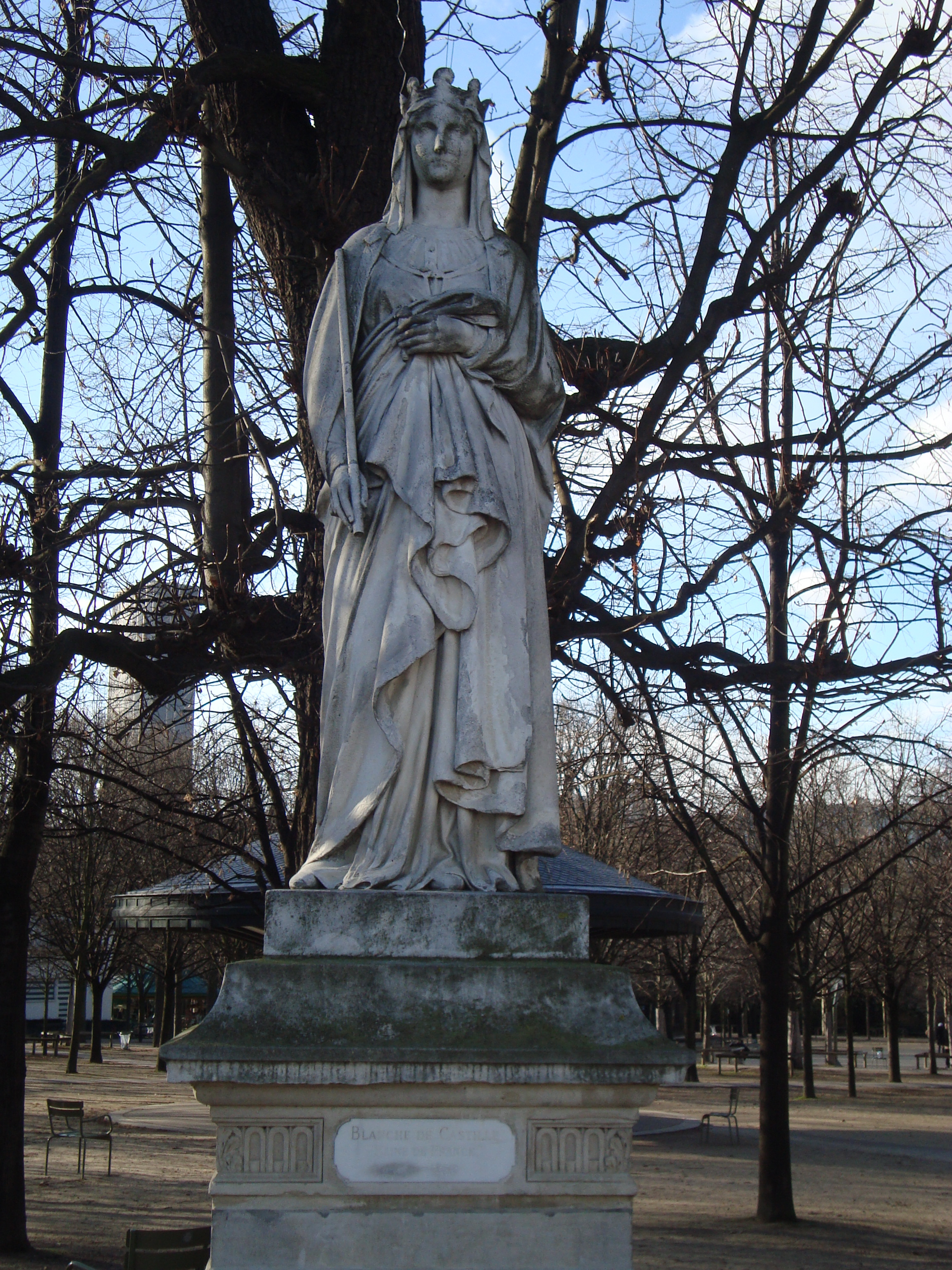
Огюст Дюмон (1801-1884). «Королева Бланш Кастильська»
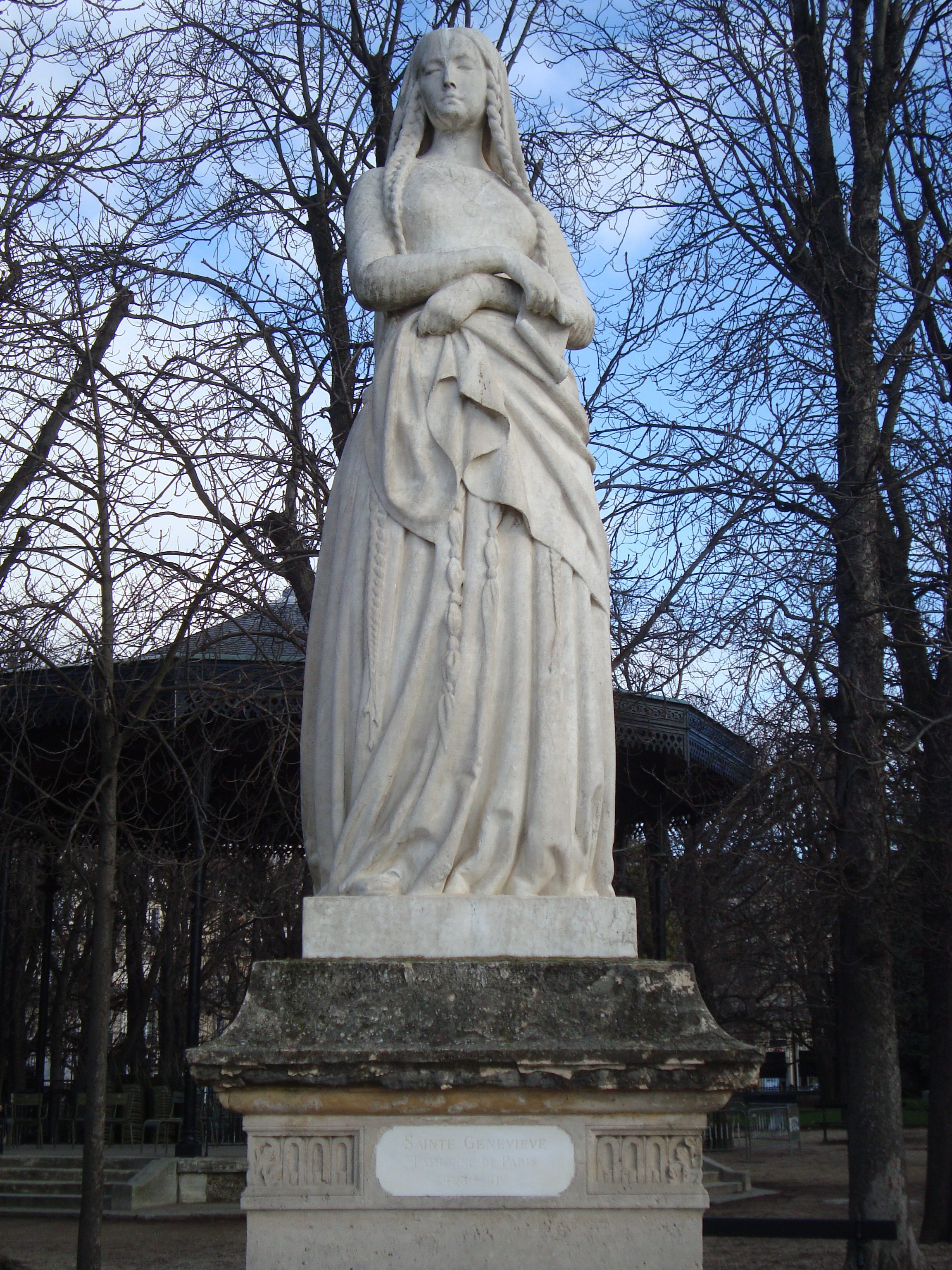
Мішель-Луї Мерсьє (1810-1894). «Свята Женевьєва»
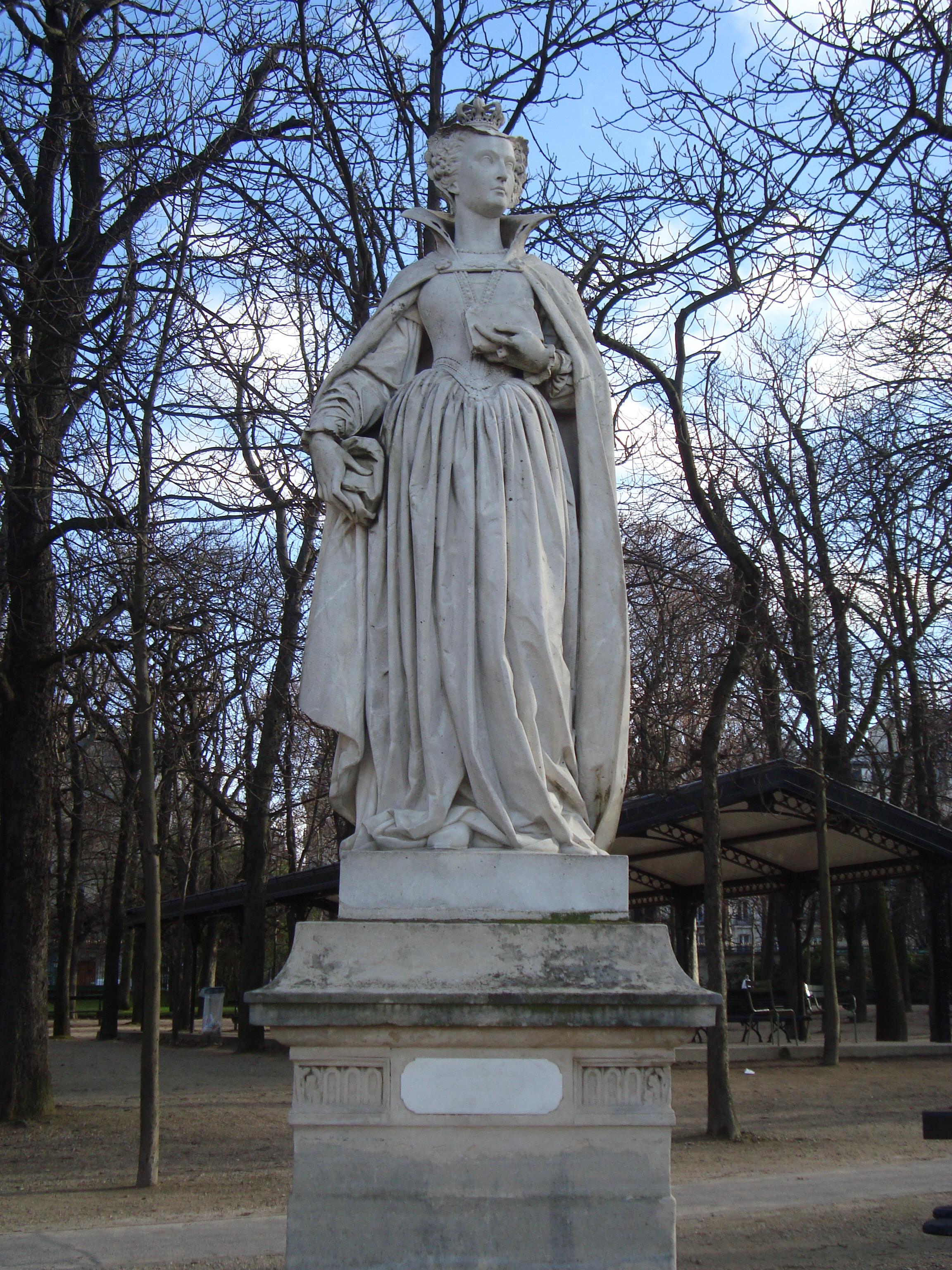
Жан-Жак Фуше (1807-1852). «Королева Марі Стюарт»
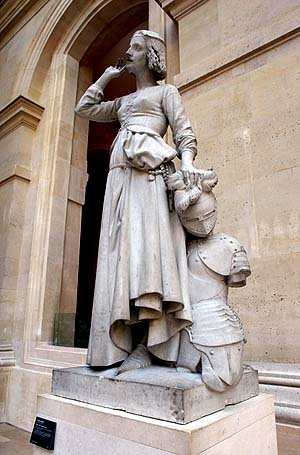
Франсуа Рюд (1784–1855). Жанна д'Арк

За часів Липневої монархії водночас відбувся і промисловий переворот — переважно у легкій промисловості Франції.

## Еклектика

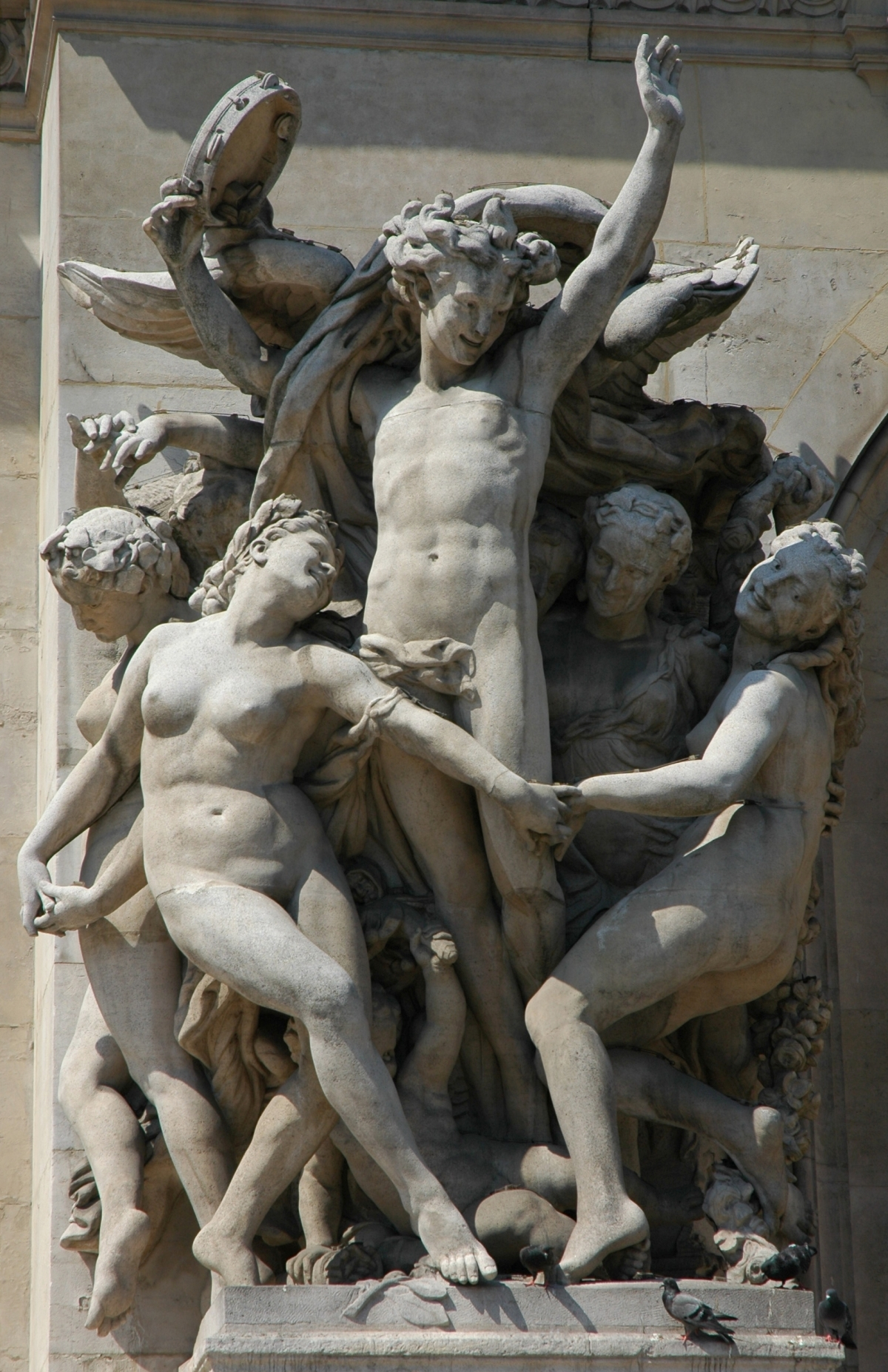
Жан-Батист Карпо. «Алегорія Танцю», 1867 р., скульптура для театру Гарньє, Париж. Варіант — Музей д'Орсе.

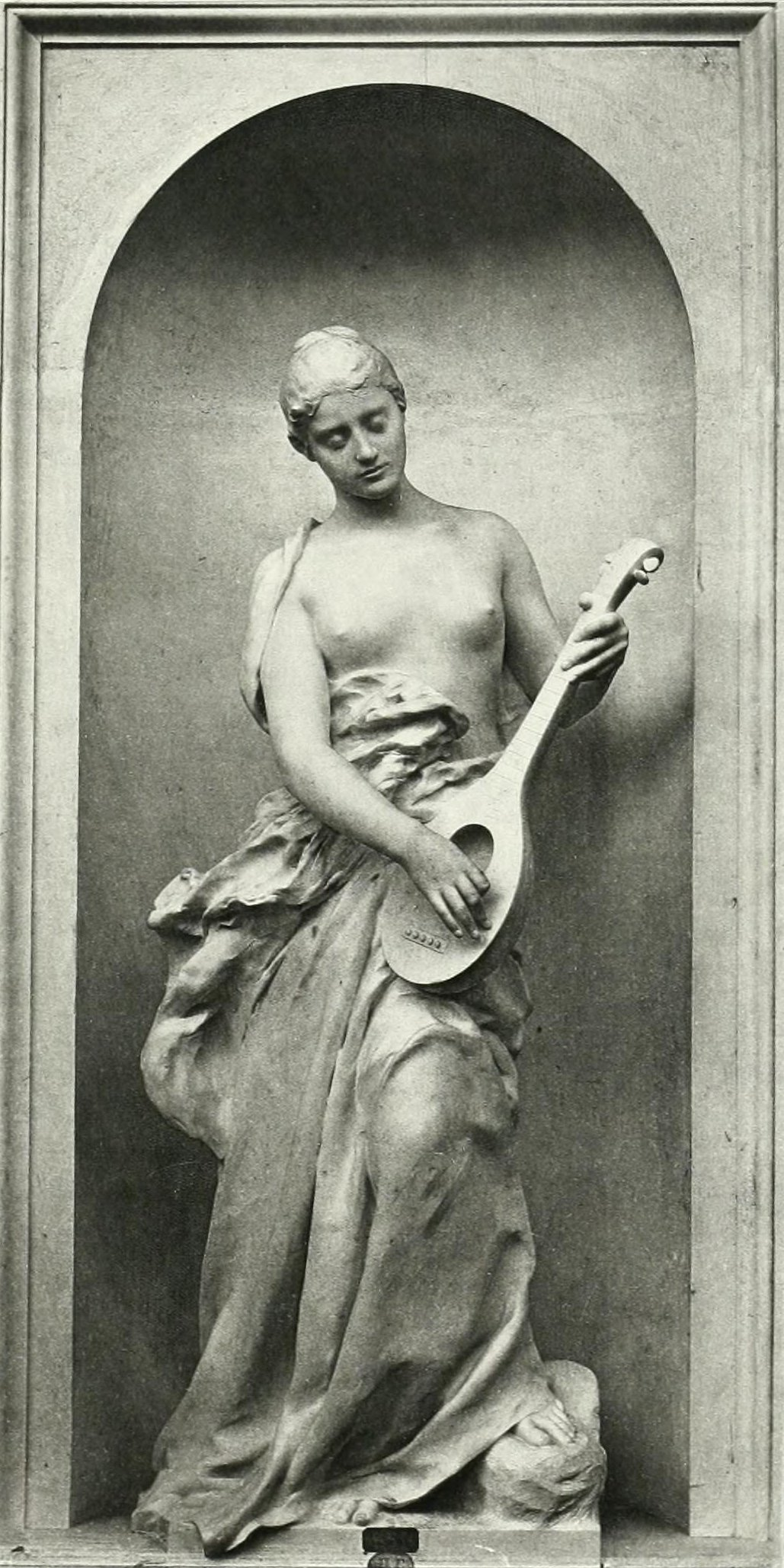
Александр Фальгьєр. «Алегорія музики»
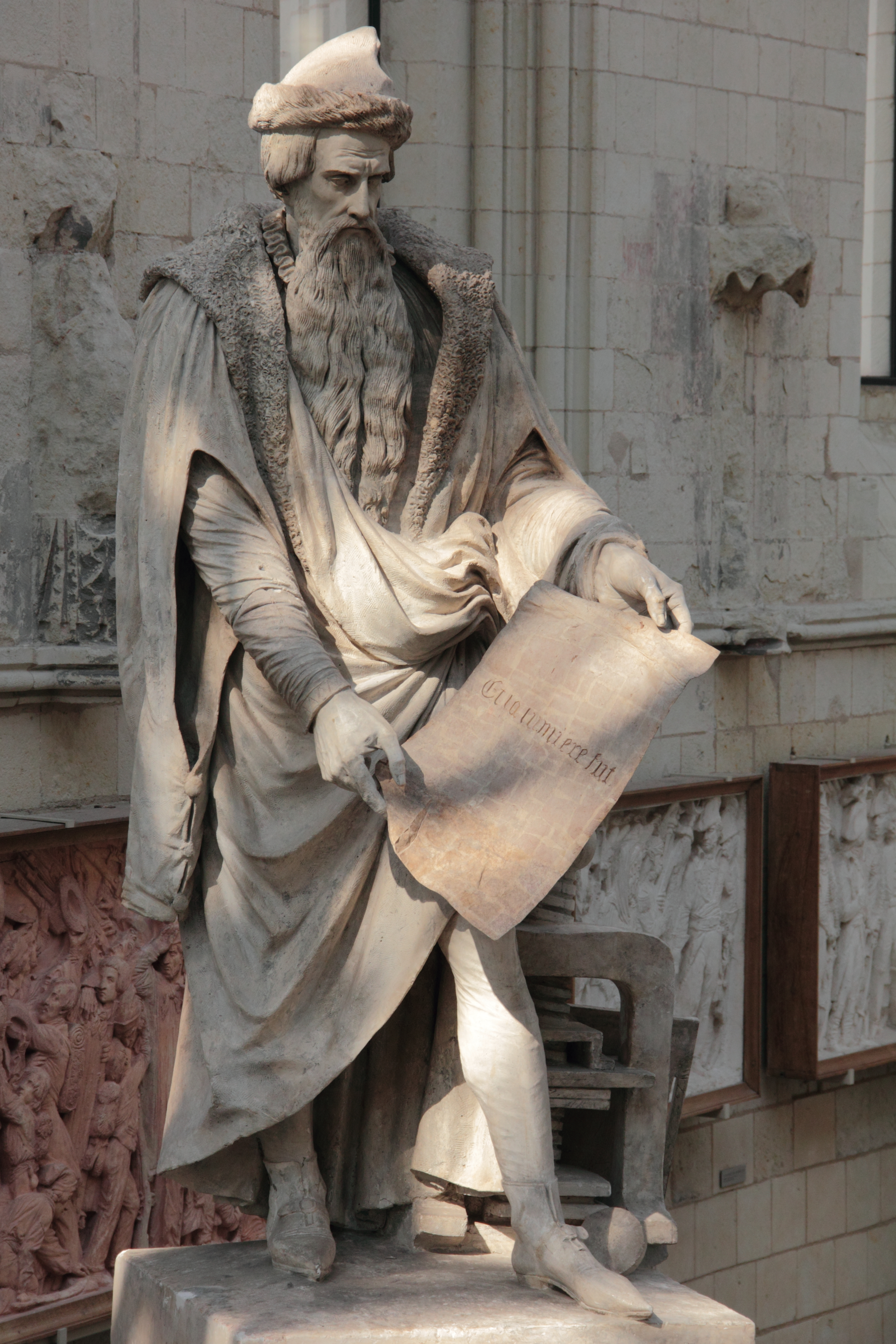
Давид д'Анже. «Монумент першодрукарю Гуттенбергу»
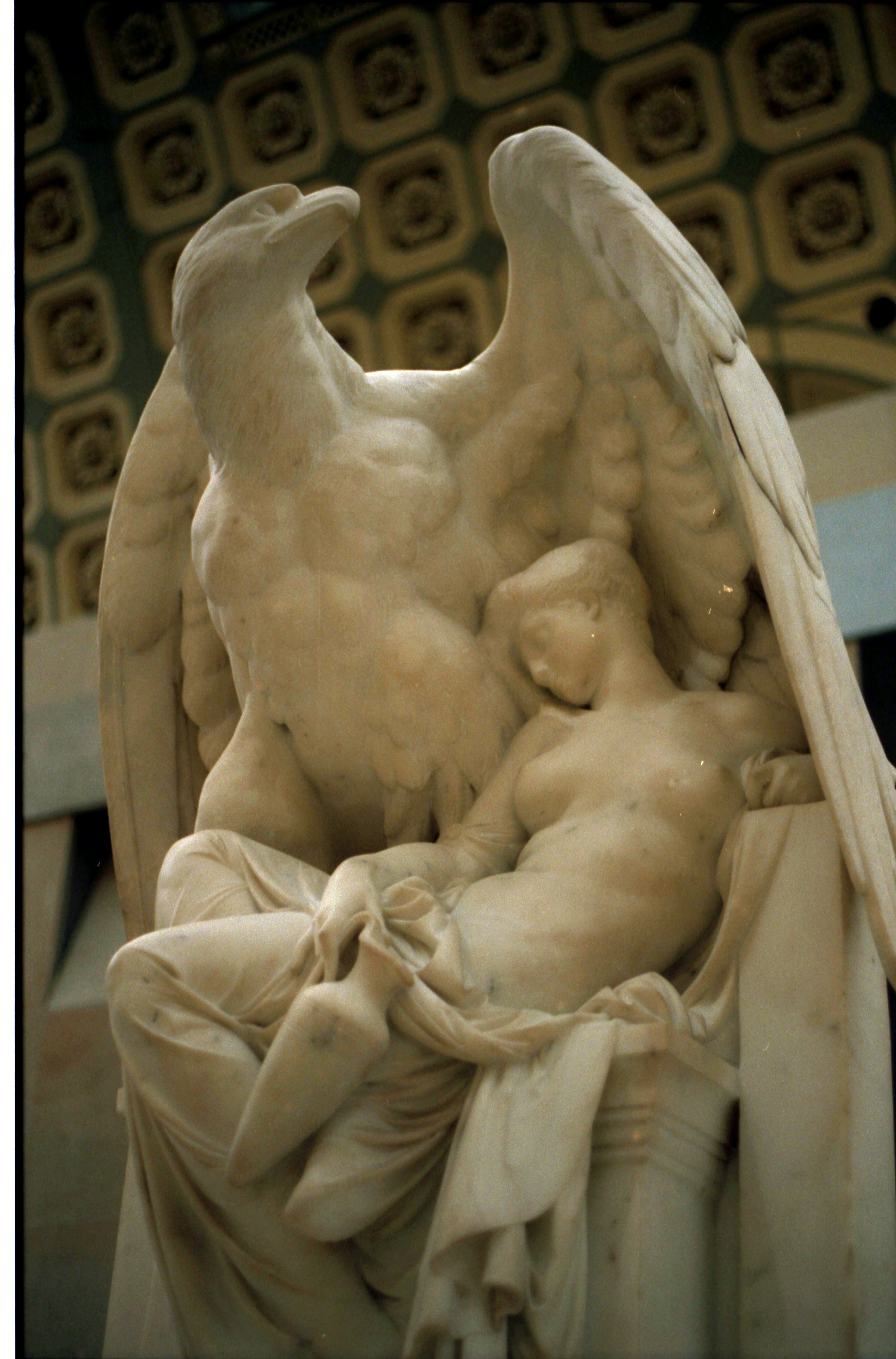
Карре-Беллез Альберт-Ернест (1824-1887). «Орел Зевса охороняє сон Геби», Музей д'Орсе
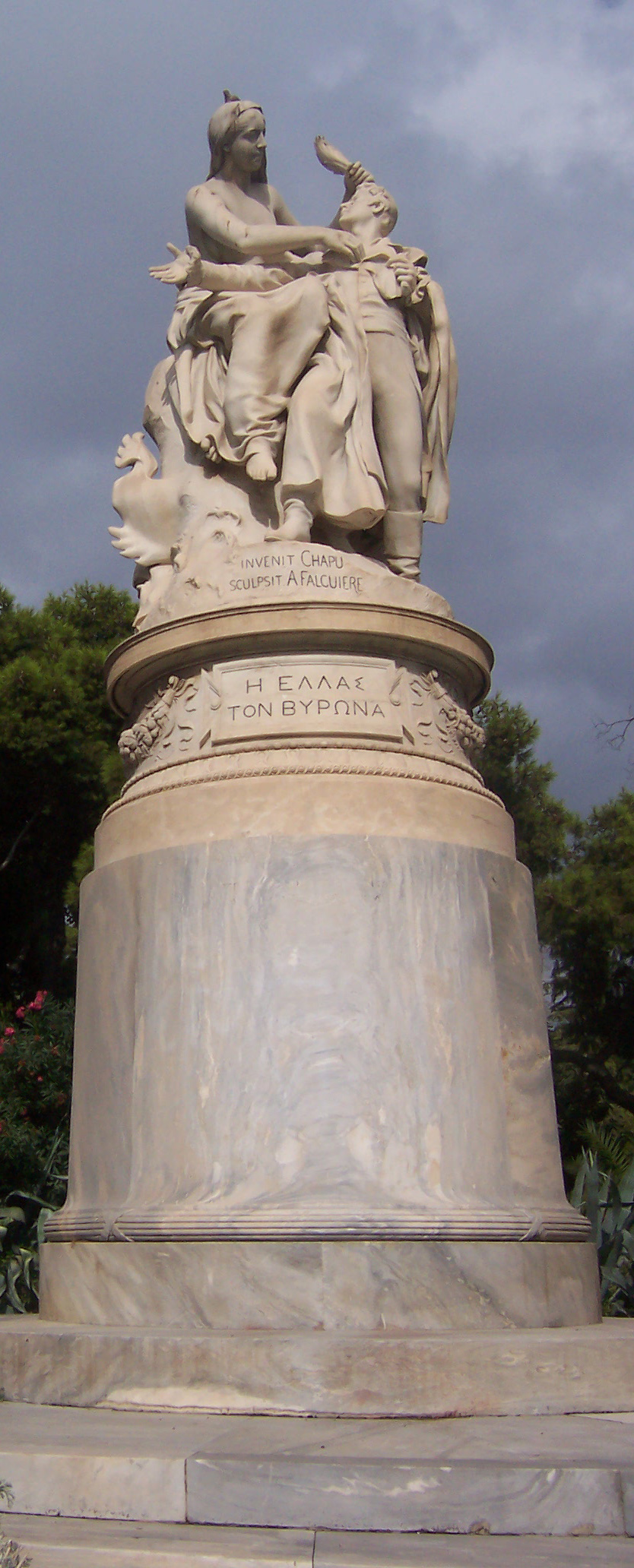
Александр Фальгьєр. «Лорд Байрон і алегорія Греції»
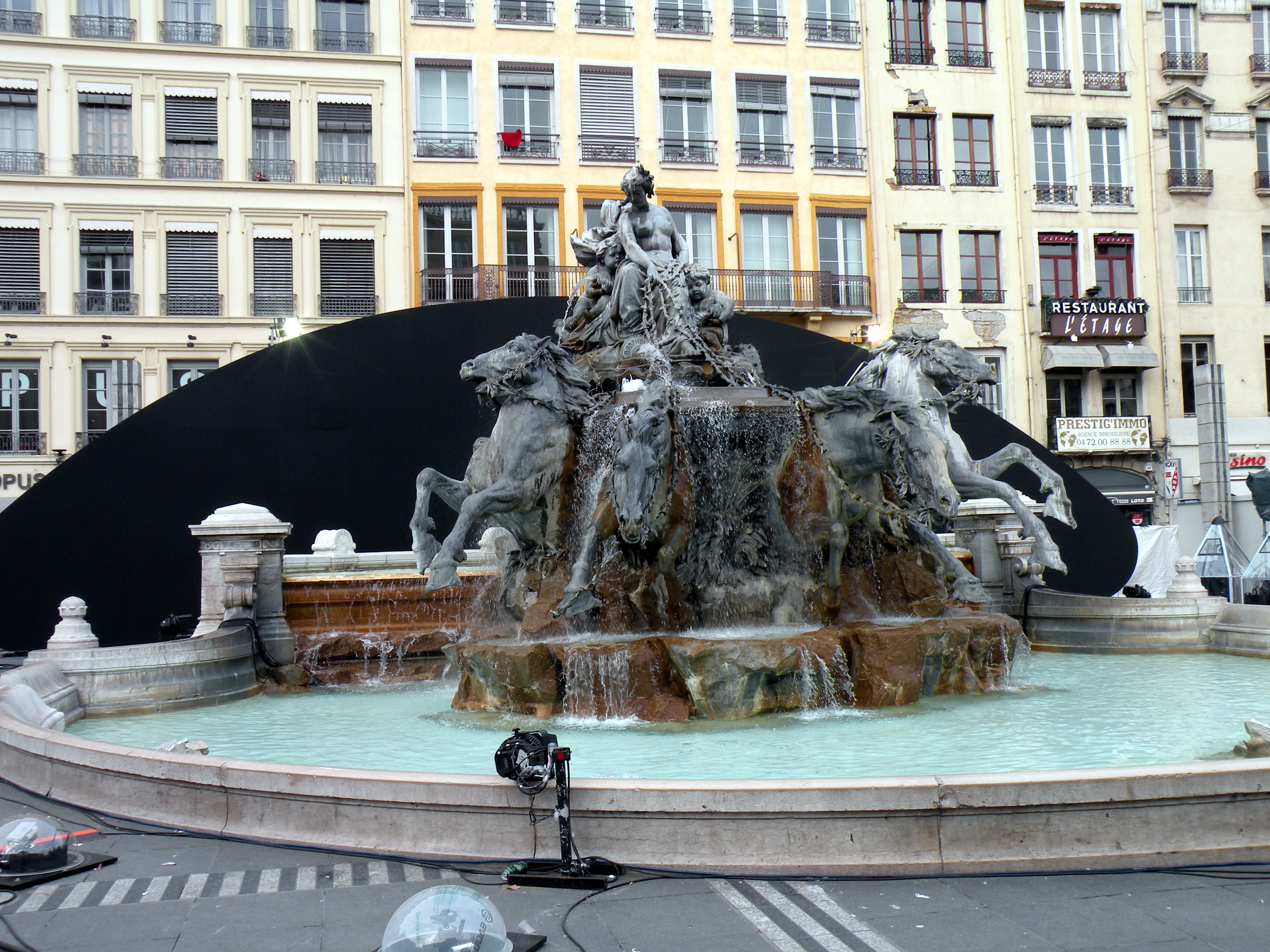
Фредерік Бартольді, «Фонтан Чотирьох річок», м. Ліон.
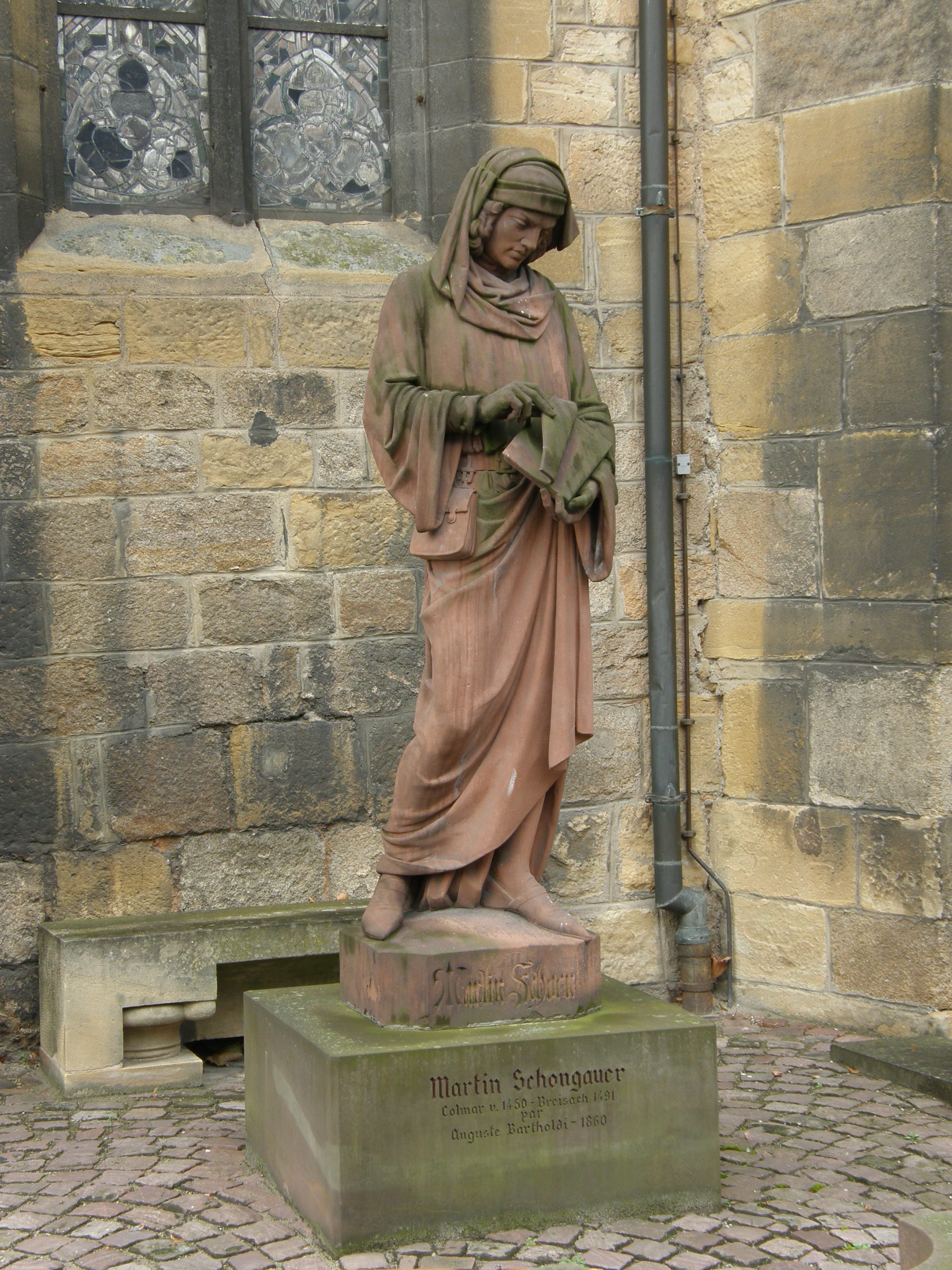
Фредерік Бартольді. Статуя художника Мартина Шонгауера, Кольмар.

## Занепад у другій половині ХІХ ст

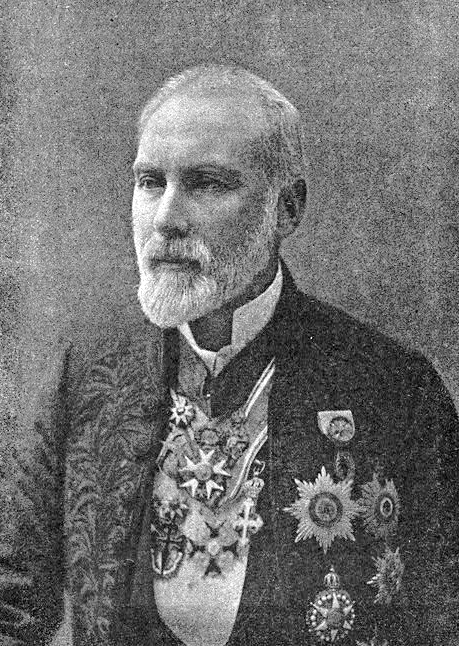
Ск. Ежен Гійом в нагородах

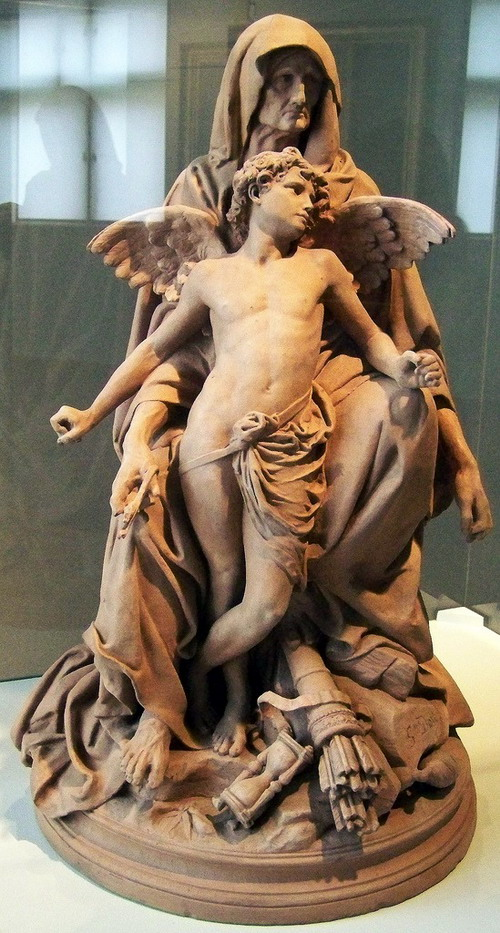
Густав Доре. Парка і божок кохання Ерот, 1877 р.

Занепад ідей в скульптурі був особливо помітним в середині століття. Значні грошові суми, що витрачались урядами на скульптурні замови, сприяли умовам, коли до скульптури кинувся натовп малообдарованих митців, жадібних до грошей і зовнішніх ознак успіху.
В скульптурному творі могли бути використані різні стилістичні системи — пізній класицизм, академізм, риси реалізму, вироблені від уважних спостережень за реальністю. Запанувала стилістична мішанина, відома як еклектизм.
Серед покровителів і клієнтів скульптора Антуана Барі — принц Фердинанд-Філіп Орлеанський. Наближеність до старовинних монархічних родин Франції обумовила отримання скульптором замов на кінний монумент Наполеону Бонапарту (збережена модель в Музеї д'Орсе), кінну скульптуру Наполеона III для воріт Лувра, замову на чотири алегоричні скульптури («Мир», «Війна», «Сила», «Порядок») для декору нового палацу Лувр. Його художня манера сформувалась на спостереженнях за дійсністю, мала суто реалістичне спрямування, що поривало його зв'язок із пануючим тоді академізмом.
Занепад в скульптурі привертає до неї увагу діячів мистецтва, що уславились в інших галузях. Серед них і художник та графік Густав Доре (1832—1883).
Довершеним зразком скульптурної майстерності Густава Доре стала кабінетна скульптура «Парка і божок кохання Ерот» або «Кохання в руках Долі». Віртуозний малювальник з розвиненою художньою уявою, він переніс усю майстерність на відтворення алегоричних фігур Парки та Ерота. В скульптурі Доре подав лише останню парку, котра загрозливо утримує ножиці напоготові. Разом із Еротом вони дивляться в один бік, наче спостерігаючи за черговою жертвою. Рука Ерота, можливо, була озброєна луком, бо сагайдак зі стрілами валяється біля ніг божка. Митець ретельно відтворив старече обличчя Парки з проваленими щоками і зморшкуватою шиєю, котрі контрастують з молодістю крилатого підлітка. Натхнені образи і ретельно відтворені алегоричні фігури і деталі скульптурної групи (важкий плащ Парки, що нагадує плащ Смерті, сагайдак зі стрілами, пісочний годинник, атрибут нищівного бога Хроноса) вивели академічну за стилістикою скульптурну групу на рівень справжніх шедеврів, що було нечасто.

## Надгробки
Художній надгробок з каменю мав поширення у Франції з доби середньовіччя. Відома низка урочистих надгробків представникам королівських родин в готичних соборах 12-13 століть, що були збережені донині. Практично музеєм художнього надгробку Франції стало абатство Сен-Дені, де була похована решта королів і королев Франції.
Традиція показу окремих зразків художніх надгробків високої мистецької якості відома з 18 ст. Окремі зразки вартісних художніх надгробків демонстрували і в Паризьких Салонах в 19 ст. Так, на Салоні 1861 року був показний надгробок президента адвокатів Парижа Альфонса Пайє, виконаний скульптором Амадеєм Дюблема в Римі ще 1856 року.
Художній надгробок в 19 ст. пройшов довгий шлях розвитку і мав впливи як історичних, так і сучасних для століття стилів (ампір, класицизм, неоготика, салонне мистецтво, натуралізм, символізм). Серед замовників надгробків вже не тільки королівські родини, а і родини наполеонівських генералів, заможні родини та представники культурної еліти. В меморіальній пластиці працювала справжня армія французьких скульпторів різного щаблю обдарування, тому було створено чимало різностильних, стереотипних, несподіваних і невдалих надгробків, каплиць і поховальних меморіалів. Надгробок Франції 19 ст. відбив всі стани тогочасної культури, як і її монументальна чи портретна галузь.

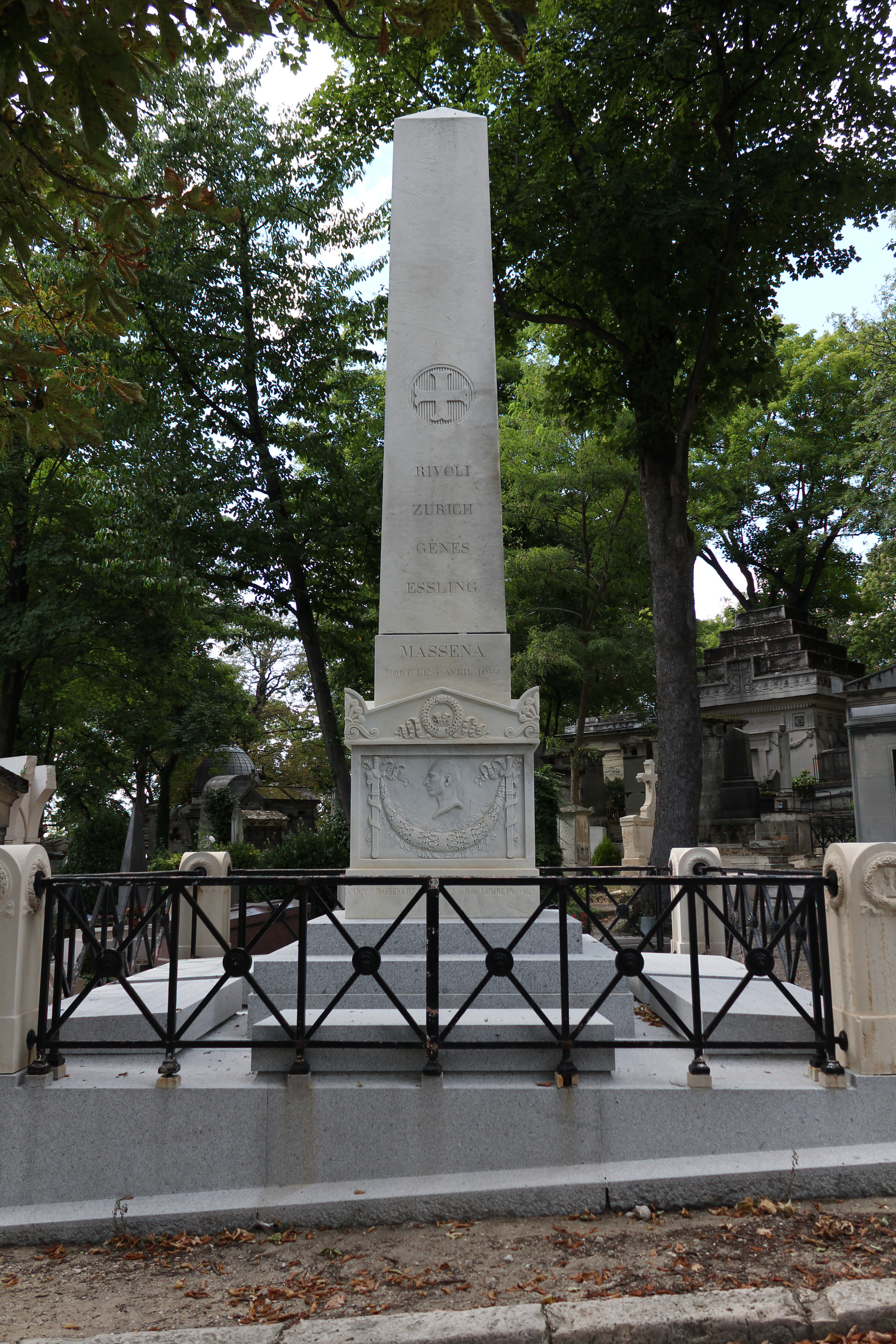
Франсуа Жозеф Бозіо. Надгробок наполеонівського генерала Андре Массена у вигляді обеліска.
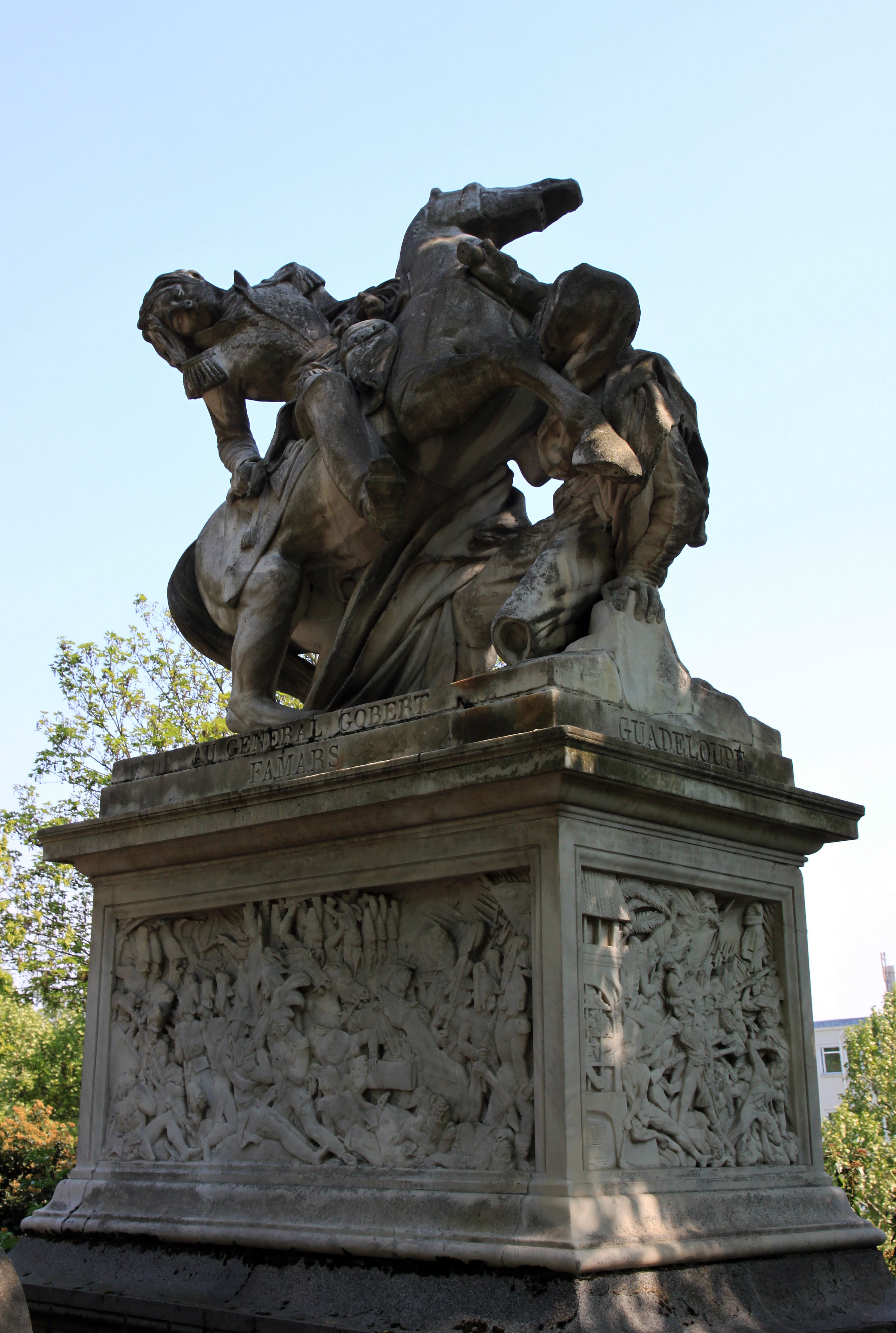
Давид д'Анже. Надгробок Якоба Ніколя Гобера.
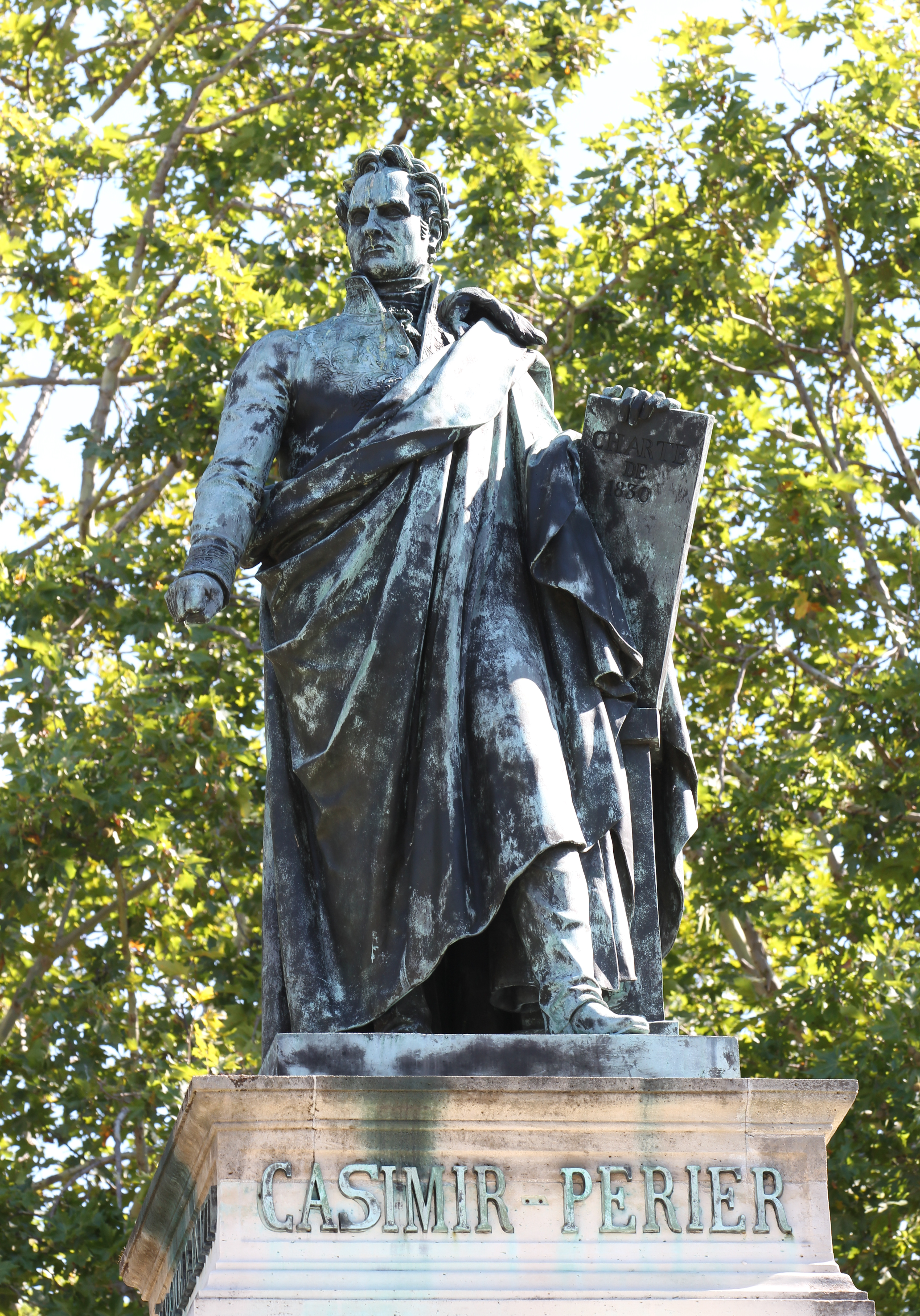
Франсуа Жозеф Бозіо. Надгробок Казимира Перьє
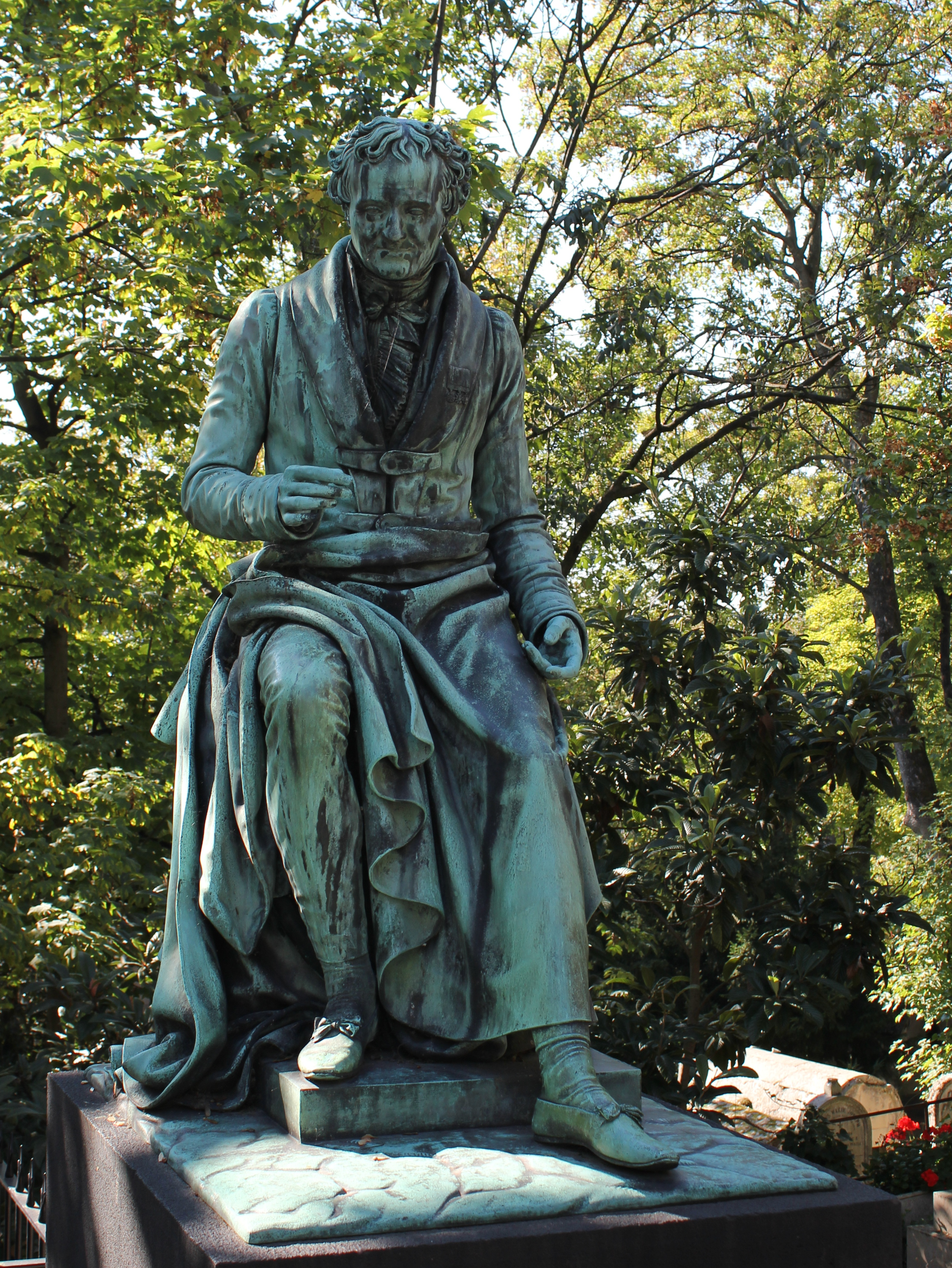
Ск. П'єр Картельє. Надгробок Віван-Денона, цвинтар Пер Лашез.
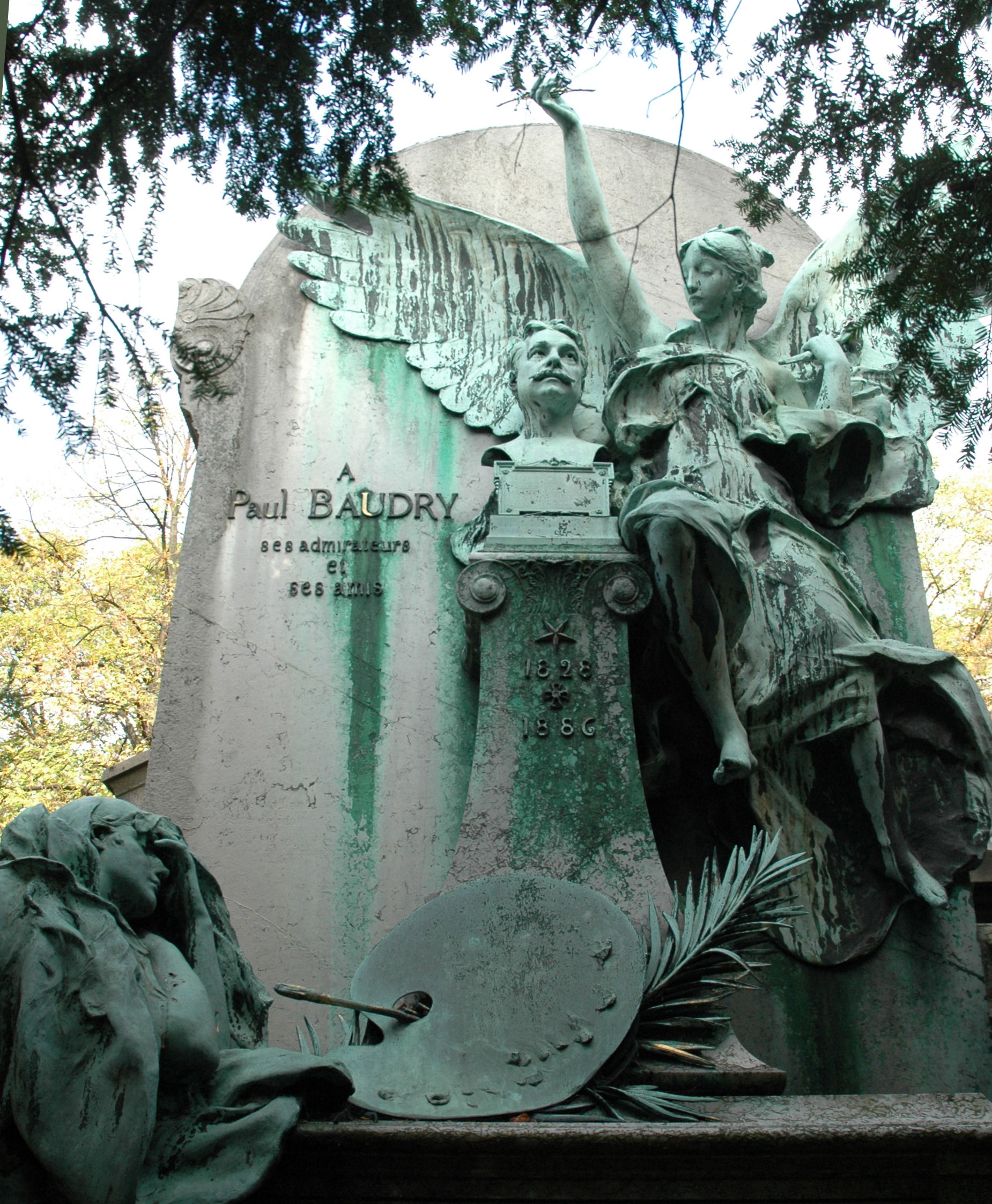
Антонін Мерсьє. «Поль Бодрі, надгробок художника»
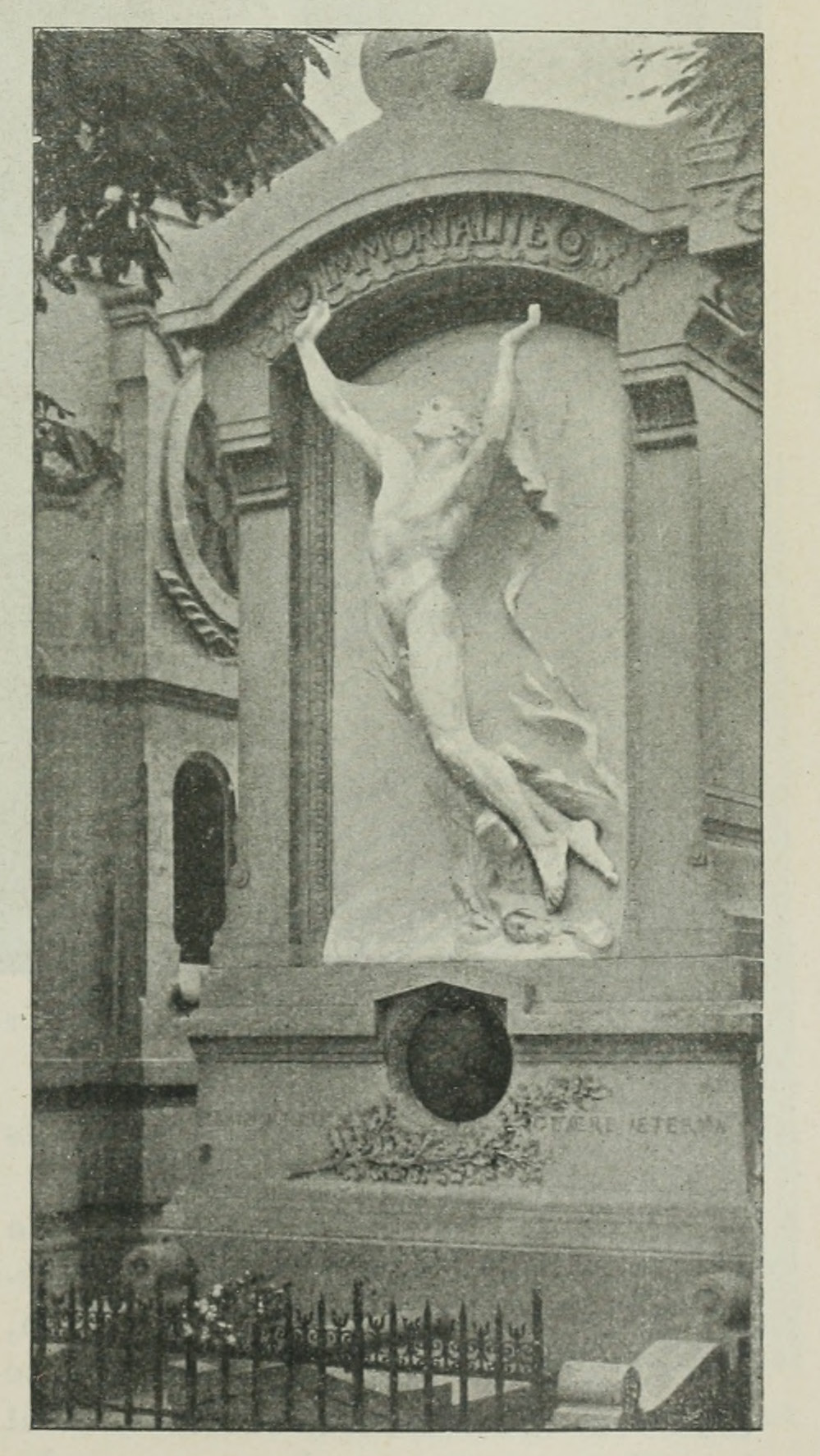
Анрі Шапу. «Жан Рено, надгробок філософа у вигляді алегорії безсмертя»
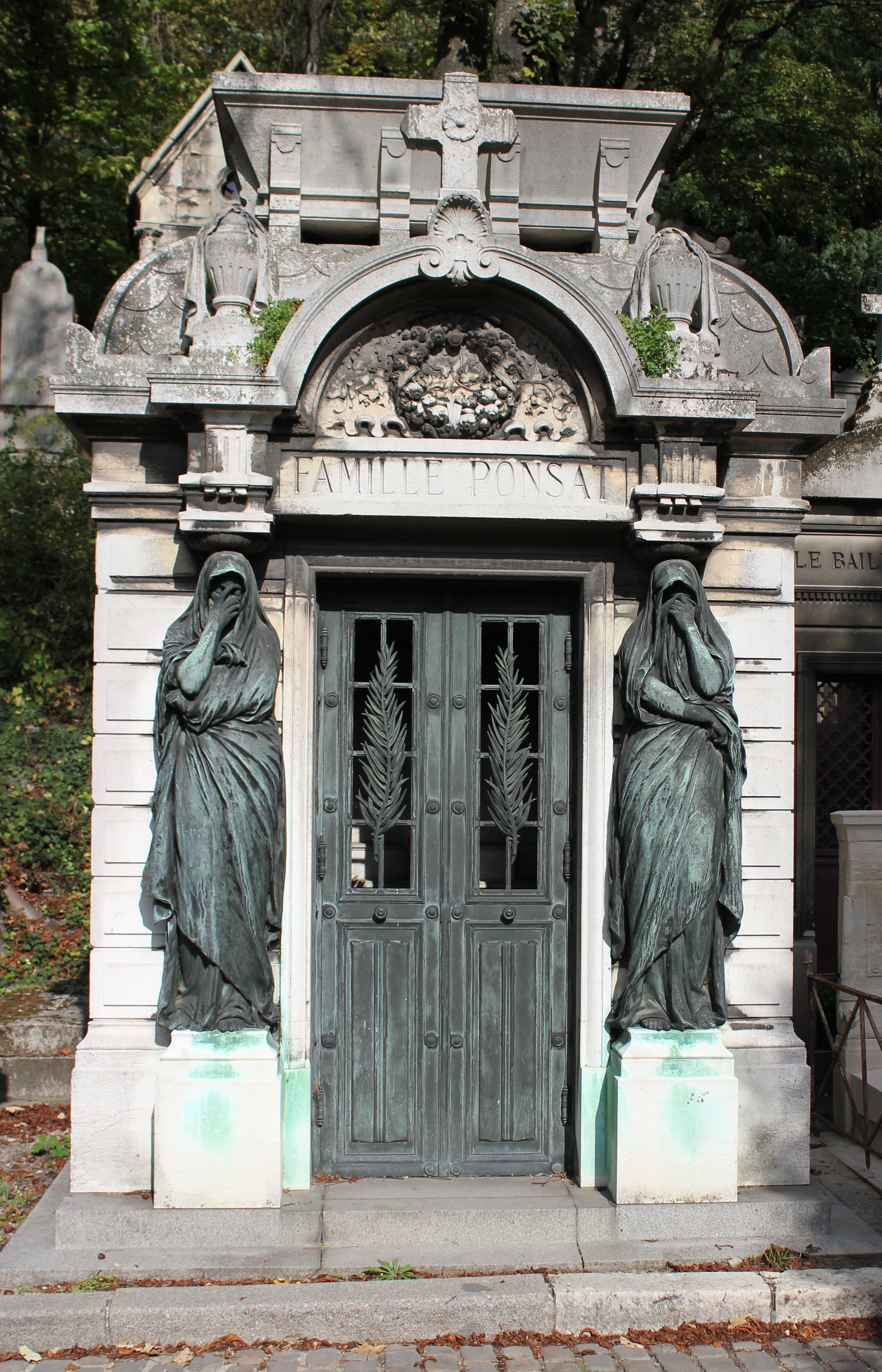
Надгробок-каплиця родини Понсе
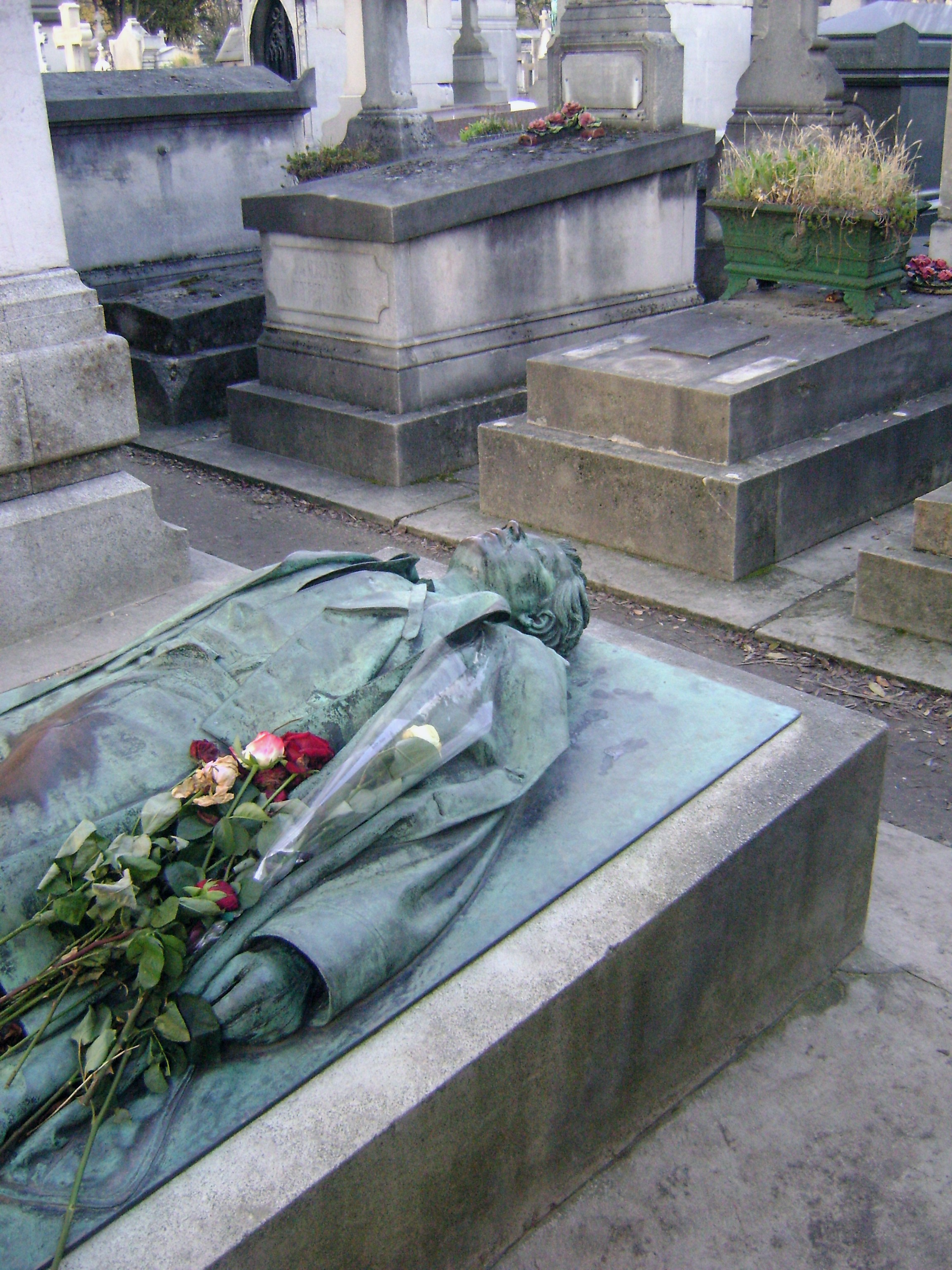
Надгробок убитого журналіста Віктора Нуара
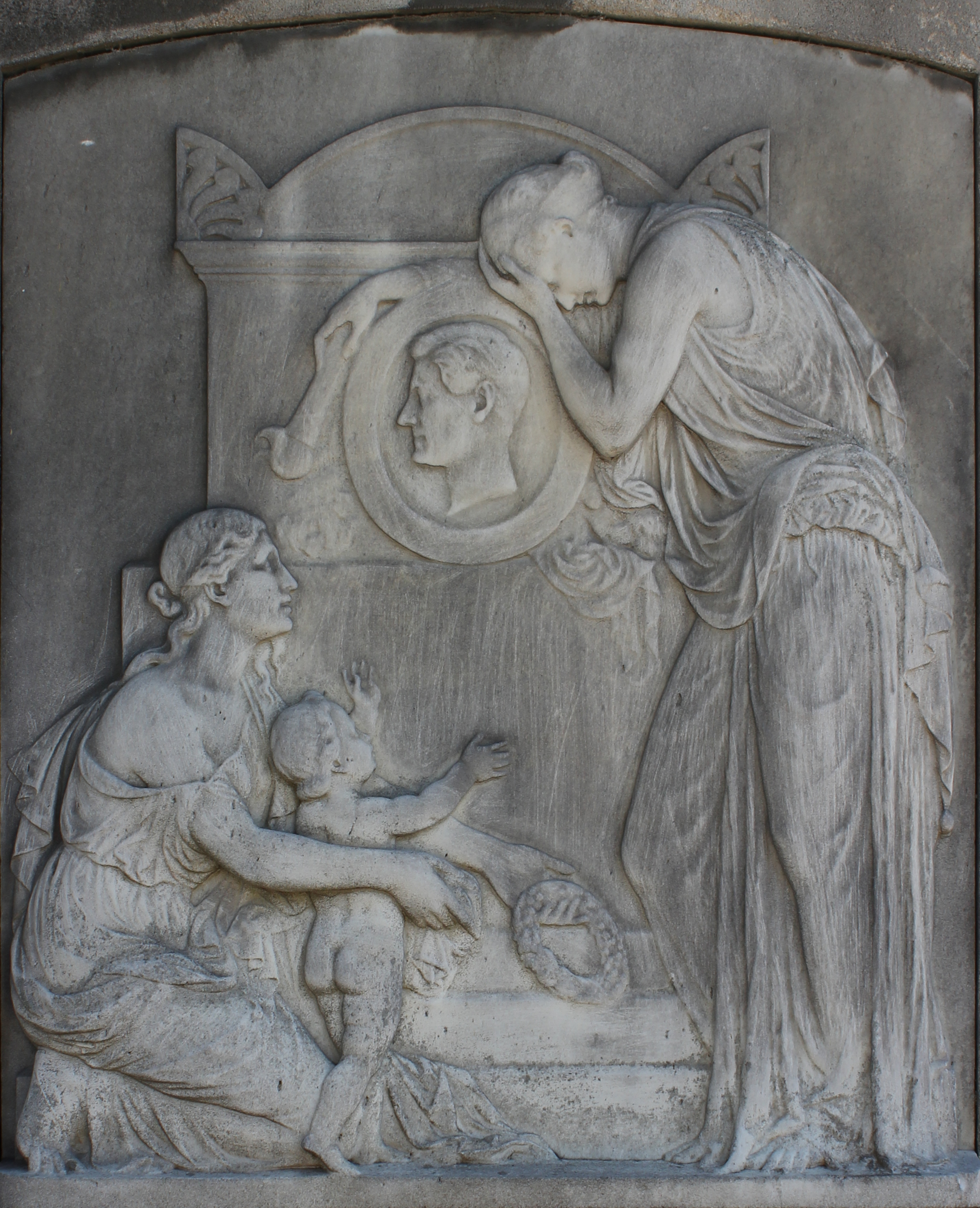
Амадей Дюблема, надгробок Альфонса Пайє (президента колегії адвокатів Парижа), 1856 р.
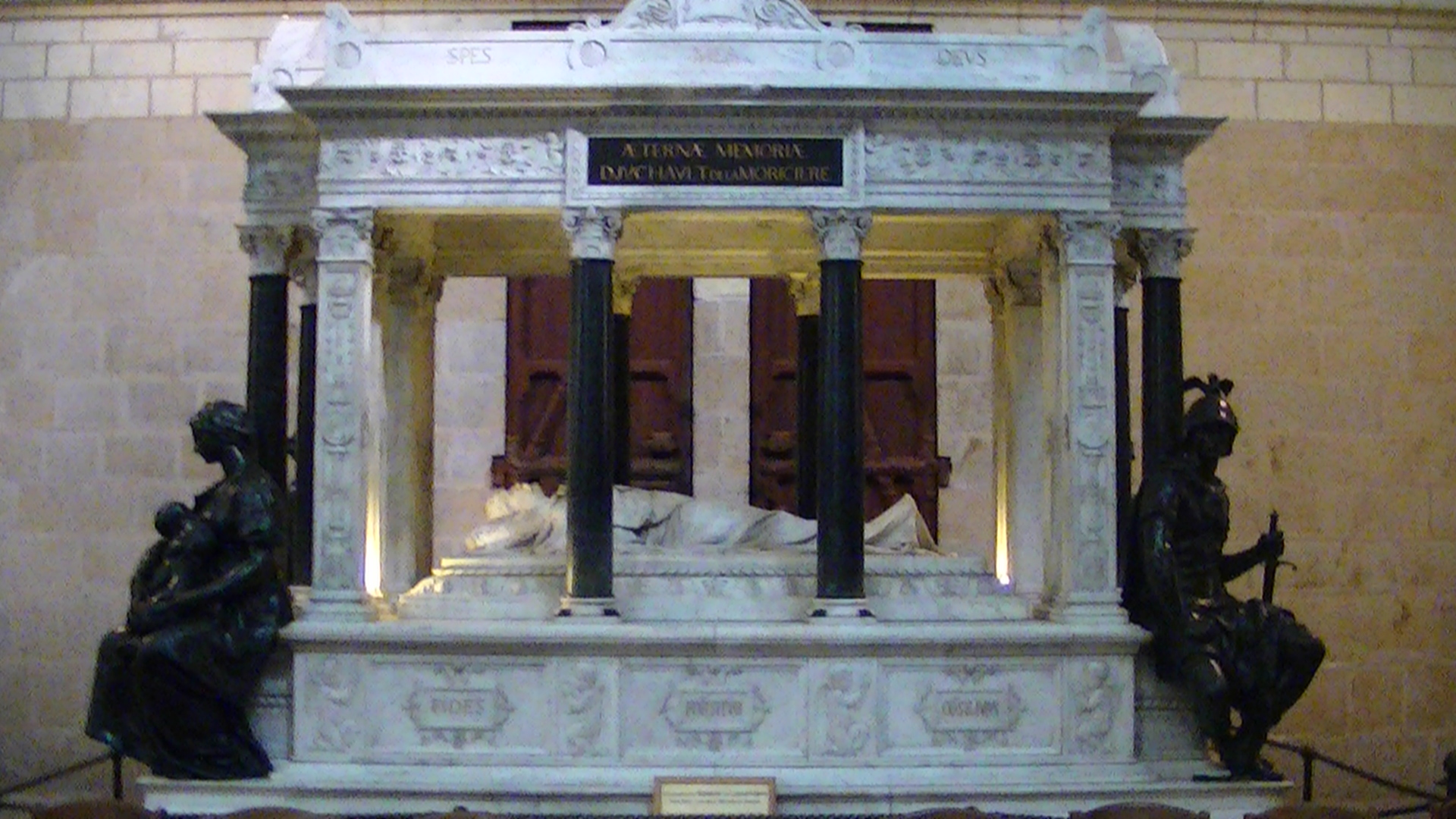
Поль Дюбуа. Надгробок генерала Ламорисьєра, Собор святих Петра і Павла (Нант).

## Академізм, натуралізм, сецесія і салонна скульптура

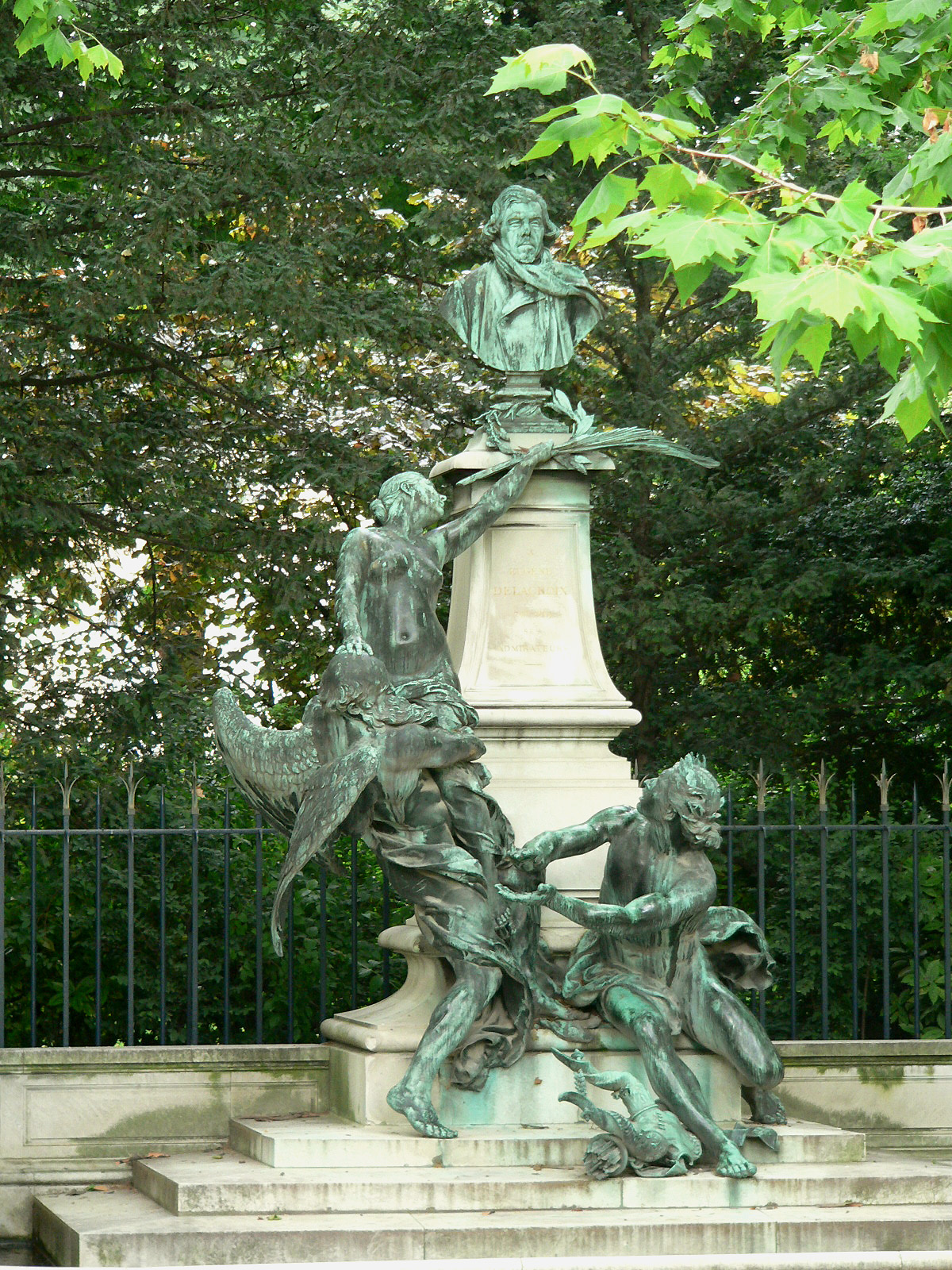
Еме-Жуль Далу. «Пам'яті Ежена Делакруа»
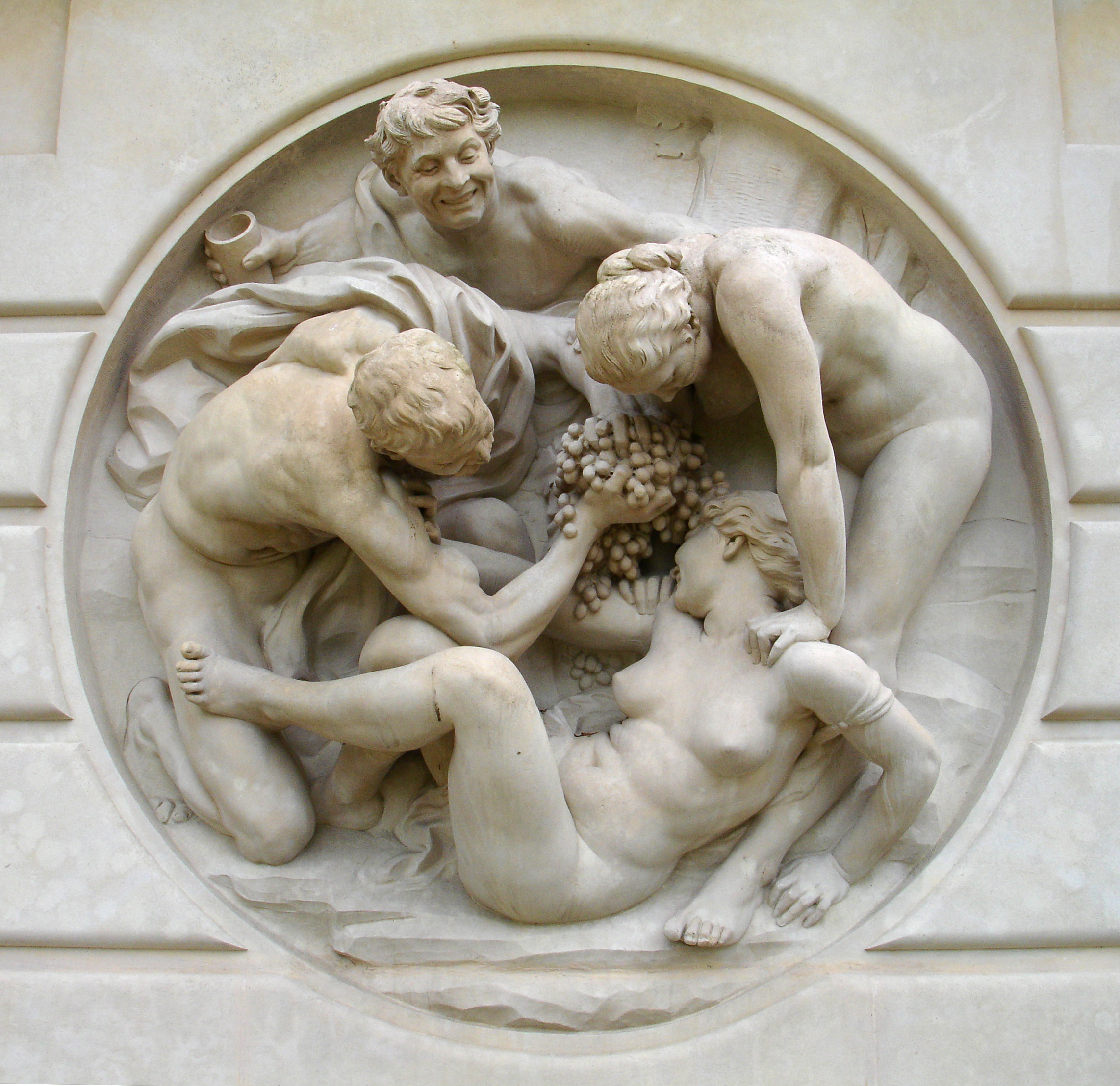
Еме-Жуль Далу. Рельєф фонтану «Пісні і танці на честь Вакха»
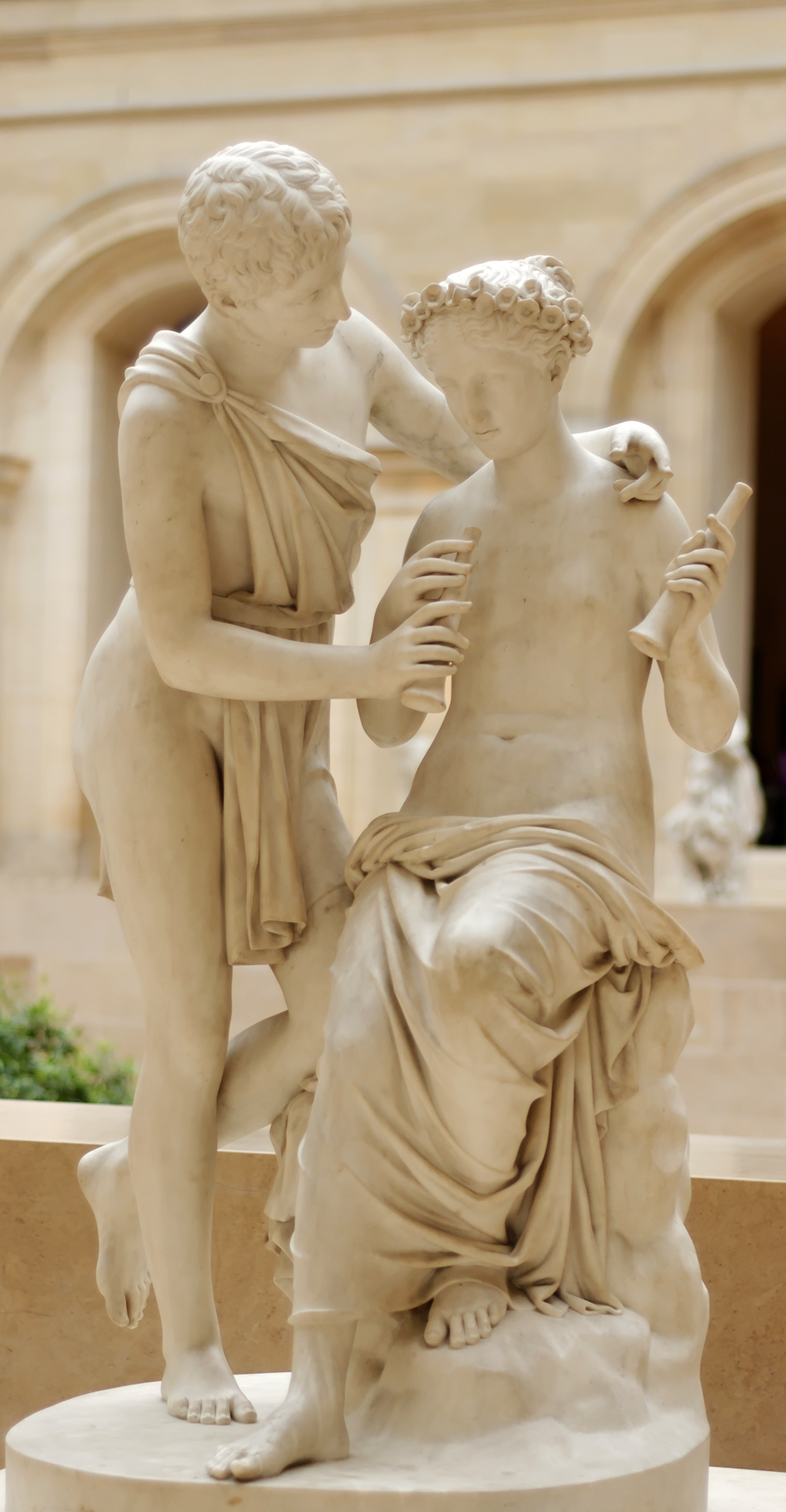
Жан-П'єр Корто. «Дафніс і Хлоя»
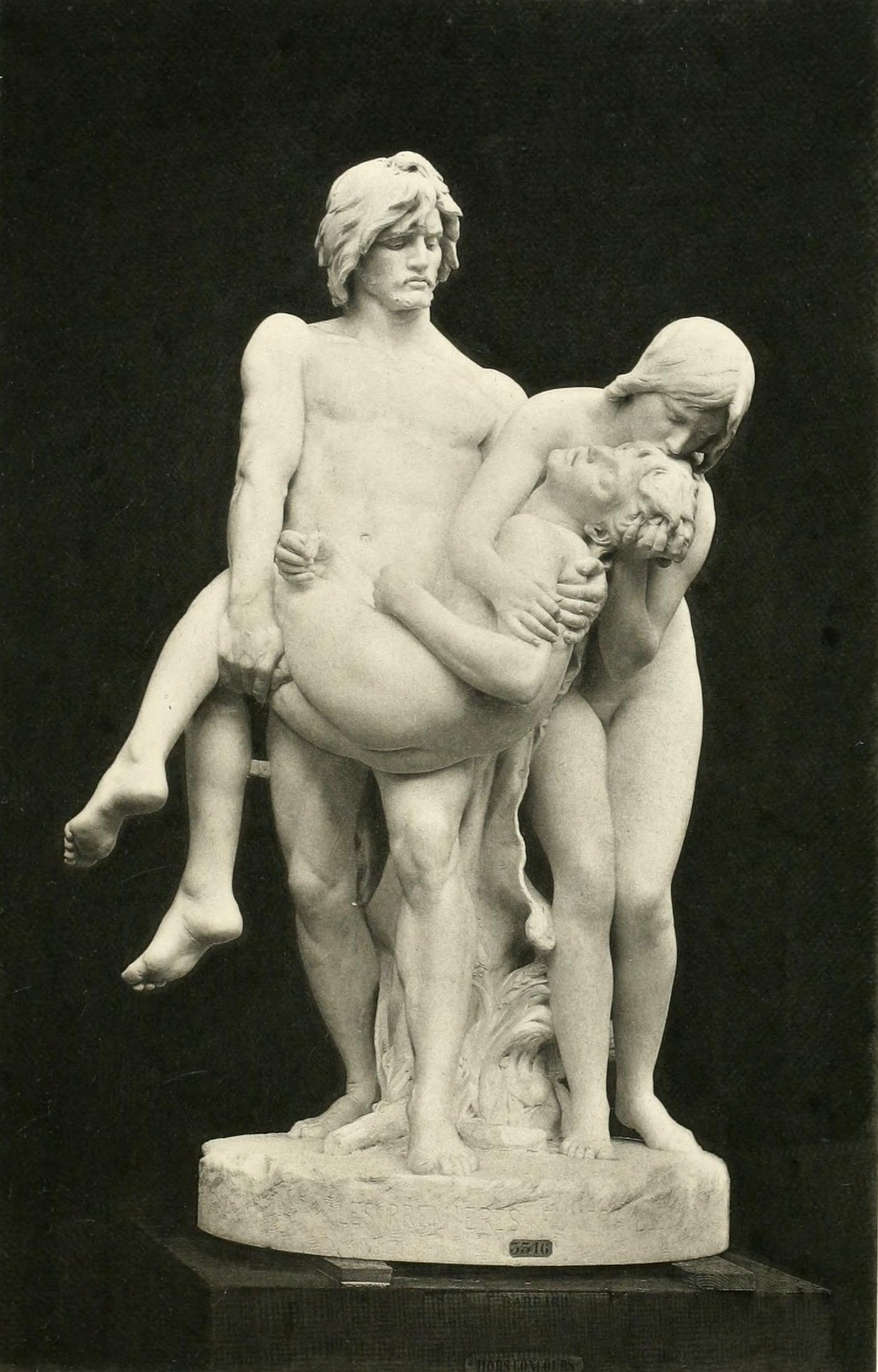
Луї-Ернест Барья. «Поховання першої дитини Адама і Єви»
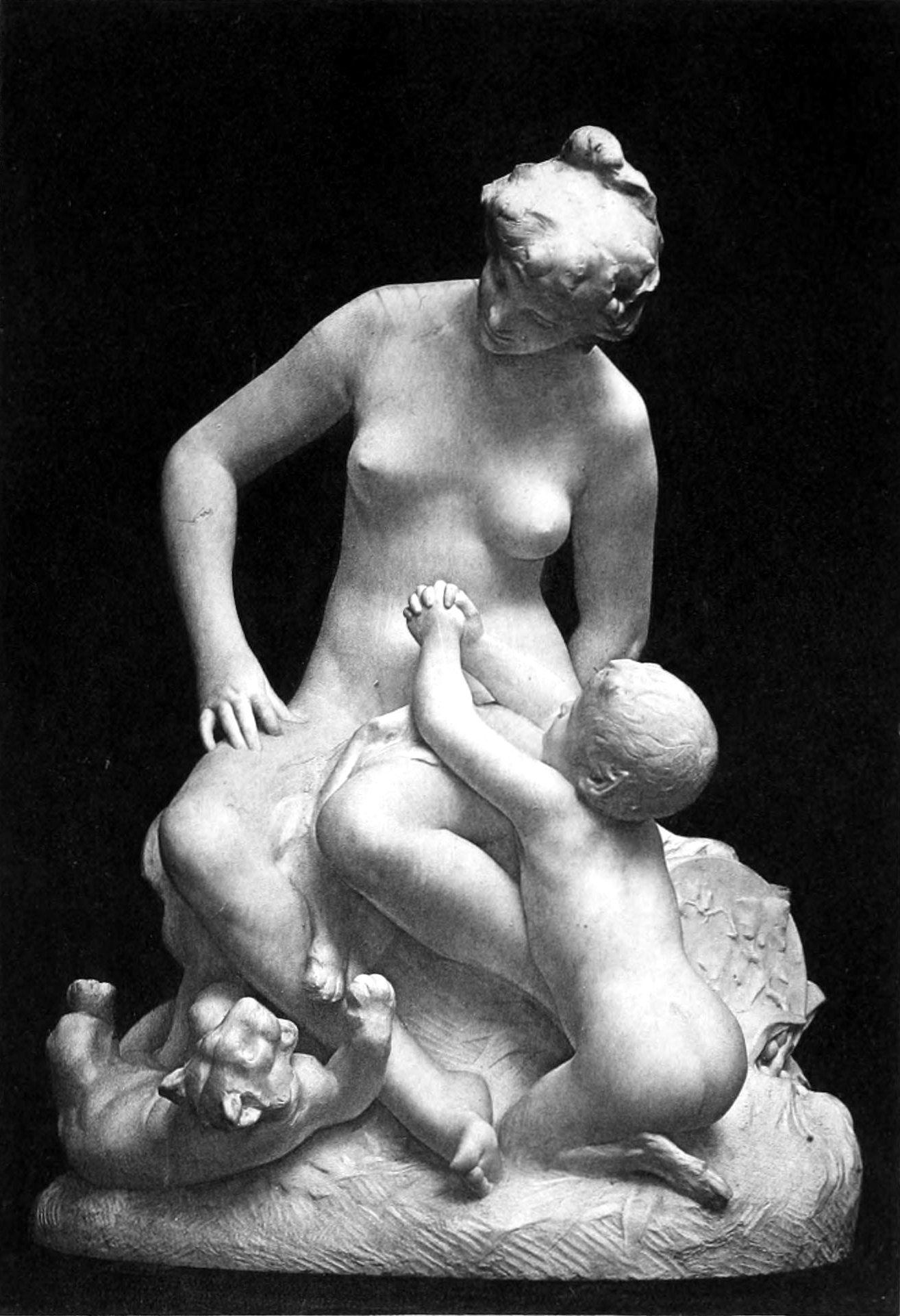
Антонін Мерсьє. «Схаменися»
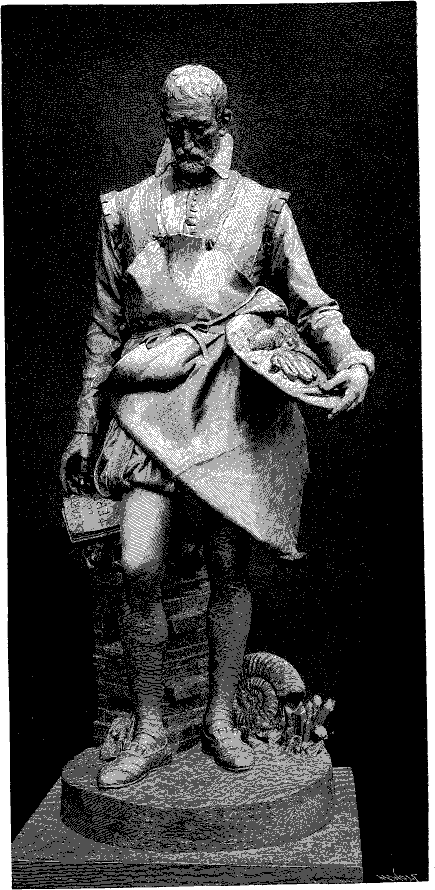
Луї-Ернест Барья. «Бернар Паліссі», модель монументу
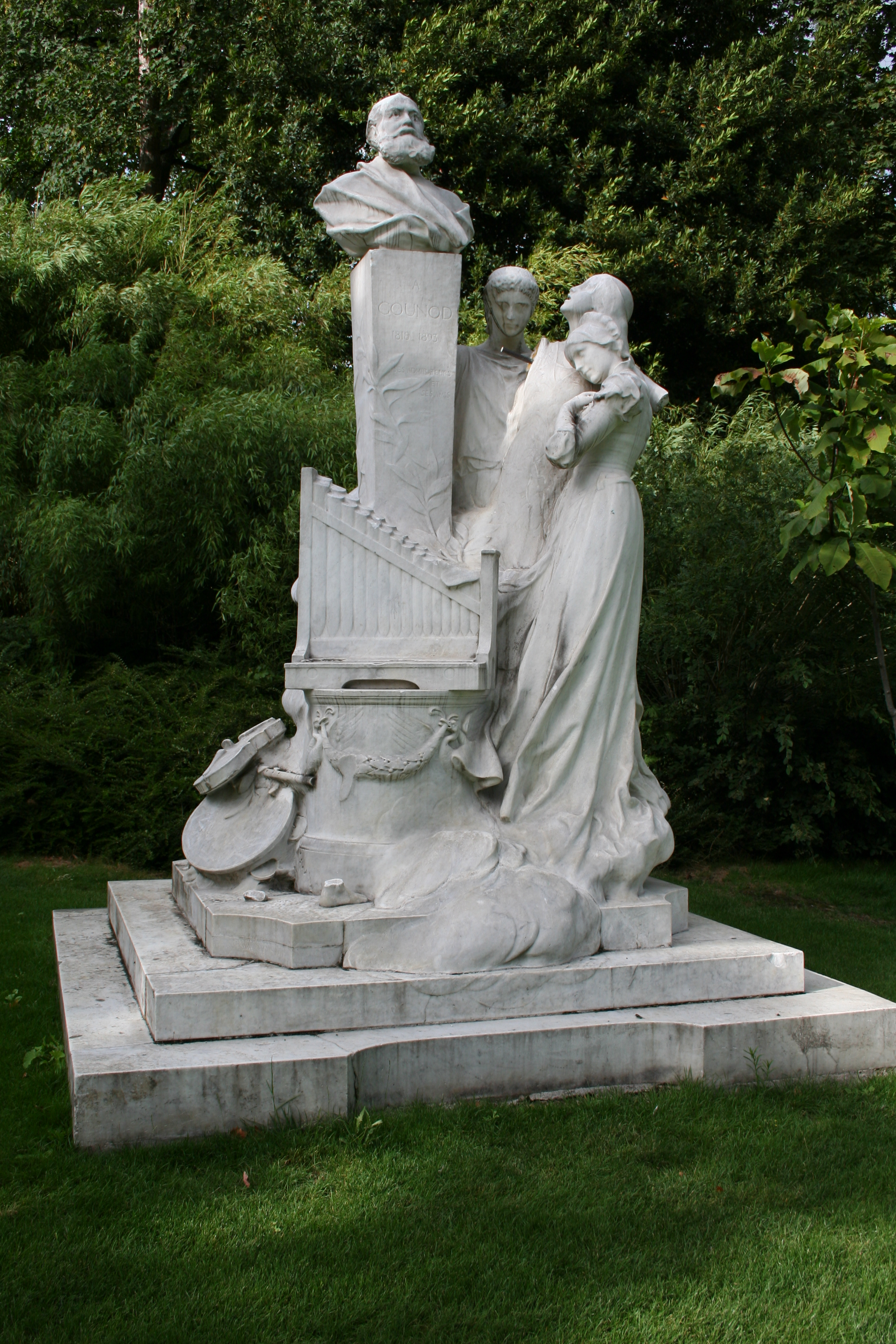
Антонін Мерсьє. «Монумент композитору Шарлю Гуно», парк Монсо.
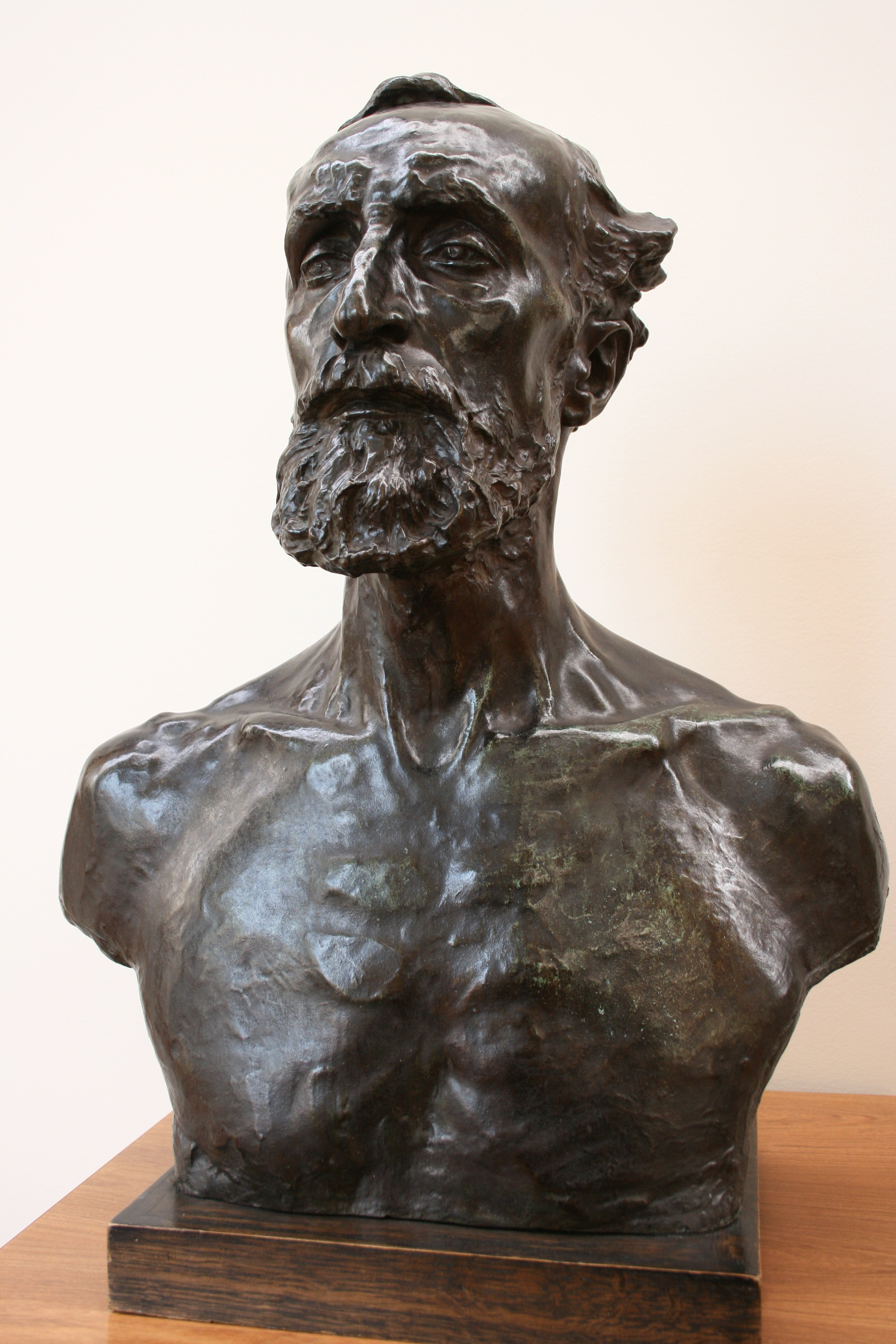
Огюст Роден. Погруддя скульптора Жуля Далу (1883). Музей мистецтв і промисловості, Рубе.
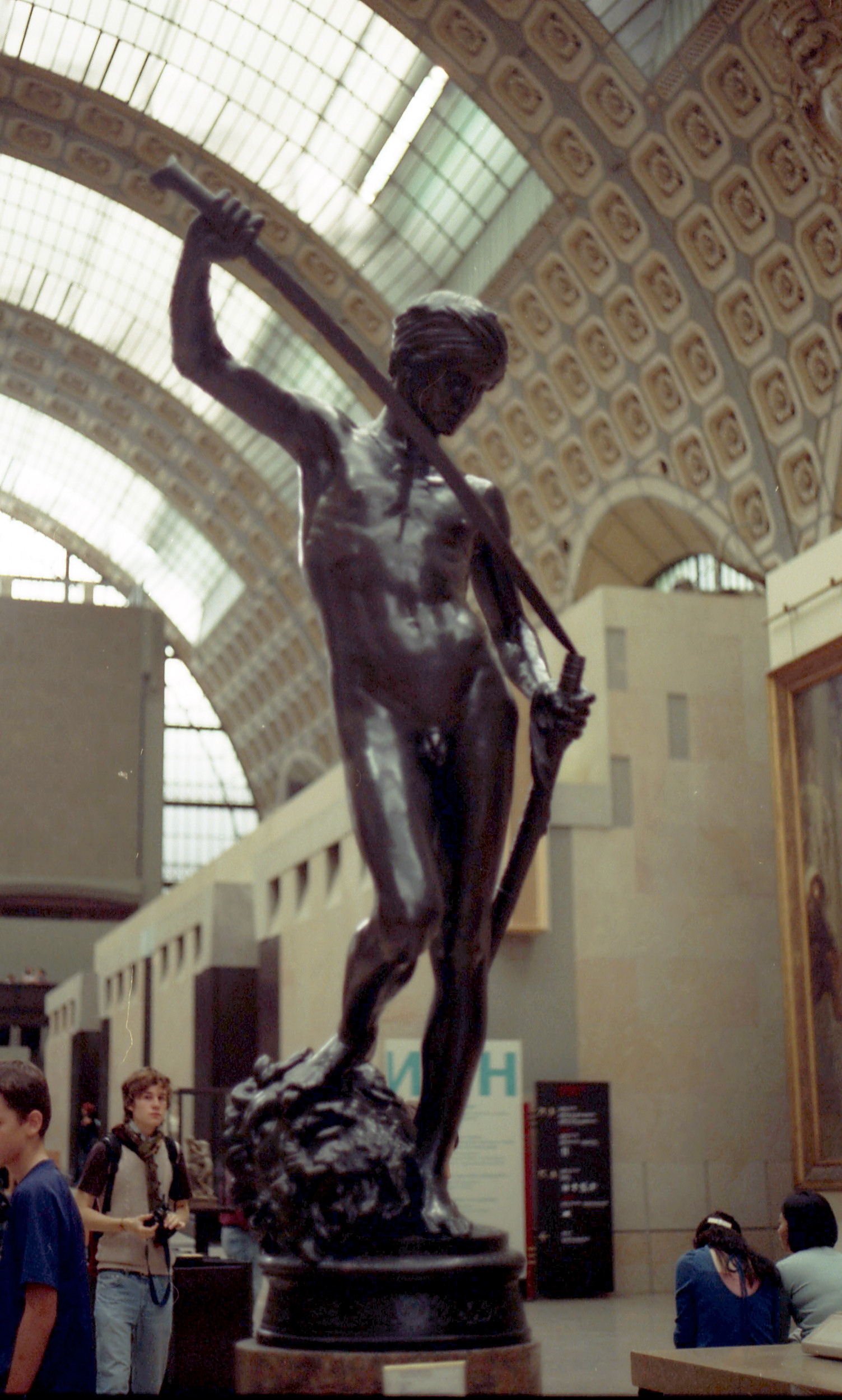
Антонін Мерсьє. «Давид і Голіаф», Музей д'Орсе

## Садово-паркова скульптура

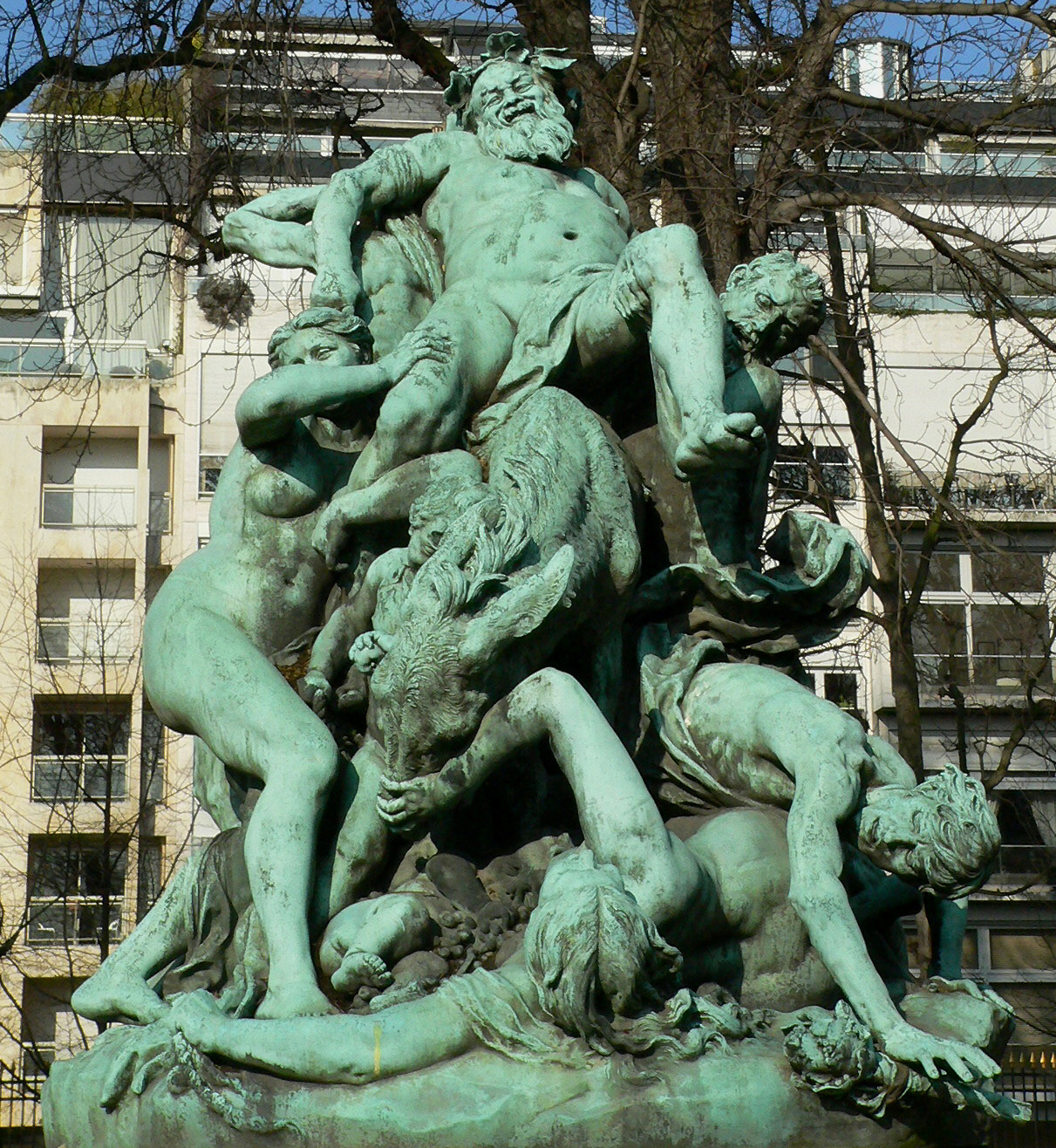
Еме-Жуль Далу. «Тріумф Сілена», Люксембурзький сад, Париж
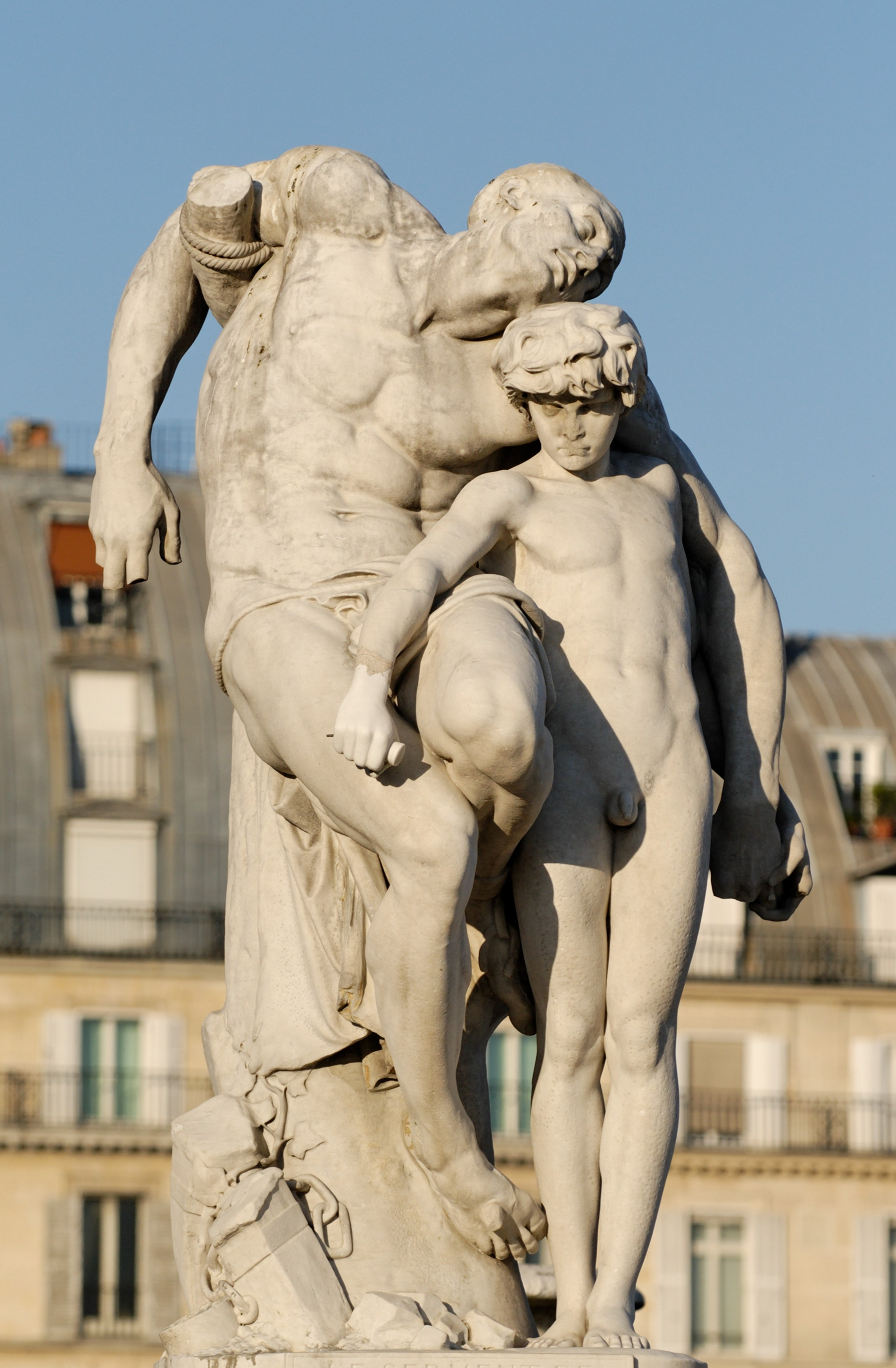
Луї-Ернест Барья (1851-1905). «Присяга підлітка Спартака», сад Тюїльрі, Париж, 1871 р.
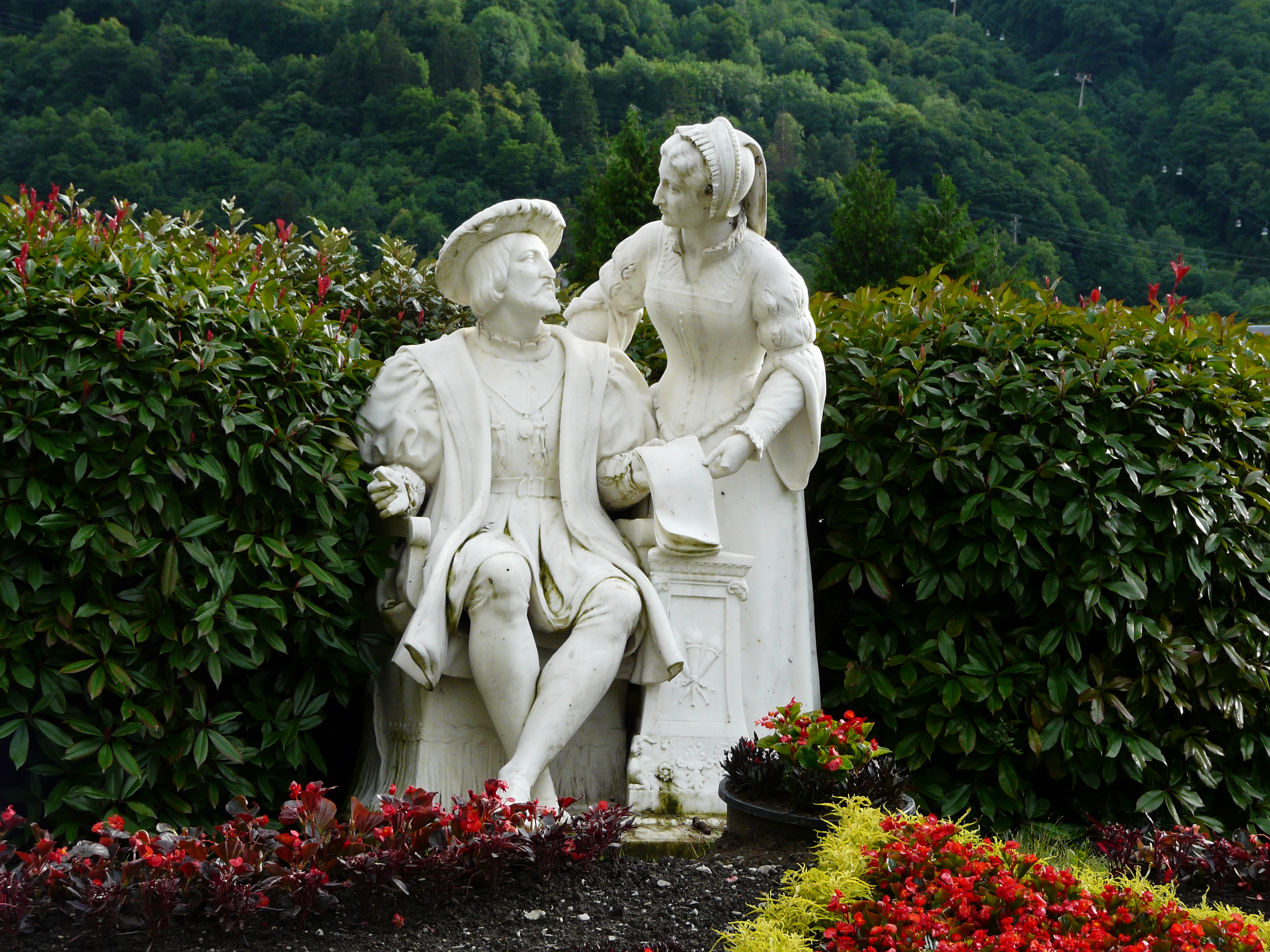
Ежен Гійом. «Король Франциск І та Маргарита Наварська, засновники закладу Колеж де Франс»
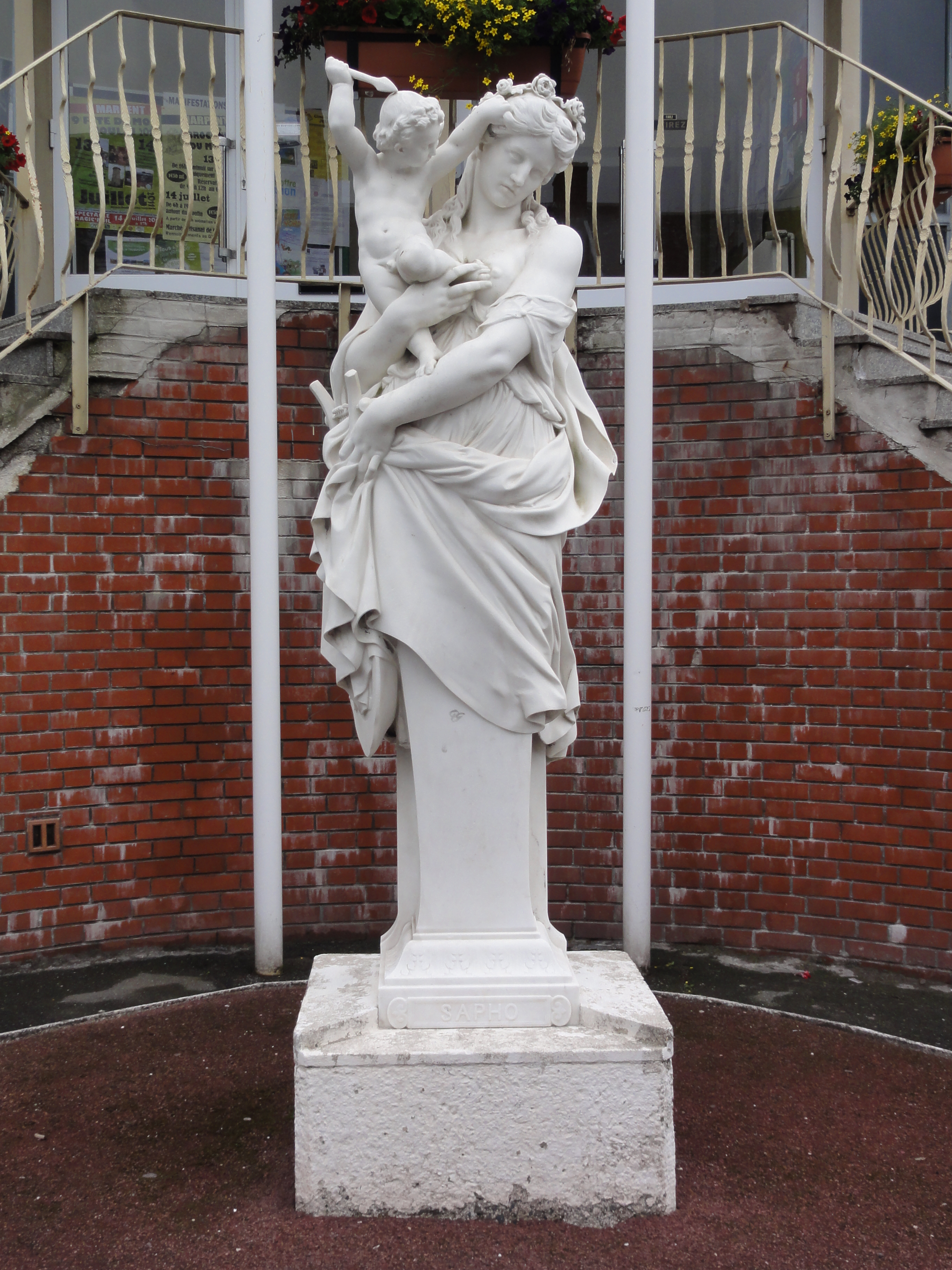
Ежен Гійом. «Поетеса Сафо і божок кохання Ерот», Марпан, О-де-Франс
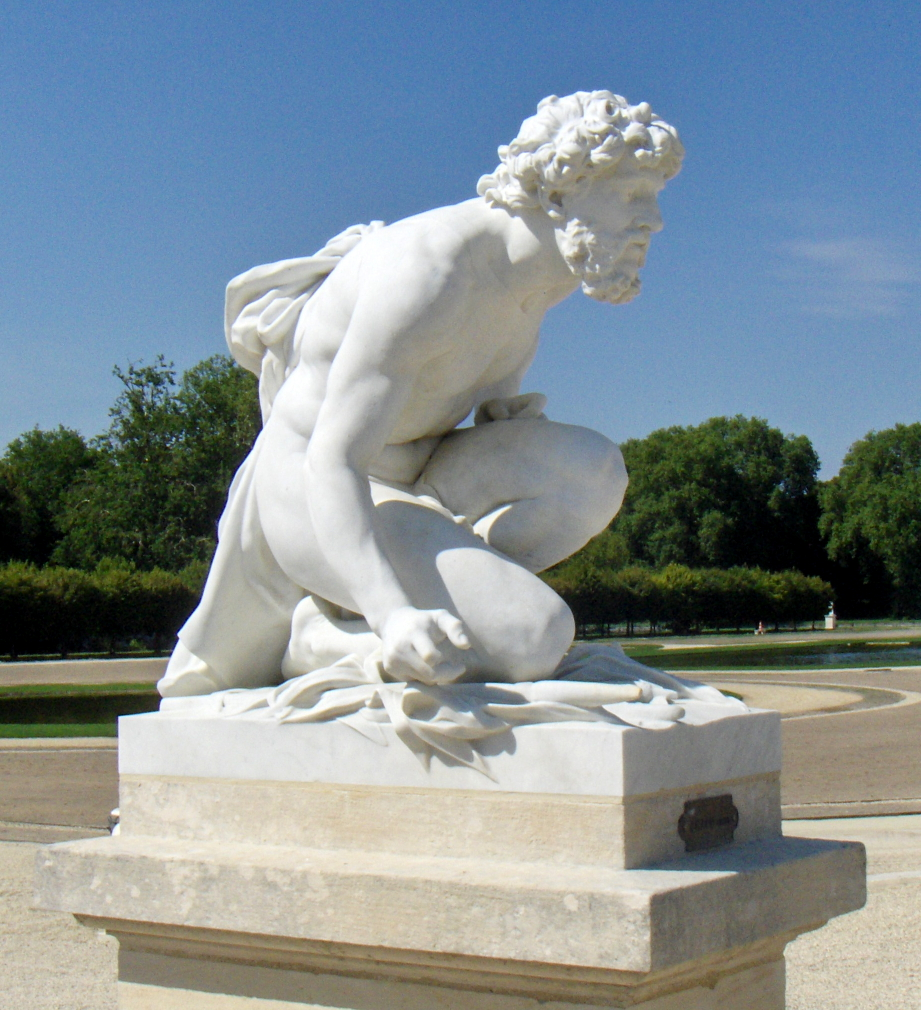
Анрі Шапу. «Плутон», парк замку Шантільї
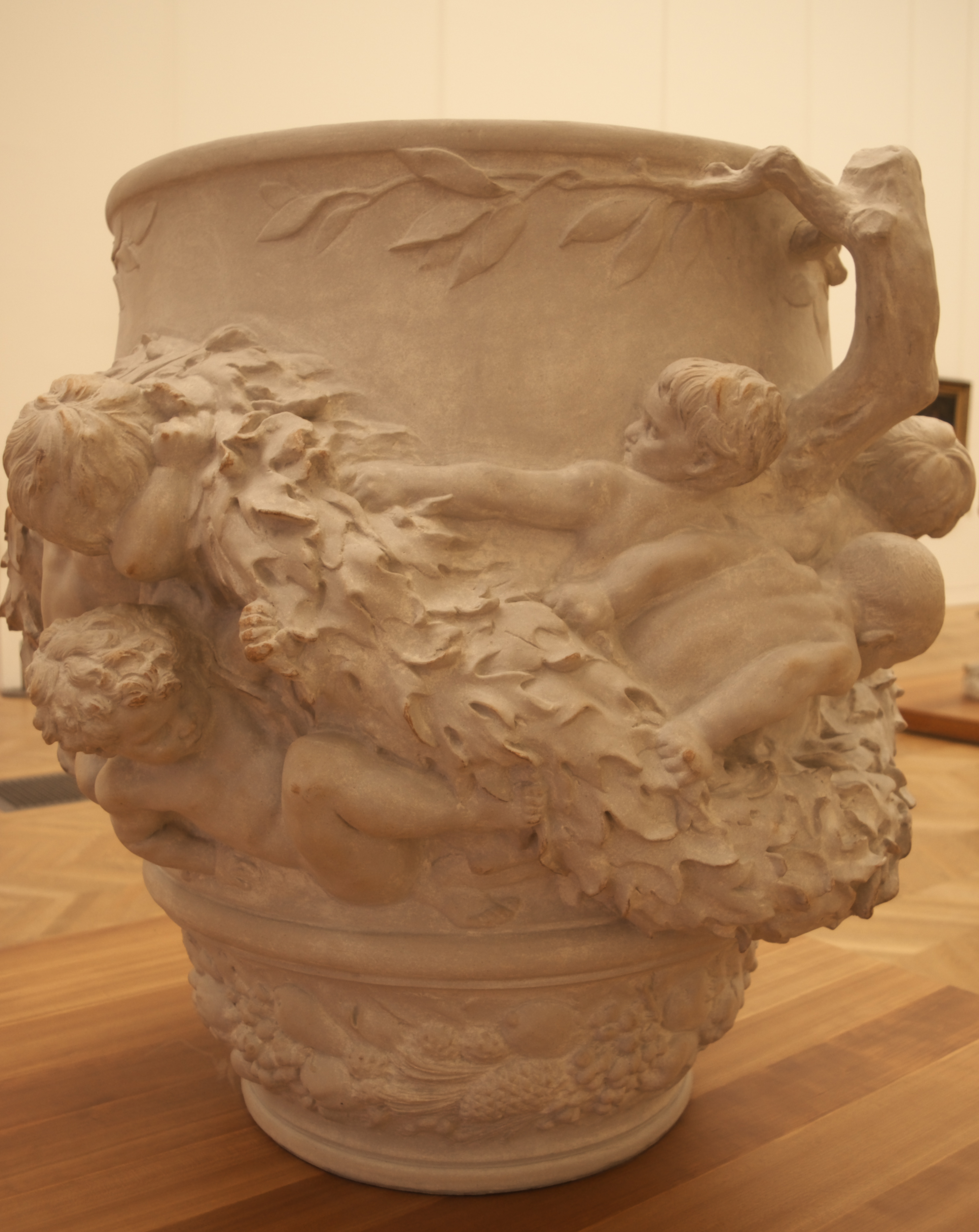
Еме-Жуль Далу. «Декоративна ваза»
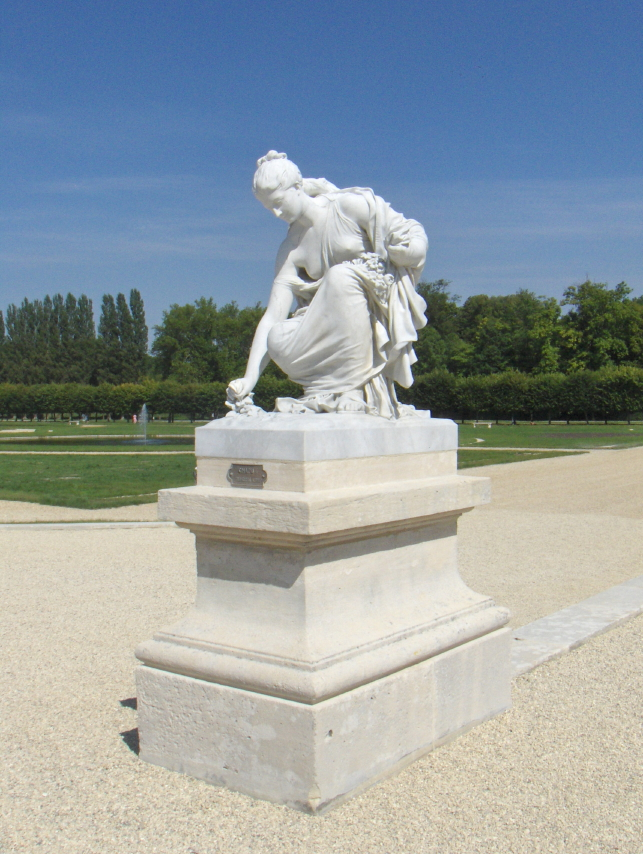
Анрі Шапу. «Прозерпіна», парк замку Шантільї

## Еротика в скульптурі

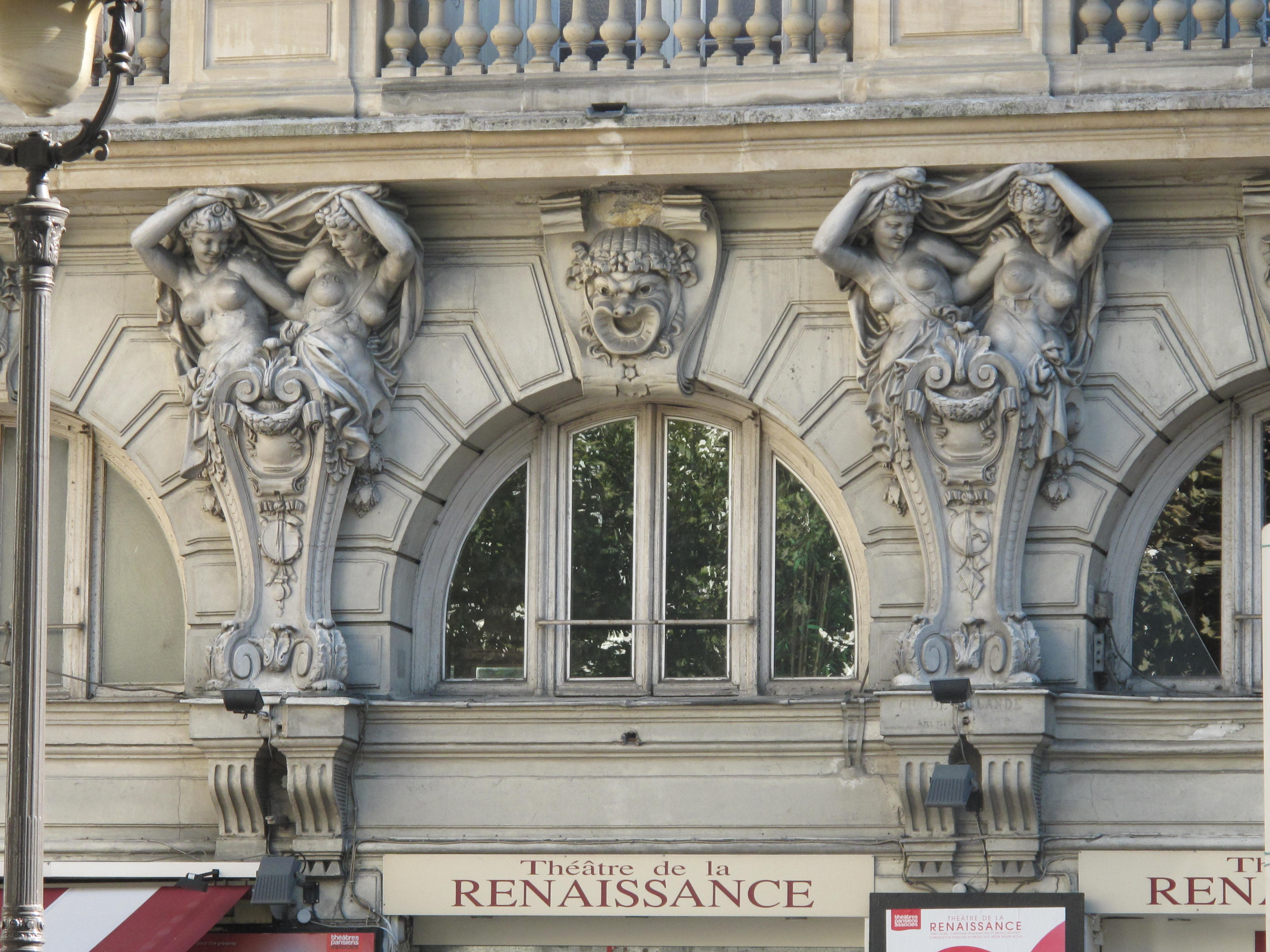
Карре-Беллез Альберт-Ернест. Подвоєні жіночі каріатиди, театр Ренесанс.

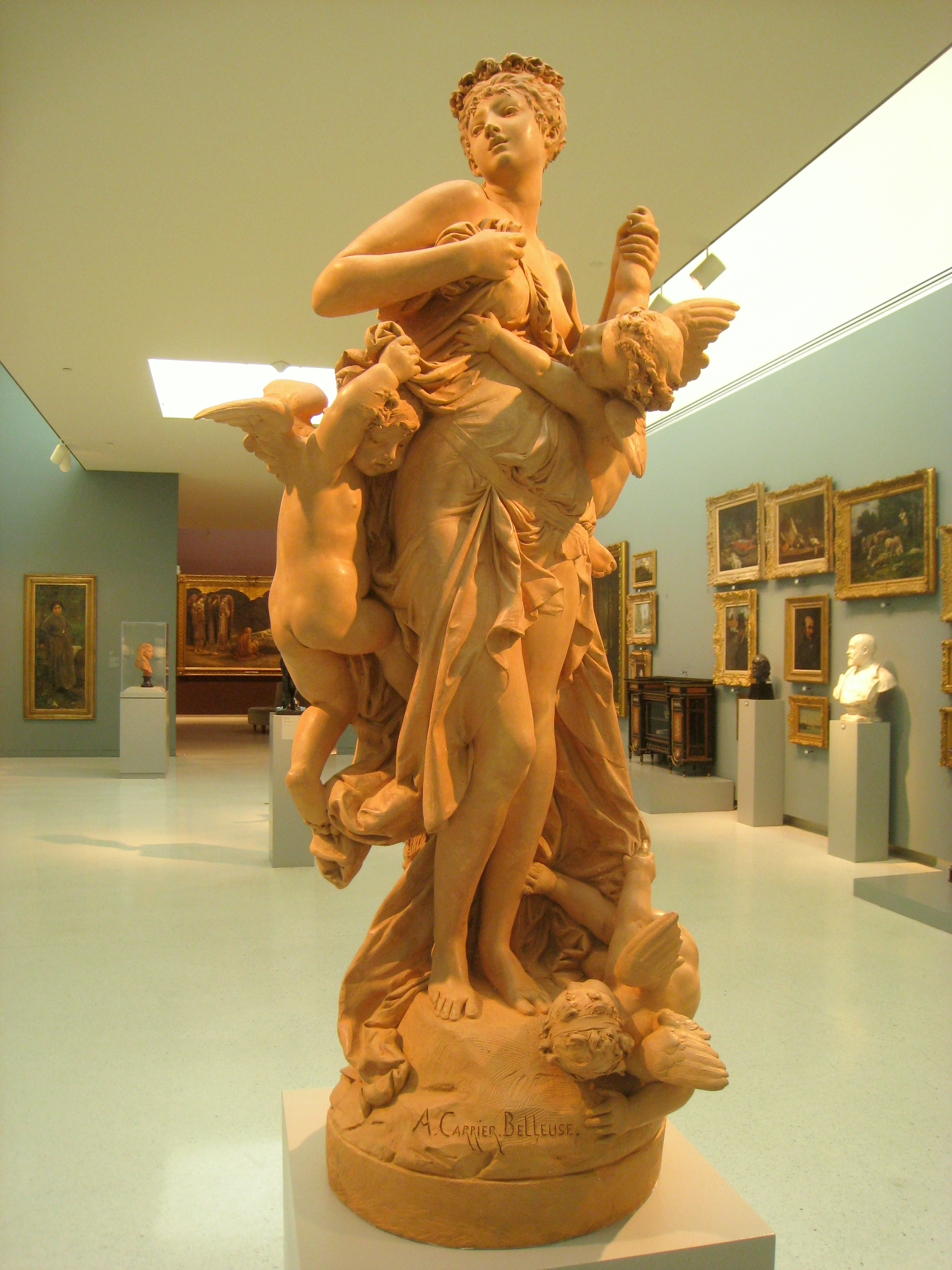
Карре-Беллез Альберт-Ернест. «Цнотливість, замучена коханням», Музей мистецтв Карнегі, Пітсбург, Пенсільванія, США
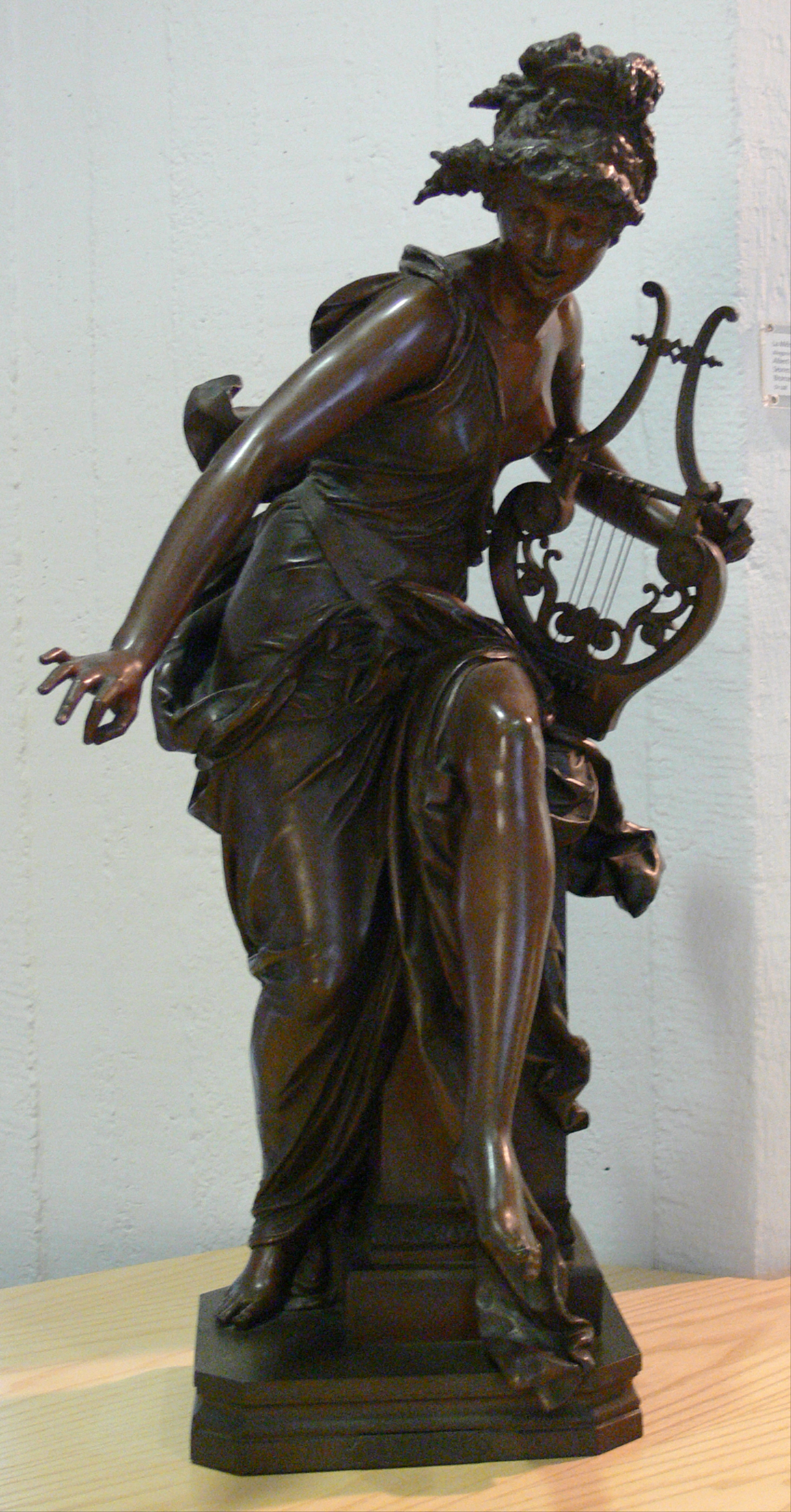
Карре-Беллез Альберт-Ернест. «Алегорія Мелодії»
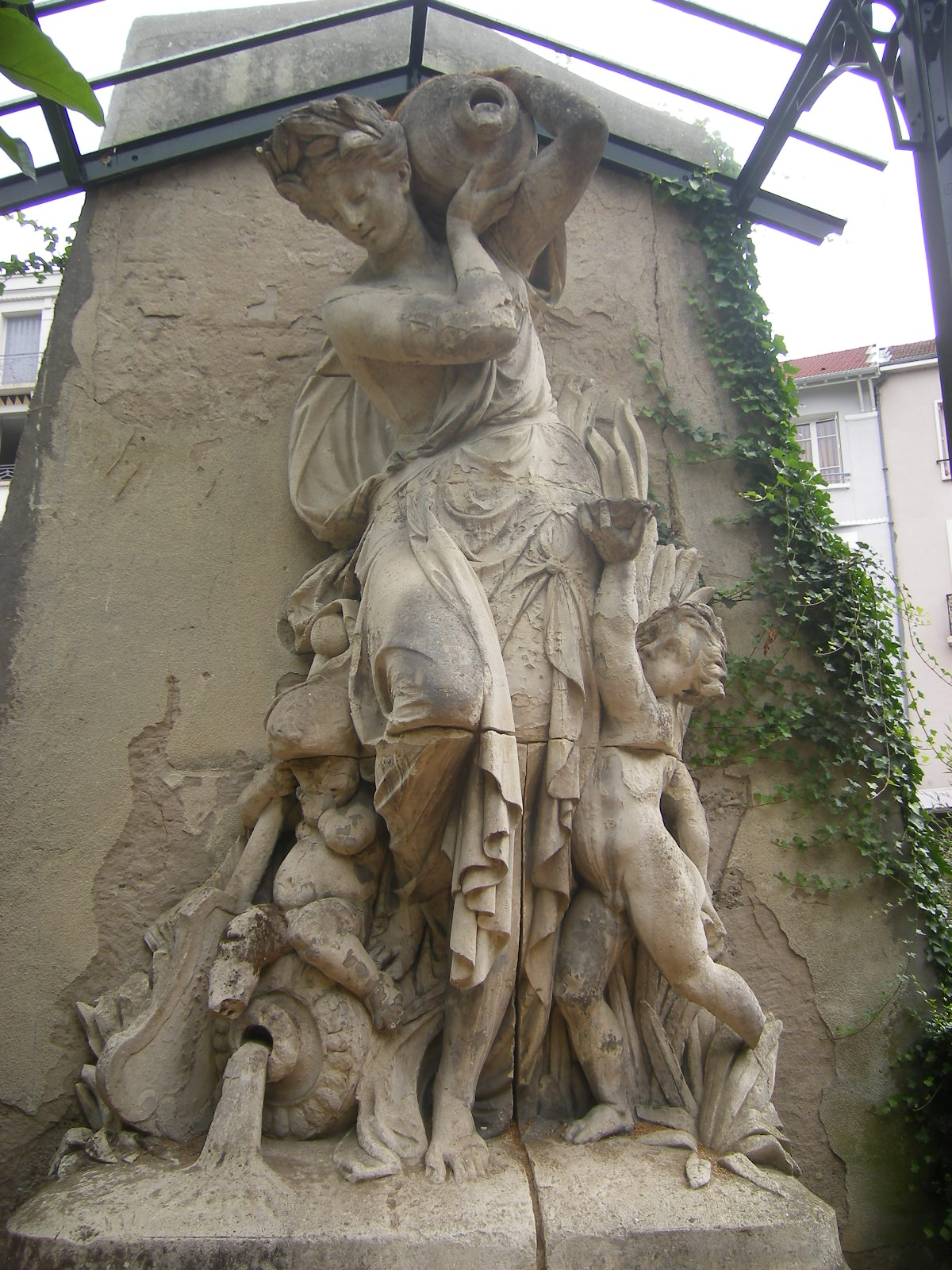
Карре-Беллез Альберт-Ернест. «Німфа води», курорт Віші, Франція.

## Кабінетна бронза
Окрема галузь дрібної пластики Франції — кабінетна бронза. Мода на неї прийшла із Італії, де давно полюбляли бронзу і де склалися власні центри виготовлення кабінетної бронзи. Особливо уславились центри у Флоренції та в Венеції.
В галузі кабінетної бронзи Франції працювали Клодіон (1738—1814), Антуан-Луї Барі(1795—1875), П'єр-Жуль Мен (1810—1879)), Лука Мадрассі (1848—1916), Огюст Моро (1834—1917), Г.Леру та інші.
Загальний занепад ідей в скульптури в другій половині 19 ст. відбився і на тематиці кабінетної бронзи, де переважали легковажні алегоричні сюжети і побутові теми. Аби зберегти товарну привабливість для покупців, скульптурні майстерні удались до віртуозної обробки поверхні та створення патини при нехтуванні ідеями. На банальному тлі подібної тематики виділялись самостійні композиції Антуана-Луї Барі з зображенням тварин.

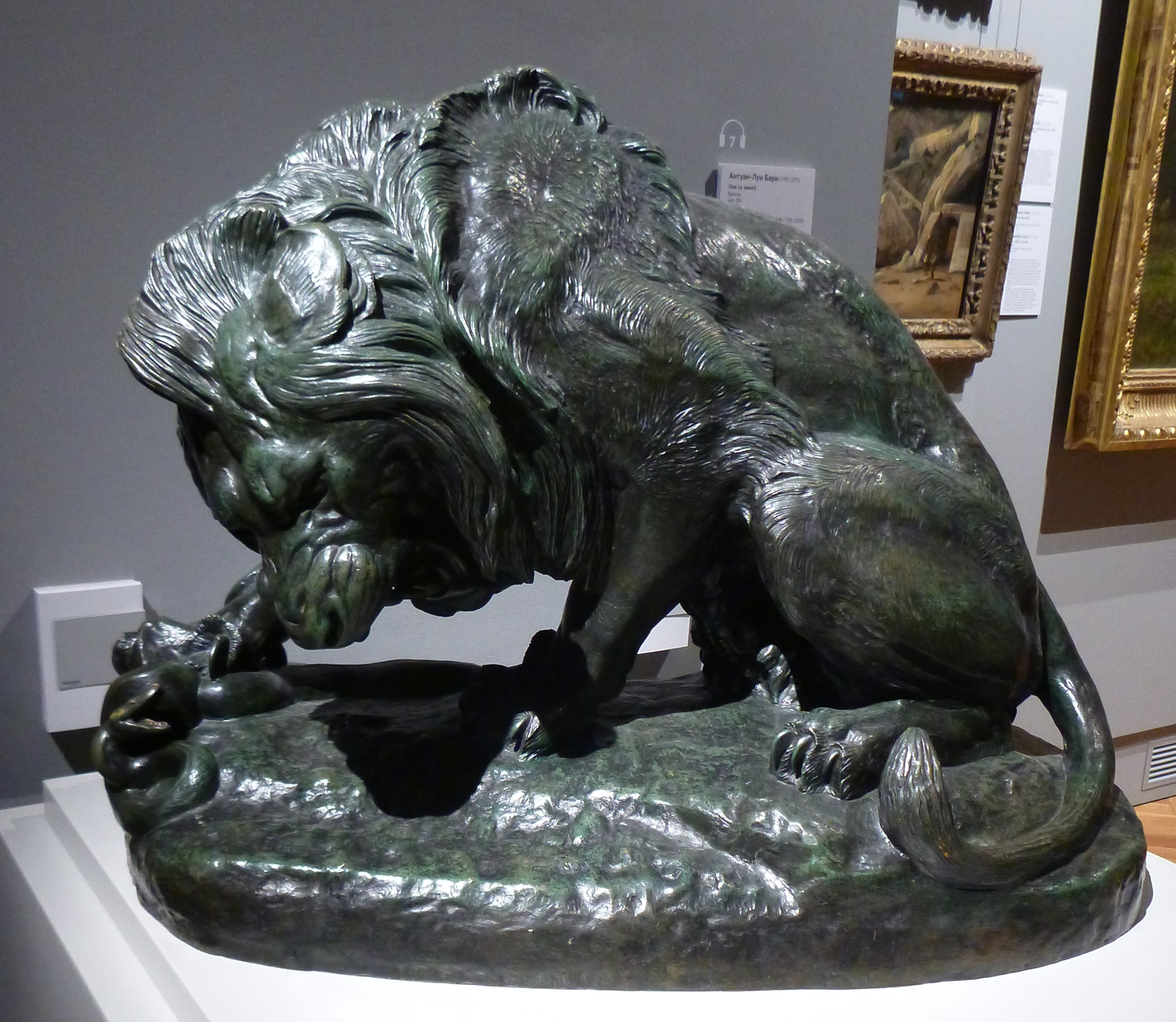
А.Л. Барі. «Лев і змія»
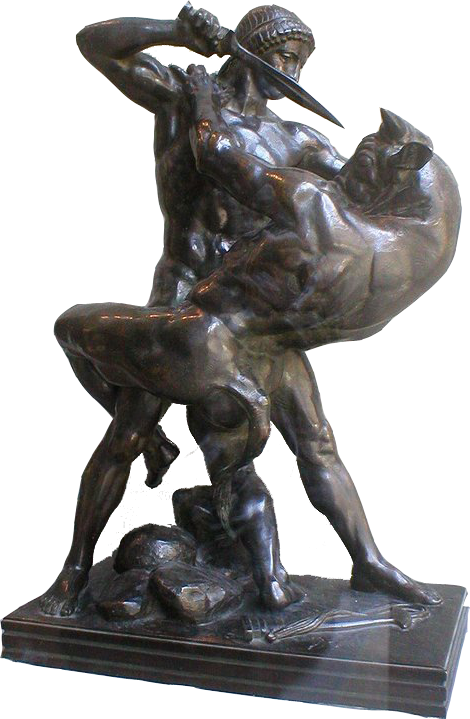
А.Л. Барі «Тезей і Мінотавр»
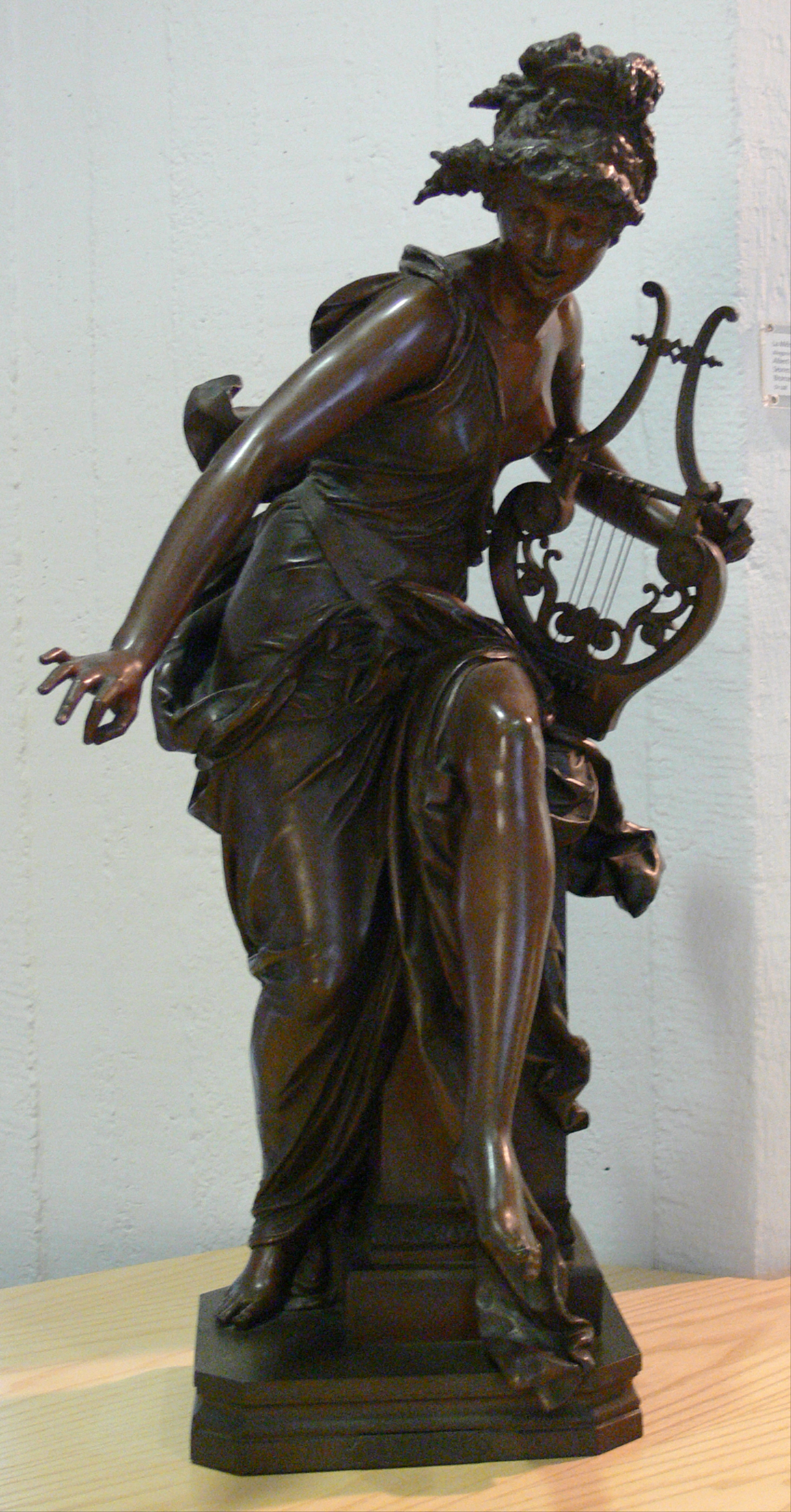
Карре-Беллез Альберт-Ернест, «Алегорія мелодії»

## Роден і нові обрії

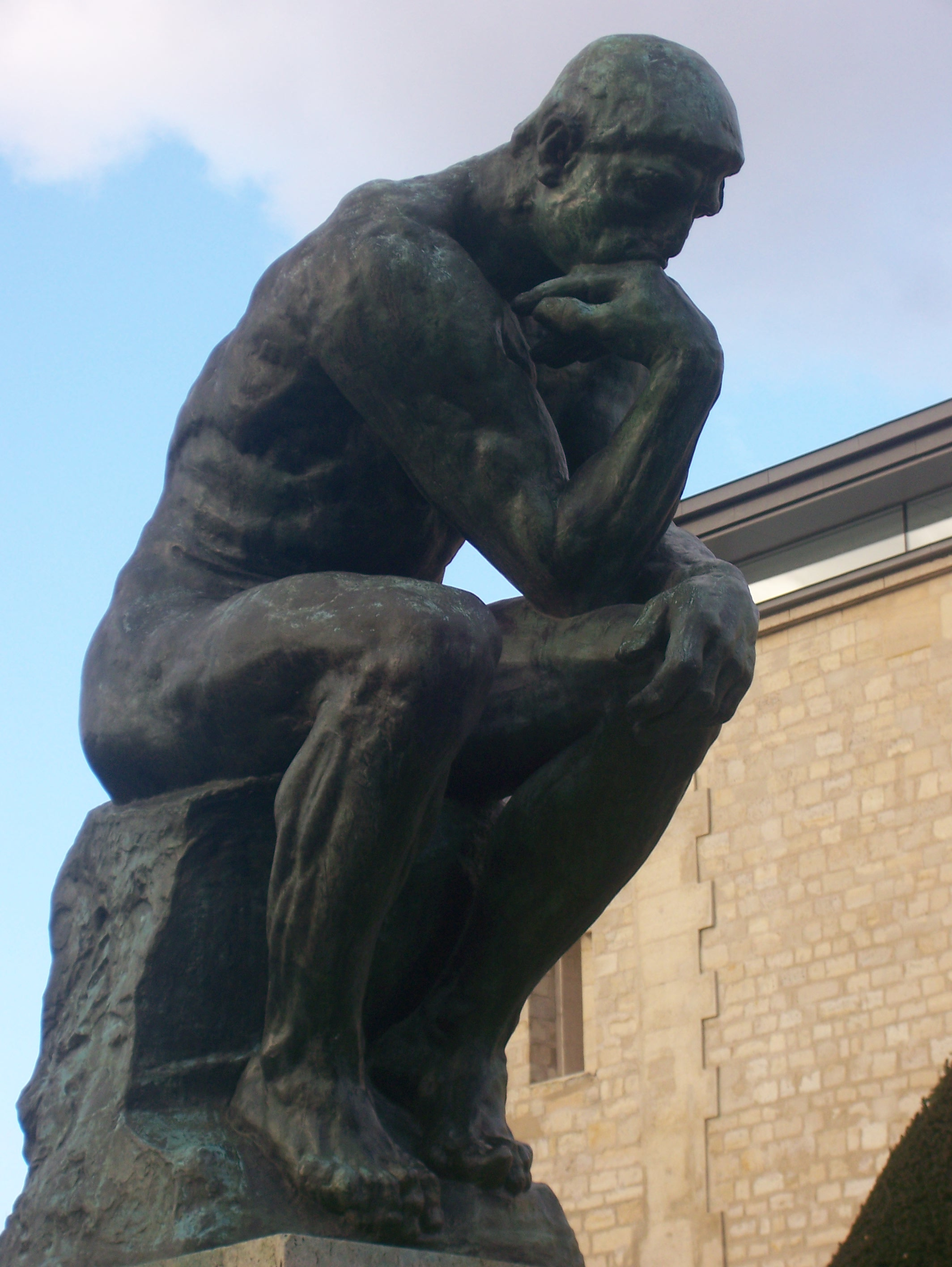
О. Роден. «Мислитель», 1888
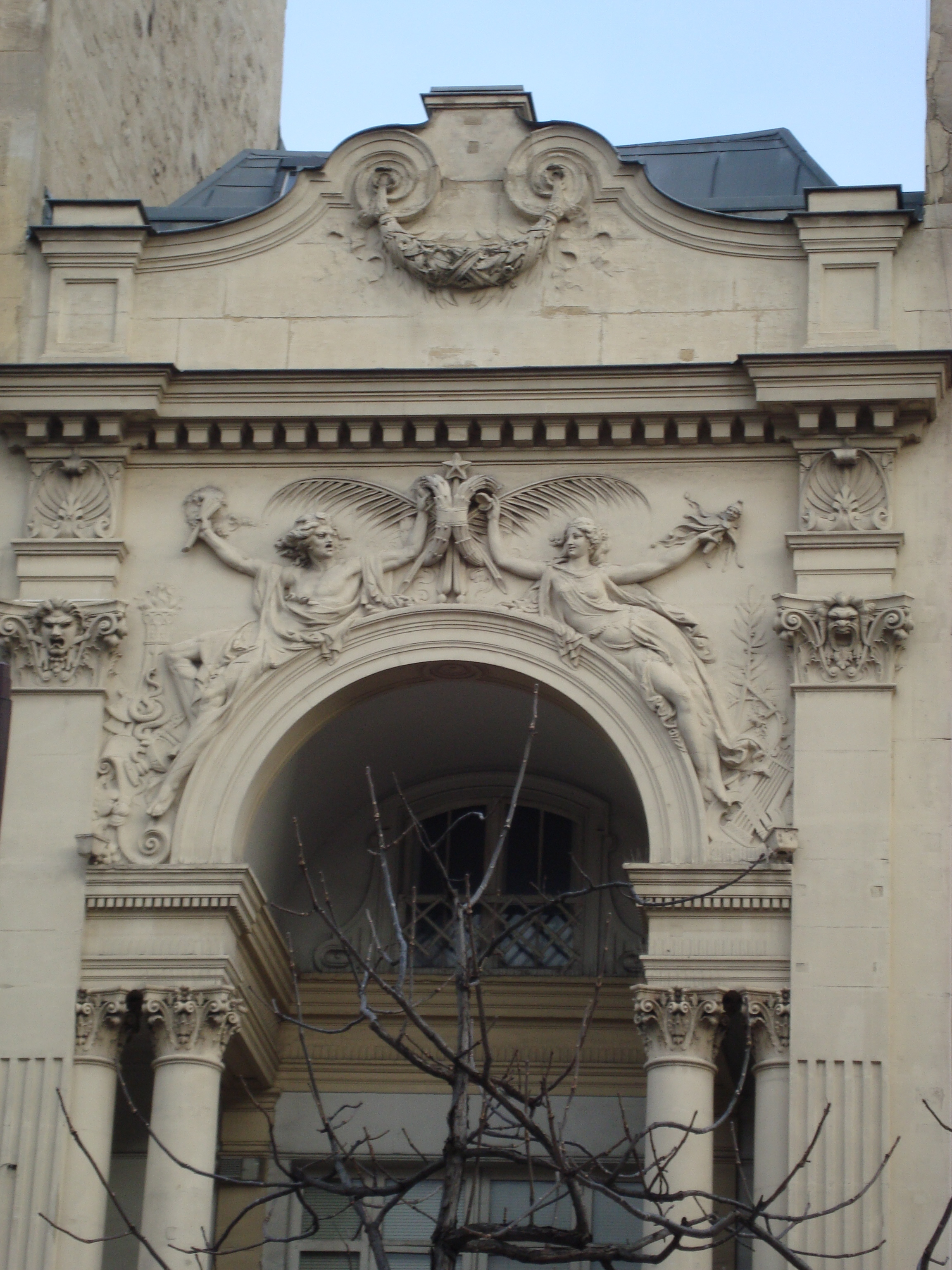
Декор арки театру Gobelins в Парижі «Комедія і Трагедія».
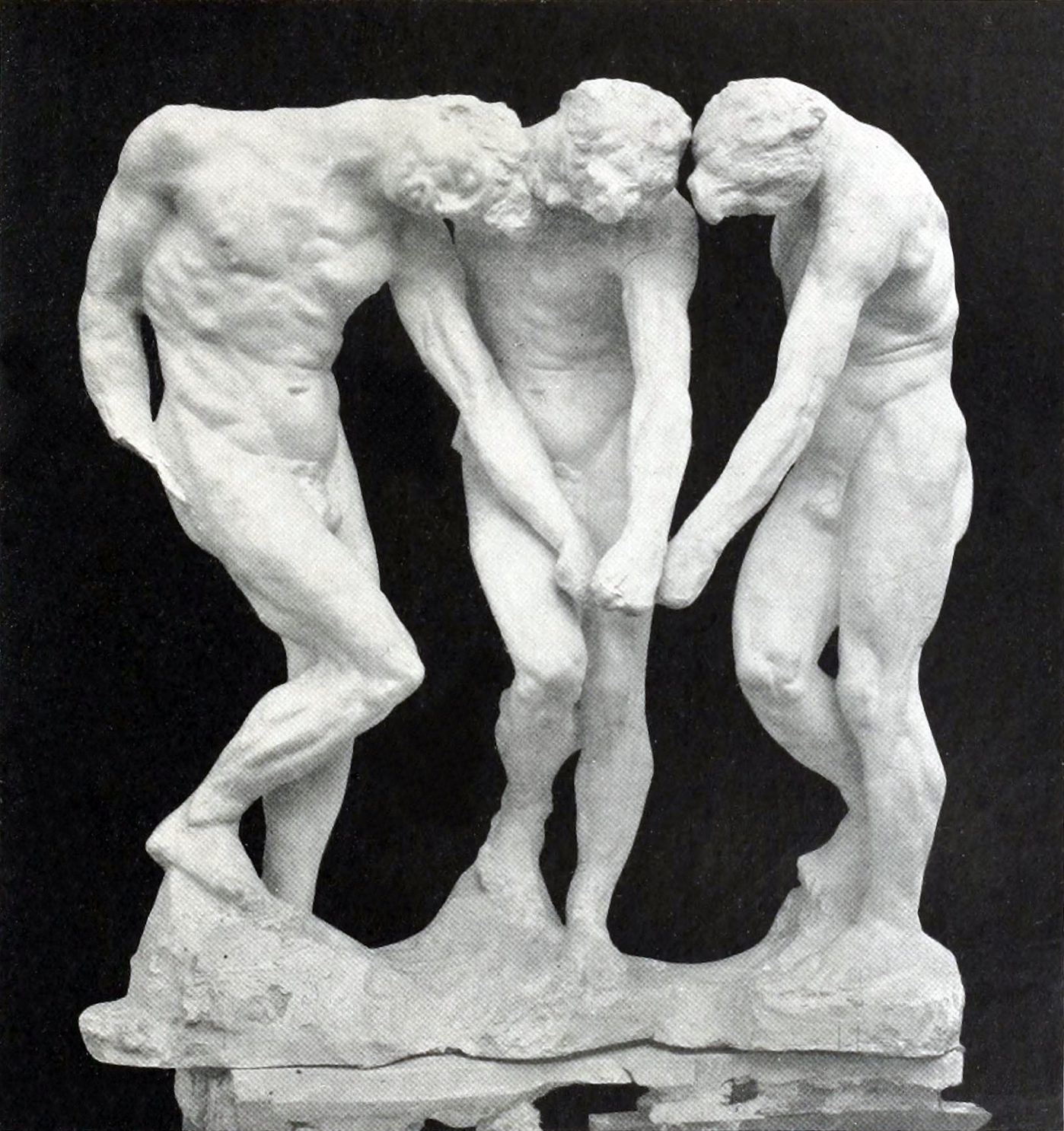
«Три тіні пекла», 1886 рік, верхівка «Воріт пекла»
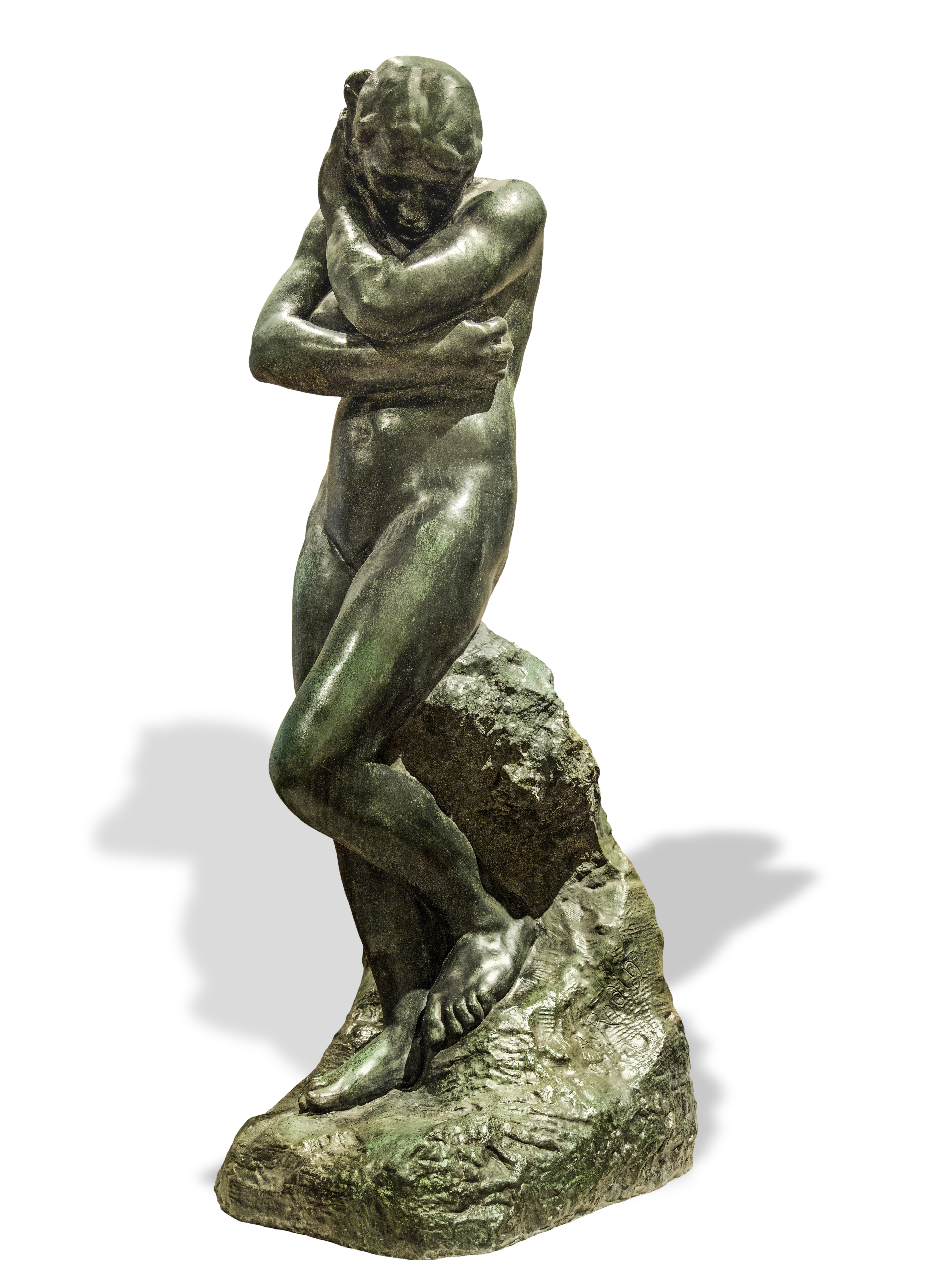
«Єва» в сцені «Вигнання з раю», 1899 р.
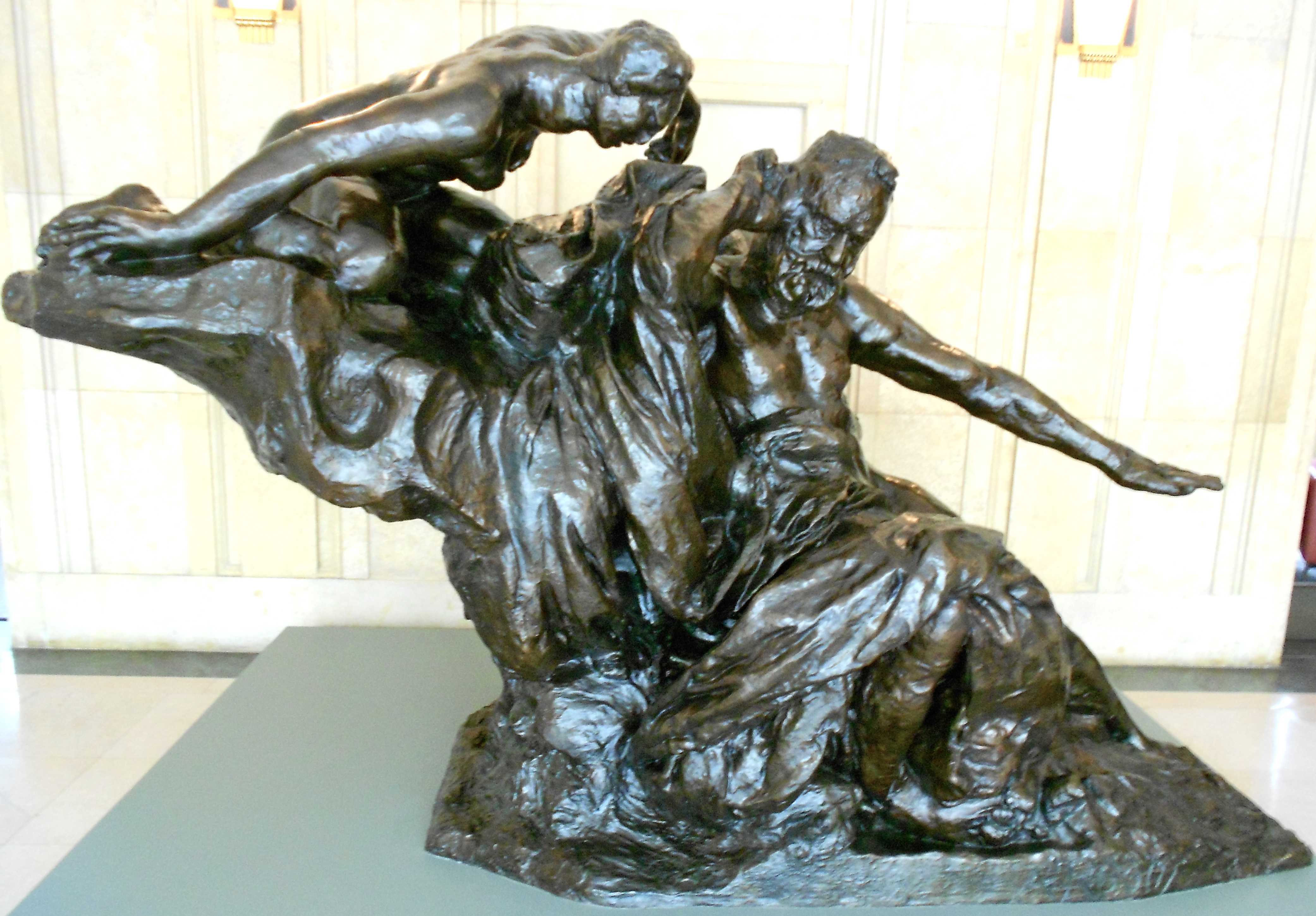
«Віктор Гюго і муза», модель монумента 1897 року, тонований гіпс 1964 року.